# Schallplatte

7-Zoll-(17,5-cm)-Vinylschallplatte für 45 Umdrehungen pro Minute und 1½-Zoll-Mittelloch, 1962

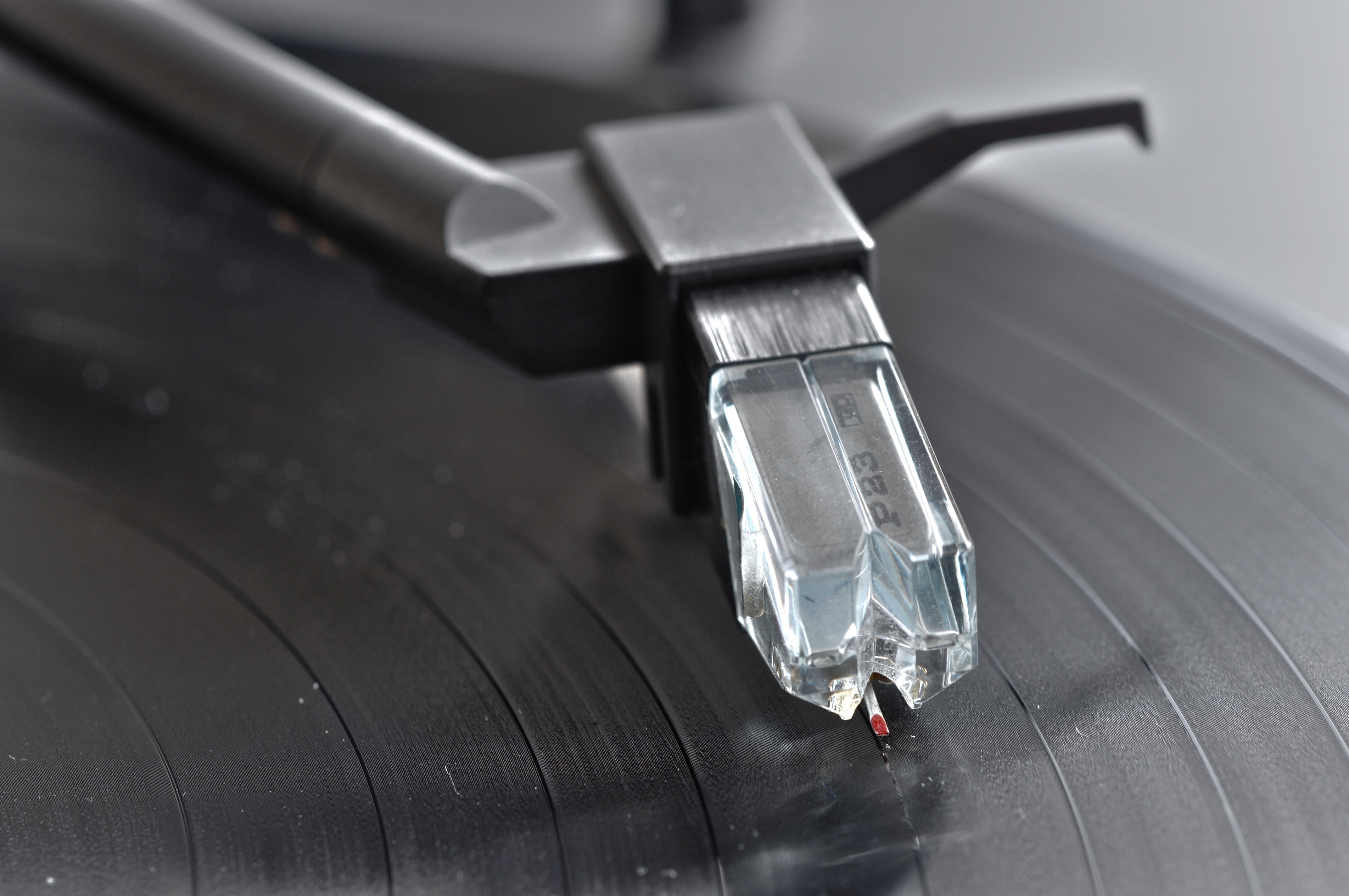
Tonabnehmer beim Abspielen einer Schallplatte. unter dem roten Lackpunkt befindet sich die Abtastnadel, deren Spitze in der Rille der Schallplatte läuft

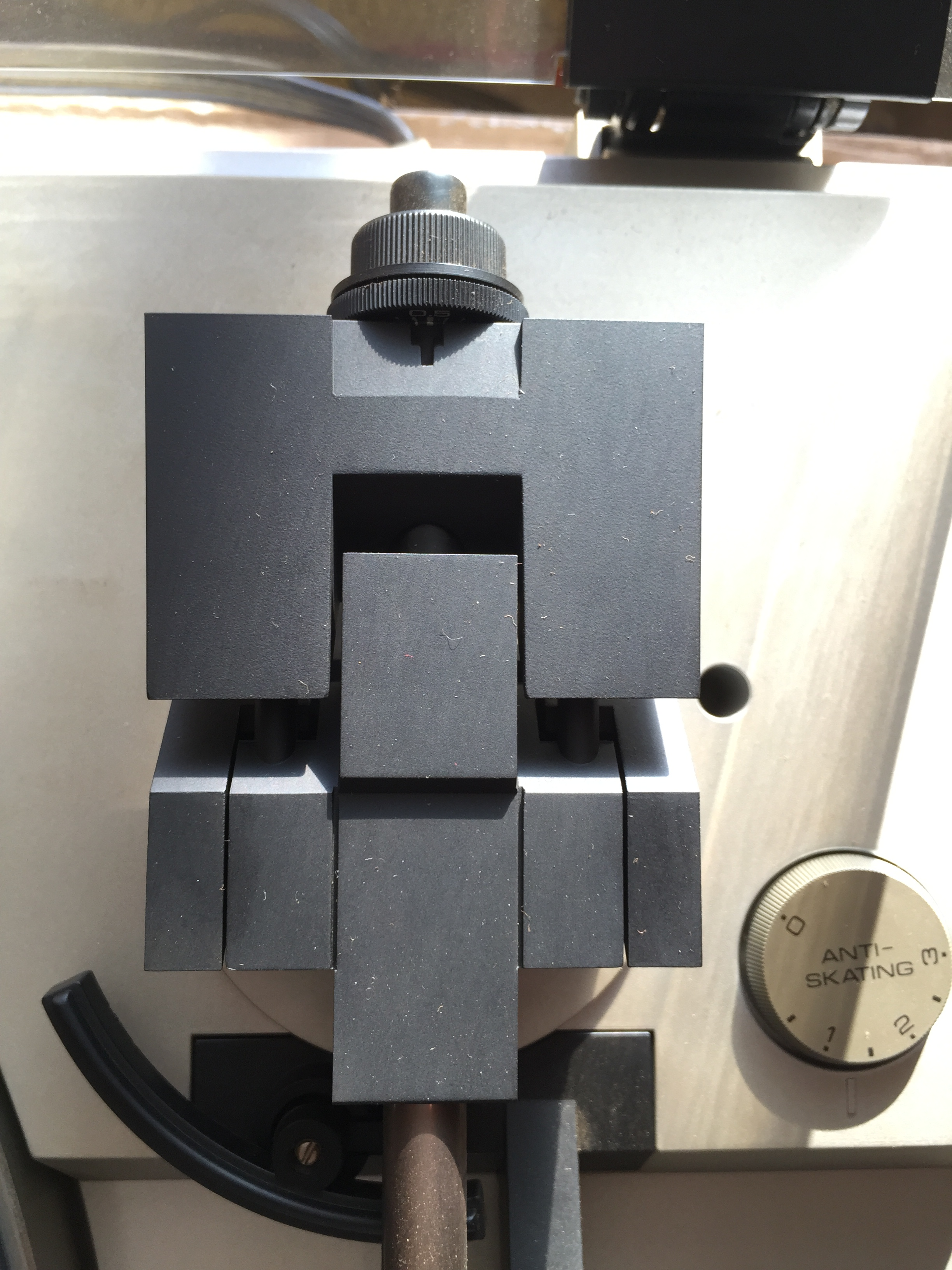
Gegengewichte eines Tonarms – Yamaha P-200 (1983)

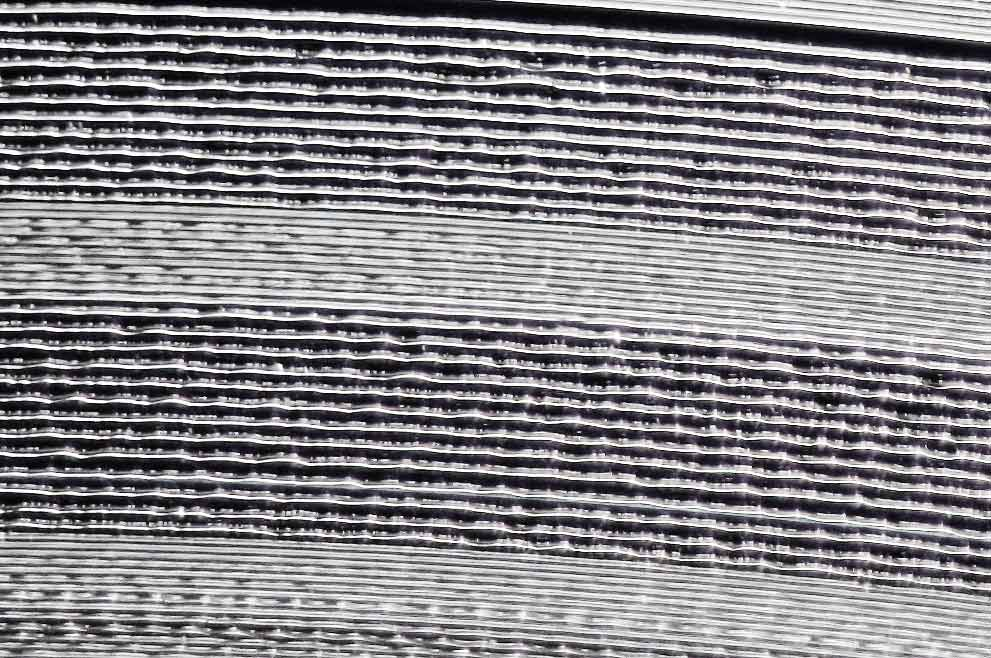
Windungen der Rille einer Schallplatte unter dem Mikroskop. Der Verlauf der Rille entspricht der Schallschwingung des gespeicherten Signals.

Die Schallplatte (englisch record) ist ein mit analogen Daten bespielter und meist kreisförmiger Tonträger mit einem Mittelloch, deren heute beidseitige Rillen zur Wiedergabe von Schallsignalen dienen.
Schallplatten werden in unterschiedlichen Formaten mit Spieldauern von wenigen Minuten bis zu etwa 30 min pro Seite hergestellt. Letztere in der heute noch gebräuchlichen Größe von 30 cm Durchmesser für 33 1⁄3 Umdrehungen pro Minute werden auch als Langspielplatten oder kurz als LP bezeichnet.

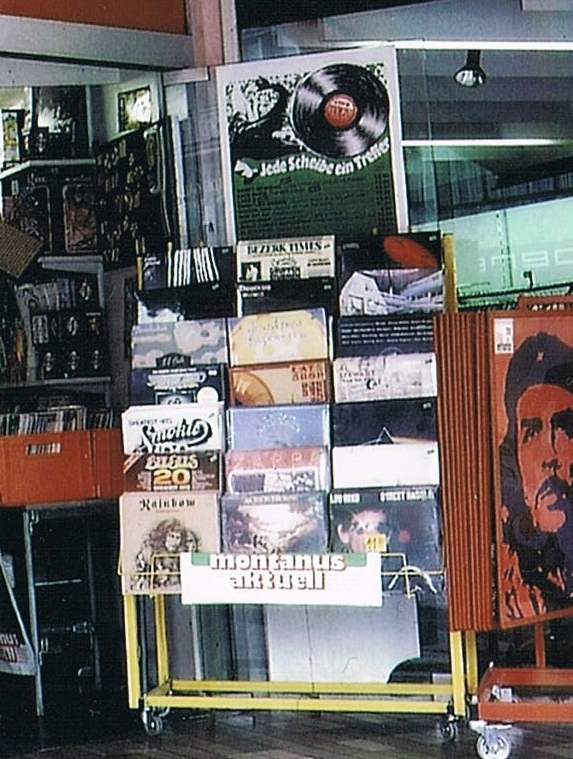
Montanus-Verkaufsstand mit Slogan Jede Scheibe ein Treffer (1978)

Umgangssprachlich wird die Schallplatte auch als Platte, Scheibe oder Vinyl bezeichnet. Das Wort Schallplatte wurde bereits zur Zeit der Grammophon-Ära geprägt. Der seit dem Produktionsende der Grammophonplatten wesentlich geläufigere Begriff Schellackplatte grenzt diesen älteren Tonträger deutlich von der späteren, noch heute üblichen Schallplatte aus Polyvinylchlorid ab.
Die Signale sind in einer üblicherweise vom Rand der Platte spiralförmig nach innen verlaufenden Rille gespeichert, deren Flanken die Schallschwingung des gespeicherten Signals abbilden. Für die Wiedergabe wird ein Plattenspieler eingesetzt, bei dem die Abtastspitze eines Tonabnehmers entsprechend ausgelenkt wird. Die Rückverwandlung in hörbare Schallsignale kann rein mechanisch über eine Membran und einen Schalltrichter oder – bei heute üblichen Plattenspielern – auf elektromechanischem Weg mit anschließender elektronischer Verstärkung durch einen Audioverstärker erfolgen.

## Geschichte

### Vorgeschichte

Edison am Phonographen, Illustration, um 1889

Im März 1857 meldete der Franzose Édouard-Léon Scott de Martinville den Phonautographen als Patent (Nummer 17,897/31,470) an. Ihm gelang es am 9. April 1860, das französische Kinderlied Au clair de la lune mit Hilfe eines großen Trichters einzufangen und mit einer Membran, welche die Schwingungen auf eine Schweineborste übertrug, auf eine rußgeschwärzte Walze zu kratzen. Das machte die Schwingung sichtbar, allerdings war es damit noch nicht möglich, den aufgezeichneten Schall auch wiederzugeben. Das schaffte erst die 1877 von John Kruesi gebaute Erfindung des Amerikaners Thomas Alva Edison, der mit dem ebenfalls patentierten Phonographen weltberühmt wurde. Auch dessen erste Aufzeichnung, Mary Had a Little Lamb, war ein Kinderlied. Die Töne wurden zunächst in eine Zinnfolie geritzt, später auf einer Phonographenwalze mit wendelförmiger Tonspur in Höhenschrift gespeichert, wobei das Prinzip der Amplitudenauslenkung auch hier unmittelbar akustisch (Membran/Trichter) genutzt wurde. Wichtige theoretische Grundlagen entwickelte auch der Franzose Charles Cros, der seine Arbeiten ebenfalls im Jahr 1877 bei der Naturwissenschaftlichen Akademie in Paris einreichte.

### Vom Wachszylinder zur Schallplatte
Bereits im Jahre 1880 machte der US-amerikanische Physiker Charles Sumner Tainter (Columbia Graphophone Company) die Entdeckung, dass viele technische Nachteile der Edisonischen Walzen (umständliche Handhabung und aufwändige Vervielfältigung) beseitigt werden könnten, wenn man die Tonspur spiralförmig in die Oberfläche einer flachen, runden Scheibe eingraviert. Tainter entwickelte den Prototyp eines entsprechenden Aufnahmeapparates und stellte einige bespielte Wachsplatten her, gab die Versuche aber infolge technischer Probleme nach kurzer Zeit wieder auf. Tainters Wachsplatten befinden sich heute im Smithsonian Institute in Washington. Sie gelten als die ersten Schallplatten der Welt.

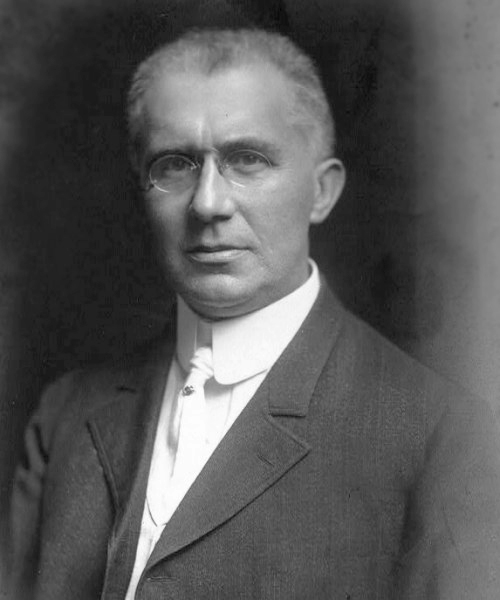
Emil Berliner

Unabhängig von Tainter, der seine Ideen nicht publiziert hatte, gelangte im Jahre 1887 der deutsch-amerikanische Erfinder und Industrielle Emil Berliner bei seinen Versuchen mit dem Edison-Phonographen zu einem ähnlichen Verbesserungskonzept. Er hatte sich mehrere Jahre lang mit dem Edison-Phonographen befasst und früher als Edison erkannt, dass die Zukunft der Tonaufzeichnung in erster Linie im Unterhaltungsbereich lag. Als Geschäftsmann sah auch er in der umständlichen und teuren Vervielfältigung der Walzen den entscheidenden Schwachpunkt des Phonographen und verwendete seine Zeit und Mühe vorrangig auf die Lösung dieses Problems.
Berliner gelang 1887 der entscheidende Durchbruch. Er konstruierte ein Gerät, das die Schallwellen nicht wie bei Edisons Höhenschrift-Phonographen in vertikaler, durch Auf-und-ab-Bewegung des Schneidstichels entstehender Modulation speicherte, sondern die Rille horizontal auslenkte; die mechanischen Schwingungen ließ er eine Stahlnadel schneckenförmig in eine dick mit Ruß überzogene Glasplatte einritzen. Nach chemischer Härtung des Rußes war er in der Lage, auf galvanoplastischem Wege ein Zink-Positiv und von diesem ein Negativ der Platte anzufertigen, das als Stempel zur Pressung beliebig vieler Positive genutzt werden konnte, damit war die Schallplatte erfunden. Am 4. Mai 1887 reichte Berliner den Patentantrag ein. Das US-Patent No. 372,786 wurde daraufhin am 8. November 1887 erteilt.
Die älteste bis heute erhaltene Schallplatte Berliners ist ein am 25. Oktober 1887 von ihm selbst angefertigtes Zink-Positiv. Der Öffentlichkeit wurde das neue Aufzeichnungsverfahren erstmals in einem Bericht der Zeitschrift Electrical World vom 12. November des gleichen Jahres vorgestellt; die frühesten zu Demonstrationszwecken angefertigten Zinkplatten hatten einen Durchmesser von 28 cm und bei etwa 30 min−1 eine Spieldauer von vier Minuten.
In den folgenden Monaten entwickelte Berliner in Zusammenarbeit mit dem Techniker Werner Suess sein Verfahren weiter, indem er das rußbeschichtete Glas durch eine mit Wachs überzogene Zink- oder Kupferplatte ersetzte. Nach der Gravur der Schallrille in die Wachsschicht wurde die Platte einem Säurebad ausgesetzt, das die noch mit Wachs bedeckten Teile der Platte nicht angriff, die freigelegten Rillen aber in das Metall einätzte, sodass nach Entfernung des Wachses eine haltbare metallene Urplatte entstand, die zur Herstellung der Pressmatrizen verwendet werden konnte. Am 16. Mai 1888 präsentierte Berliner ein erstes funktionsfähiges Gerät den Wissenschaftlern des Franklin Institute in Philadelphia. Der zeittypischen Vorliebe für Gräzismen folgend nannte er es Grammophon (sinngemäß: „geschriebener Laut“).
Im August 1888 begann er erstmals, die von Anfang an vorgesehene Vervielfältigung seiner Zinkplatten durch Pressen der Negative in weiches Material zu erproben. Zunächst verwendete er als Pressmasse Zelluloid, das er unmittelbar vom Erfinder dieses Werkstoffs, John Wesley Hyatt, bezog und das sich bald als technisch ungeeignet erwies. Von diesen als Hyatt Disks bekannten ersten experimentellen Zelluloidplatten sind nur sehr wenige Exemplare erhalten geblieben.
Im Juli 1889 kam Berliner aufgrund materialkundlicher Versuche zu dem Schluss, dass vulkanisiertes Hartgummi als Pressmaterial die günstigsten Eigenschaften aufweise, und erachtete seine Erfindung für ausgereift genug, um den Beginn der Serienproduktion einzuleiten.

### Erste Serienfertigung

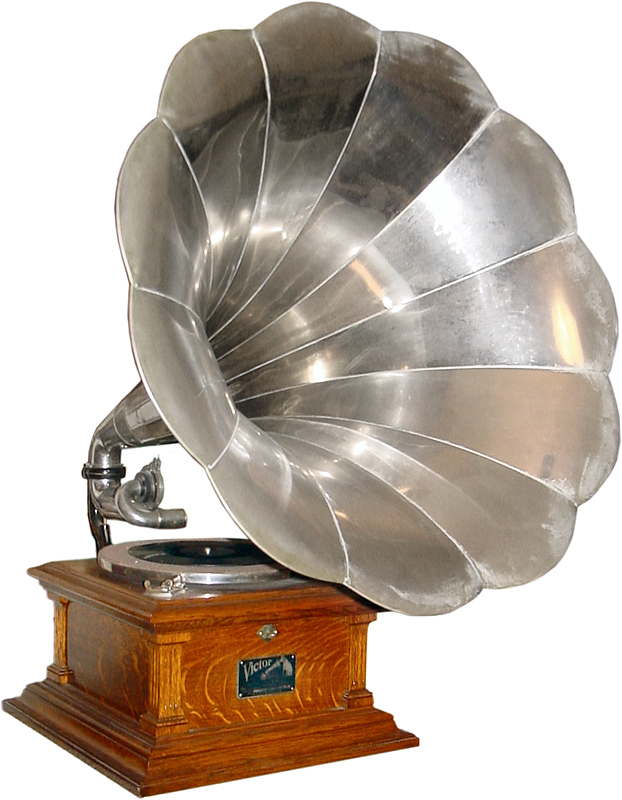
Grammophon Victor V der Victor Talking Machine Co., ca. 1907

Emil Berliner ging auf Investorensuche, stieß aber bei der US-amerikanischen Industrie auf wenig Resonanz. Daher reiste er im August 1889 nach Deutschland, um das Grammophon potentiellen Interessenten vorzuführen. Am 26. November 1889 demonstrierte er das Gerät den staunenden Experten der Berliner Elektrotechnischen Gesellschaft, die ihn sofort als Mitglied aufnahm.
Von diesem Erfolg ermutigt, entschloss er sich Ende 1889, die Serienfertigung der Platten zunächst auf eigene Rechnung in die Wege zu leiten. Die renommierte Spielwarenfabrik Kämmer & Reinhardt (andere Quellen: „Kämmerer & Reinhardt“) in Waltershausen (Thüringen) fertigte für ihn – vermutlich ab Juli 1890 – sehr einfache Grammophone mit Handkurbelantrieb und entwickelte auch eine sprechende Puppe mit Miniatur-Grammophon im Rumpf. Die passenden Platten wurden bei zwei deutschen Firmen in Auftrag gegeben. Einer der beiden Hersteller war die Rheinische Gummi- und Celluloidfabrik (später Schildkröt) in Mannheim, ein weiterer die Grammophon-Fabrik Kämmer & Co, Firmenkürzel „G-F-K-C“. Hergestellt wurden Platten mit 8-cm-Durchmesser für Sprechpuppen und 12,5-cm-Durchmesser für Grammophone; zumindest teilweise kamen dabei wohl in den USA entstandene Matrizen zur Verwendung. Die Pressungen waren in Gummi-, Zelluloid- und Zink-Ausführung erhältlich, wobei nicht bekannt ist, inwieweit Zelluloid und Gummi zueinander in zeitlicher Abfolge standen; die Zinkplatten wurden offenbar gegen Aufpreis verkauft.
Diese ersten Serienschallplatten der Welt waren von so minderer Klangqualität, dass Zettel mit dem vollständigen Text der jeweiligen Aufnahme auf die Plattenrückseite geklebt wurden, damit der Käufer den Inhalt der Platte nachvollziehen konnte. Insgesamt wurden 1889/1890 in Deutschland etwa 25.000 Platten gepresst, von denen heute weltweit nur noch sehr wenige Exemplare bekannt sind. Die einzige erhaltene Berliner-Sprechpuppe befindet sich im Heimatmuseum Schloss Tenneberg in Waltershausen. Kurzzeitig wurden die deutschen Berliner-Produkte auch nach England exportiert; das Geschäft mit dem unausgereiften System erwies sich aber als wenig lukrativ, weshalb Berliner 1891 die Fertigung einstellen ließ und in die USA zurückkehrte.
Am 23. April 1889 gründete er die American Gramophone Co., die die Verwertung seiner Erfindung übernehmen sollte, aber nach kurzer Zeit zusammenbrach. Die folgenden zwei Jahre verbrachte Berliner damit, das Grammophon technisch zu verbessern. Er ließ von einem New Yorker Uhrmacher einen Federantrieb entwickeln, der sich allerdings als nicht praxistauglich erwies, und engagierte einen Techniker namens Edward L. Wilson, der für ihn ein Grammophon mit Münzmechanik konstruierte.
Erst im April 1893 wagte Berliner zusammen mit den Brüdern Fred und Will Gaisberg, die zuvor schon bei der Columbia Records tätig gewesen waren, eine neue Firmengründung. Es entstand die United States Gramophone Company mit Sitz in Washington (1205 G Street NW), die die Erfindung kommerziell verwerten sollte und an die er seine Patente abtreten musste. Die Firma produzierte einige wenige Grammophone und Schallplatten aus Vulcanite beziehungsweise Hartgummi, geriet allerdings bald in finanzielle Schwierigkeiten.
Im Jahr 1895 gelang es Berliner, eine Gruppe von Investoren aus Philadelphia für seine Erfindung zu begeistern. Es kam zur Gründung der Berliner Gramophone Company, deren Anteile allerdings nur zum kleineren Teil Berliner selbst gehörten. Die United States Gramophone Co. bestand allerdings parallel dazu als Inhaberin der Patente weiter. Das neue Unternehmen eröffnete in Baltimore (109 North Charles Street) eine Fabrik nebst Showroom und begann mit der Fertigung von Geräten und Tonträgern.
Der Durchmesser der Platten wurde 1894 auf zehn Zoll (25,4 cm) festgelegt. Bis zum Herbst 1894 verließen etwa 1000 Grammophone und 25.000 Platten die Fabrik. Berliner veröffentlichte die erste gedruckte Bestellliste der verfügbaren Aufnahmen. Das Unternehmen bot neben den handbetriebenen Grammophonen auch zwei Luxusmodelle mit Elektromotoren an. 1895 änderte man den Plattendurchmesser auf 17,5 cm (6,9″); im selben Jahr erhielt Berliner nach langen juristischen Auseinandersetzungen jenes US-Patent für sein Horizontalschrift-Aufnahmeverfahren, dessen Existenz später die jahrzehntelange monopolartige Position der Victor Talking Machine Company (später Teil von RCA) auf dem nordamerikanischen Plattenmarkt begründen sollte.

### Kommerzieller Durchbruch mit Federbetrieb und Schellackplatten
Die Umsätze der Firma waren zunächst bescheiden, da die potentiellen Kunden in Berliners primitivem, handkurbelbetriebenem Grammophon noch immer eher ein Kinderspielzeug als ein ernstzunehmendes Unterhaltungsgerät sahen. Angeregt durch entsprechende Entwicklungen auf dem Phonographen-Sektor beschäftigte sich Berliner erneut mit dem Gedanken, seine Geräte mit Federmotoren auszustatten. Er beauftragte den Mechaniker Eldridge R. Johnson aus Camden City mit der Entwicklung und Serienfertigung eines passenden Federwerk-Motors, dessen Markteinführung 1896 erfolgte und dem Produkt tatsächlich zu einer enormen Umsatzsteigerung verhalf.
Im Oktober 1896 gab Berliner die Verwendung von Hartgummi als Plattenmaterial auf und ersetzte die Substanz durch eine von der Duranoid Co. Newark, New Jersey, hergestellte Pressmasse, die im Wesentlichen aus Schieferpulver, Baumwollflock und Schellack bestand, das sich beim heißen Pressvorgang kurz verflüssigte, sich auch an die Oberfläche der Scheibe drückte und damit ein strapazierfähiges Material für die Rillen bildete. Das verbesserte die Klangqualität und Haltbarkeit der Platten enorm. Die Schellackplatte war geboren.
Im selben Jahr engagierte Berliner den Werbefachmann Frank Seaman, dessen Aufgabe es sein sollte, den Vertrieb der Berliner-Produkte zu übernehmen. Seaman gründete unter dem Namen National Gramophone Company ein eigenes Unternehmen und schloss mit der Berliner Gramophone Company einen auf 15 Jahre Laufzeit ausgelegten Vertrag, der ihm die Exklusivrechte am Vertrieb aller Berliner-Erzeugnisse sicherte. Seamans brillante Werbekampagnen machten das Grammophon binnen kürzester Zeit weltweit bekannt und ließen die Verkaufszahlen der Platten und Geräte förmlich explodieren – im Geschäftsjahr 1898 konnte Berliner bereits 713.753 Schellackplatten absetzen. Berliners Erfindung lag nun in den Händen dreier voneinander unabhängiger Firmen. Die United States Gramophone Company hielt noch immer die Patente, die Berliner Gramophone Company produzierte Platten und Abspielgeräte, die National Gramophone Company beherrschte die Vermarktung.

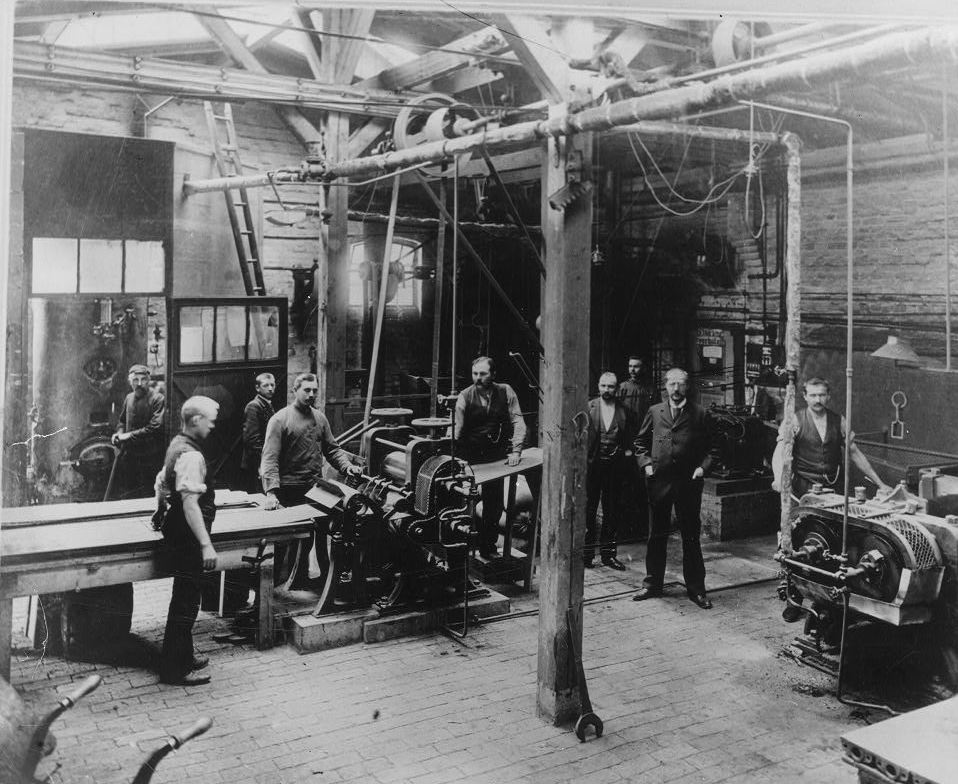
Grammophonfabrik der Brüder Joseph und Emil Berliner in Hannover-Nordstadt

Berliner expandierte durch Gründung ausländischer Tochtergesellschaften, als deren wichtigste im Jahre 1898 die britische Gramophone Company entstand. Diese gründete ihrerseits als Tochter-Tochterunternehmen die Deutsche Grammophon-Gesellschaft mit Sitz in Hannover, geleitet von Berliners Bruder Joseph.
Das zunächst sehr erfolgreiche unternehmerische Konzept sollte sich für Berliner bald als fatal erweisen, denn Seaman, der als wenig vertrauenswürdiger Charakter galt, war angesichts der enormen Gewinne, die in Berliners Kassen flossen, mit seinem langfristigen Vertrag unzufrieden. Er begann 1898 heimlich mit der Herstellung seiner Zonophone, die technisch lediglich Plagiate der Berliner-Geräte darstellten. Seaman bot Berliner an, er möge künftig die Zonophone kaufen und unter seinem Namen vertreiben lassen. Berliner lehnte das empört ab, zumal er den Vertrag mit Johnson nicht gefährden wollte und Seaman allgemein misstraute; überdies waren die Zonophone von schlechterer Qualität als Berliners Erzeugnisse.
Seaman wertete die Ablehnung Berliners als Aufhebung seines Vertrags, benannte seine Firma in United Talking Machine Company (UTMC) um und begann, auf eigene Rechnung Platten und Zonophone zu fertigen. Berliner verklagte Seaman wegen Vertragsbruchs. Daraufhin nahm dieser vertrauliche Verhandlungen mit dem Walzenhersteller Columbia auf, der die Patente an den Erfindungen von Chichester Bell und Charles Sumner Tainter hielt. 1899 erhob Columbia auf Seamans Betreiben Klage gegen Berliner mit der Begründung, die Berliner-Patente von 1887 wären unter Verletzung älterer Bell- und Tainter-Patente erteilt worden und damit nichtig.
Die komplizierten juristischen Auseinandersetzungen, in die auch Eldridge R. Johnson verwickelt war und in denen der von Columbia engagierte Star-Anwalt Philipp Mauro eine entscheidende Rolle spielte, endeten für Seaman erfolgreich.
Das führte dazu, dass Berliner ab dem 25. Juni 1900 die Verwendung des Namens Gramophone in den USA verboten war und er auch sonst für sein amerikanisches Unternehmen keine Zukunft mehr sah. Er löste seine Firmen auf, verkaufte alle seine US-amerikanischen Patente an Eldridge Johnson, mit dem er sich wieder versöhnt hatte, und siedelte nach Montreal über. In den folgenden Jahrzehnten leitete er sehr erfolgreich die kanadische Niederlassung seines Imperiums und nahm auch maßgeblichen Einfluss auf die Entwicklung der aus seiner britischen Filiale entstandenen Gramophone Company. Nebenbei beschäftigte er sich mit aeronautischen Problemen und war an der Entwicklung eines der ersten brauchbaren Hubschrauber beteiligt.

### Entstehung der Schallplattenindustrie ab 1900

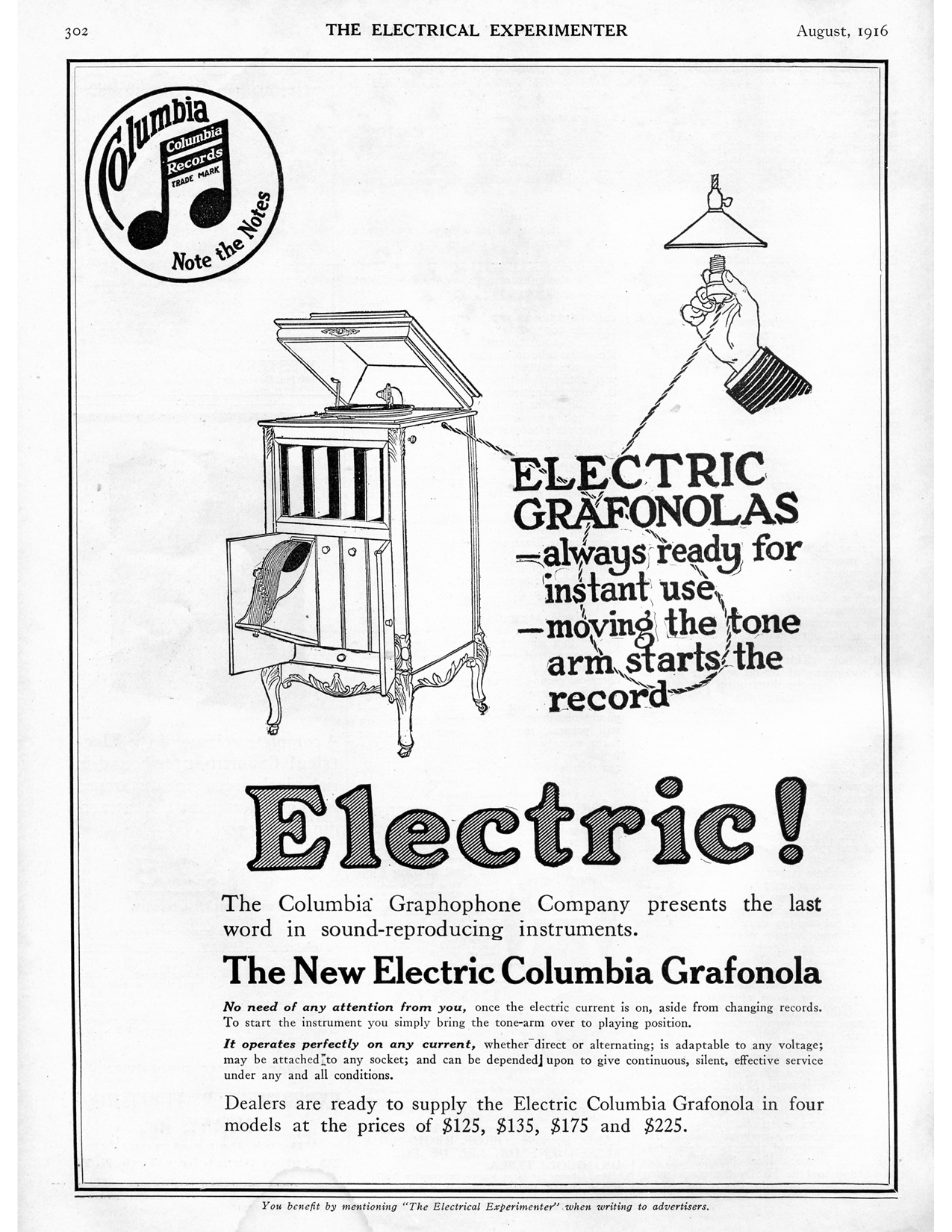
Reklame für ein elektrisch angetriebenes Grammophon der Marke Columbia Records, 1916
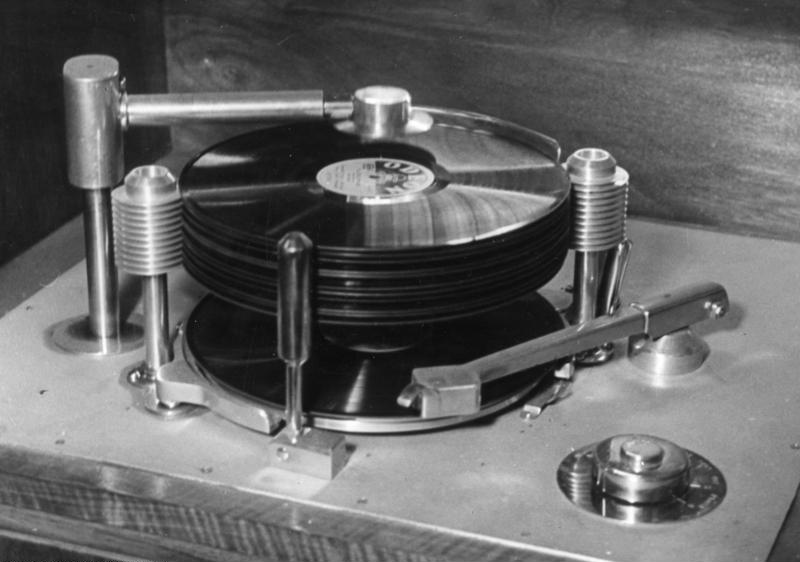
Automatischer Plattenwechsler mit Schellackplatten und elektrischem Tonabnehmer, 1949
Schellackplatte von Polydor des deutschen Nummer-eins-Hits Heimweh von Freddy Quinn, 1956

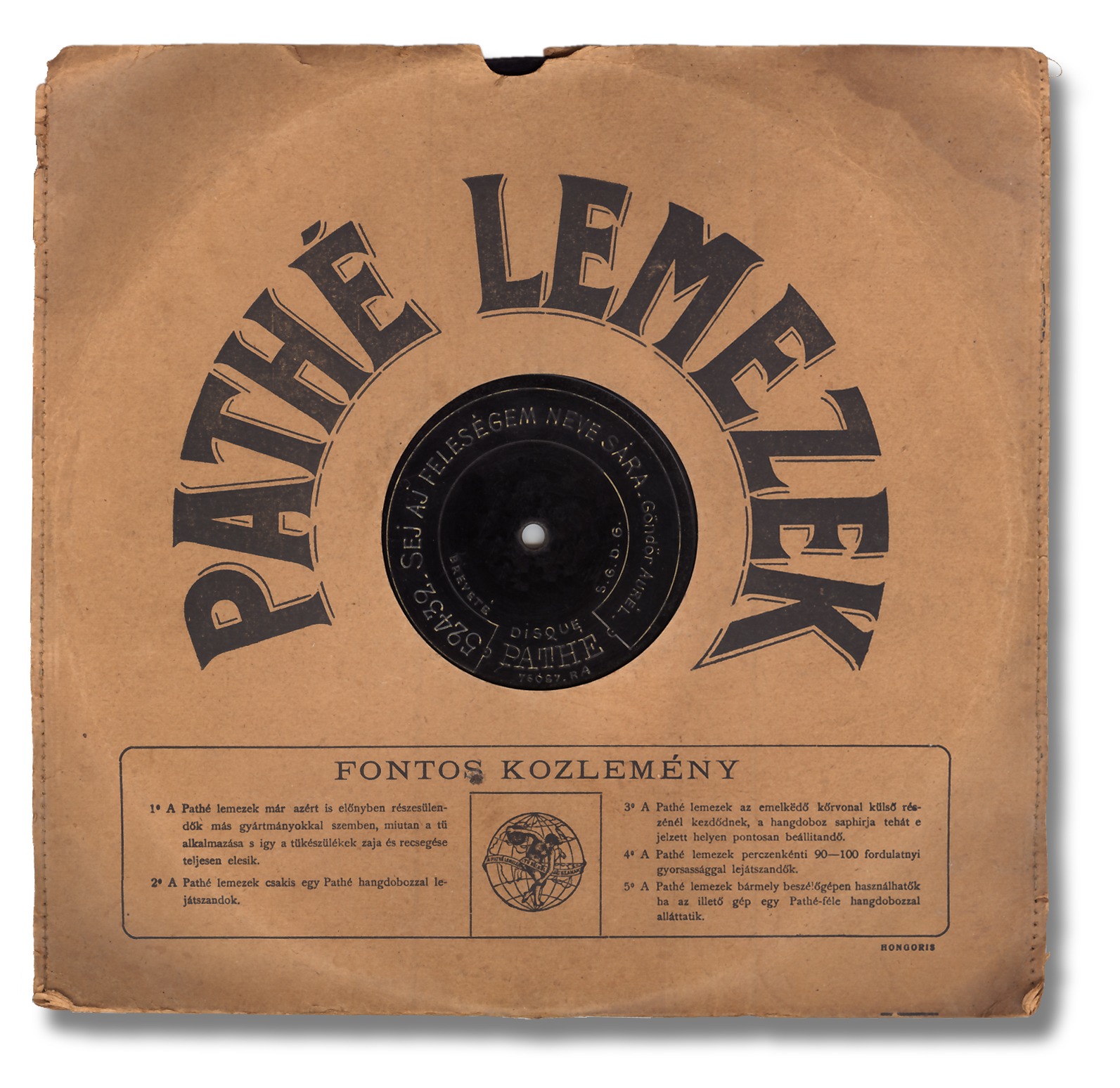
Ungarische Tiefenschriftplatte von Pathé Records mit Firmenschutzhülle

Der große kommerzielle Erfolg der Berliner-Schallplatte und der relativ schlechte patentrechtliche Schutz der Erfindung ermunterten ab etwa 1900 vor allem in Europa zahlreiche Unternehmer, die Produktion eigener Schallplatten und Abspielgeräte aufzunehmen. Binnen weniger Jahre entwickelte sich so ein äußerst innovativer, schnelllebiger Industriezweig, als dessen Zentren London, Paris, Hannover, Berlin und Wien galten.
Zum damaligen Zeitpunkt konkurrierten noch einige Systeme, die untereinander oft nicht kompatibel waren. Vor dem Ersten Weltkrieg war beispielsweise die französische Firma Pathé Records sehr dominant am Weltmarkt. Ihre Platten konnten nur mit einer abgerundeten Saphirnadel bei 90–100 min−1 abgespielt werden, liefen immer von innen nach außen und waren mit der sogenannten Tiefenschrift aufgenommen worden. Da Pathé zum Zeitpunkt des Aufkommens der Schellackplatten bereits über einen großen Fundus älterer Walzenaufnahmen verfügte, deren Grundlage ebenfalls die Tiefenschrift war, konnte die Firma mit einem für die damalige Zeit unerwartet großen Sortiment an Musiktiteln ins Geschäft einsteigen. Die mit Tiefenschrift aufgenommenen Platten durften niemals mit einer Grammophonnadel abgespielt werden, da diese die Platte sofort zerstörten. Für diese Platten gab es das Pathéphone oder als Adapter für Grammophone eine Pathé-Schalldose, welche jedoch nur mit Fachkenntnis installiert werden durfte.

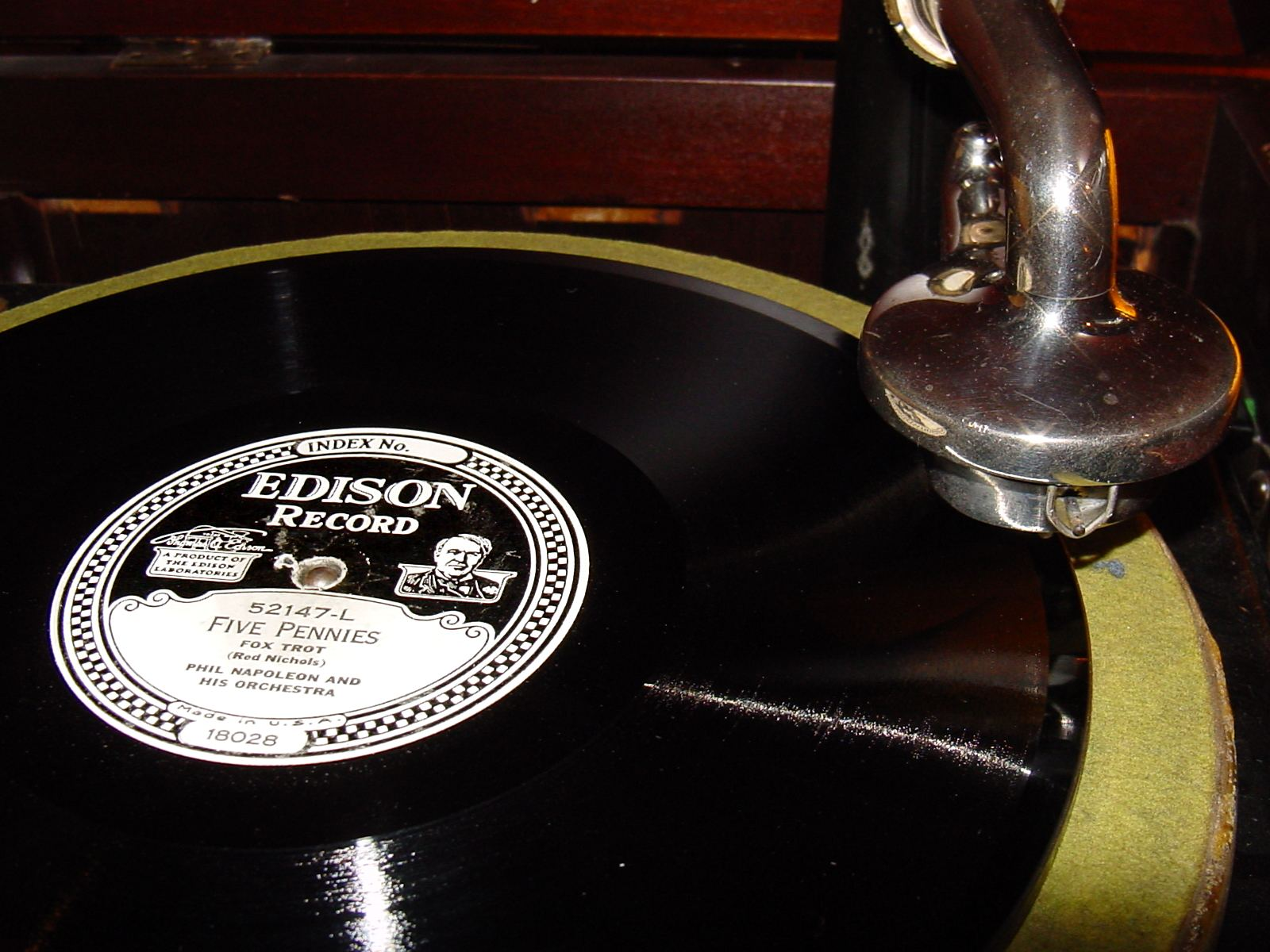
Tonarm und Schallplatte nach dem Edison-Diamond-Disc-Verfahren

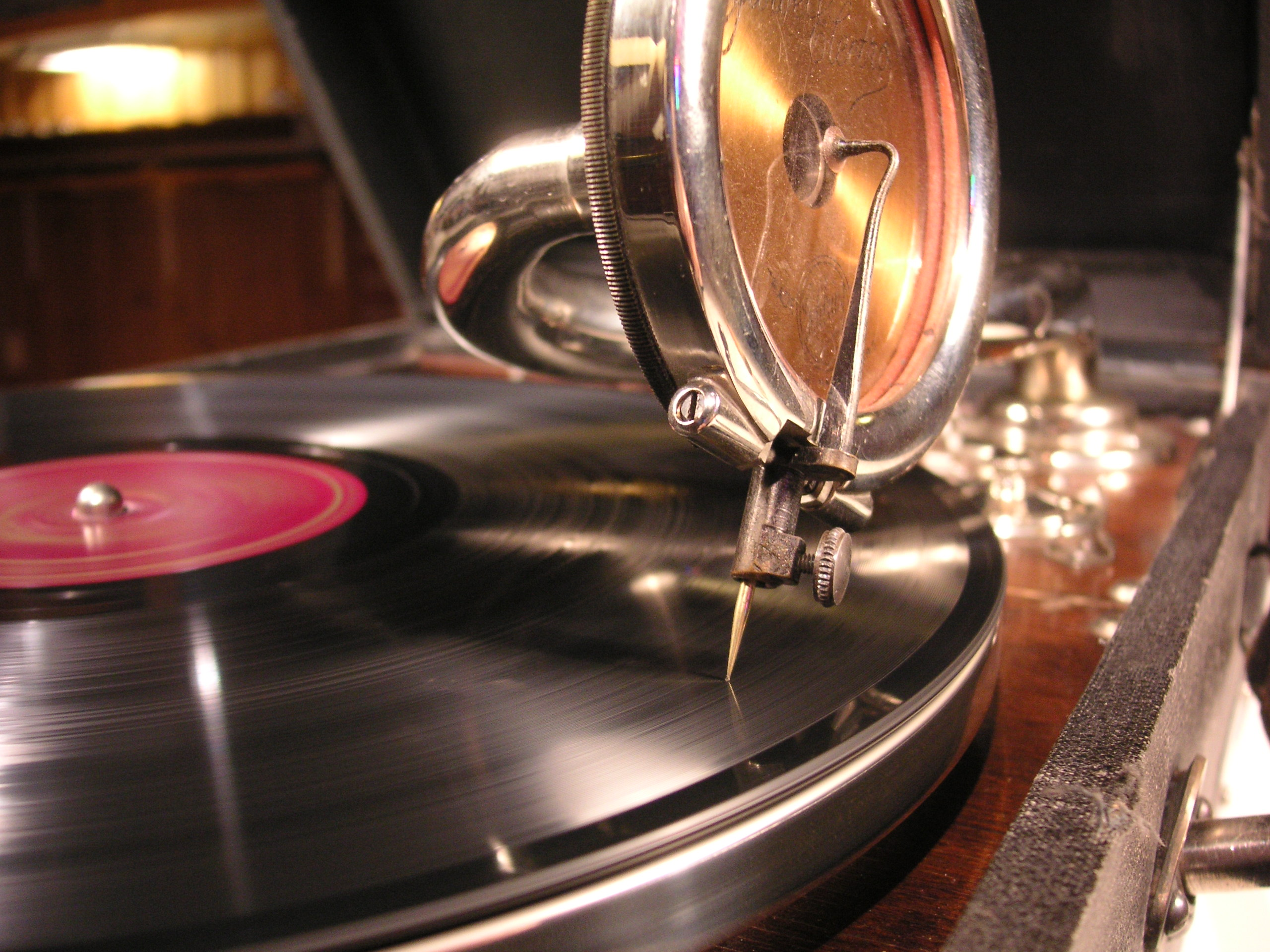
Tonarm mit Stahlnadel und Membran auf einer 25-cm-Schellackplatte, die sich zum Standardformat entwickelte

Zwischen 1904 und 1908 kamen die ersten doppelseitig bespielten Schallplatten auf den Markt.
Eine weitere frühe Variante stellte die nordamerikanische Edison-Diamond-Disc dar, die der Öffentlichkeit 1911 präsentiert wurde. Auch diese Schallplatten waren mit Tiefenschrift bespielt und konnten ebenfalls nur mit speziellen Plattenspielern abgespielt werden. Die etwa fünf Millimeter dicken Tonträger bestanden nicht aus Schellack, sondern einer Mischung aus Phenol, Formaldehyd, Holzmehl und Lösungsmittel, die mit einer Lackschicht aus phenolhaltigem Kunstharz überzogen war. Diese Platten sind in Europa äußerst selten.

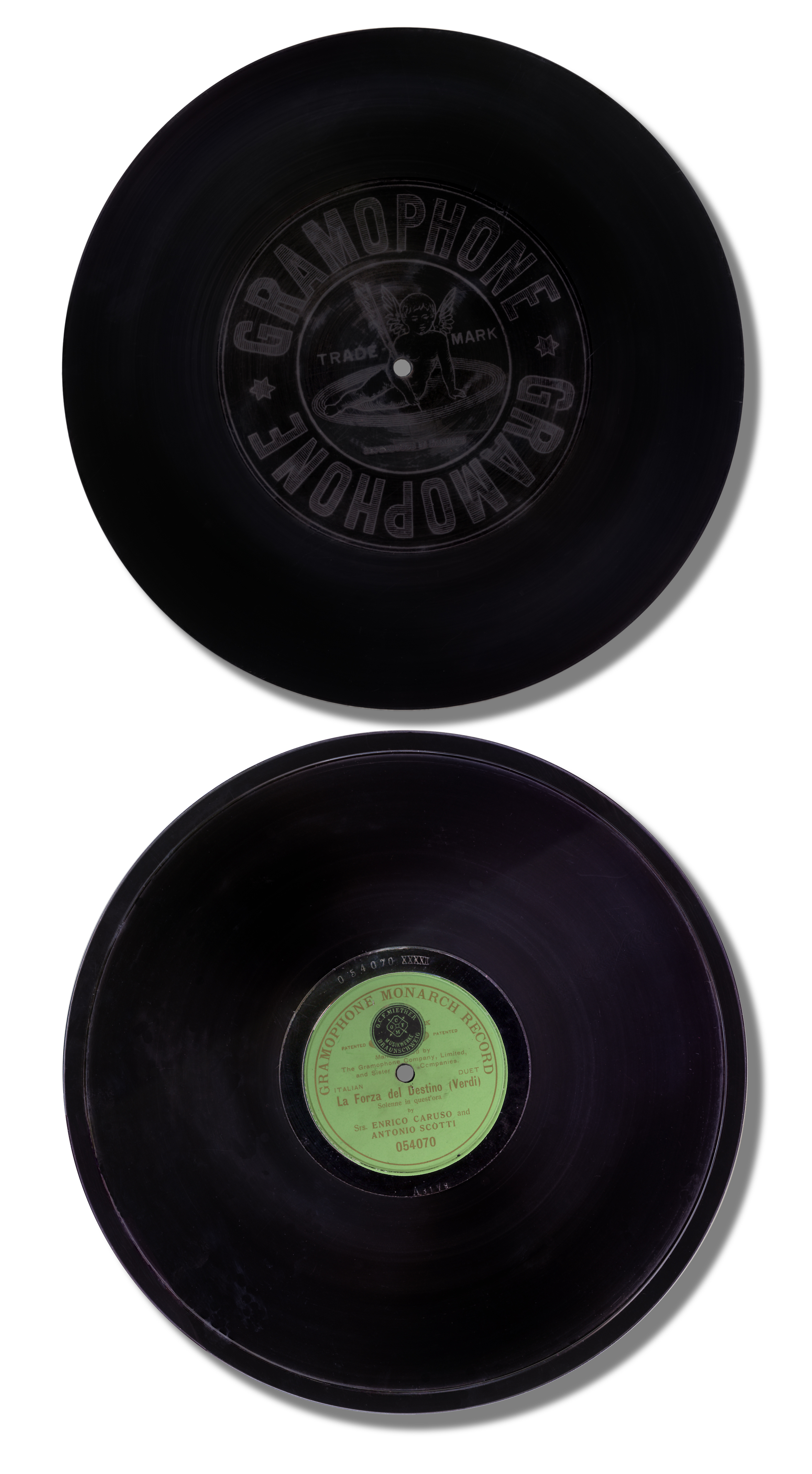
Vorder- und Rückseite einer einseitig abspielbaren Schellackplatte der Gramophone Company (1908). Die Rückseite zeigt das Firmenlogo.

Letztendlich setzte sich die Schellackplatte mit einer Geschwindigkeit von 78 Umdrehungen pro Minute durch, für die es spezielle Nadeln zu kaufen gab, die nach verschiedenen damaligen Empfehlungen nach jeder Platte ausgewechselt werden sollten. Preiswerte Grammophone einfacher Bauart kamen in vielfältigen Formen auf den Markt und ließen die Schallplatte zu einem auch für die unteren sozialen Schichten erschwinglichen Unterhaltungsmedium werden. Bis 1914 entstanden allein in Deutschland etwa 500 konkurrierende Schallplattenmarken. Durch technische Verbesserungen konnte die Klangqualität stetig gesteigert werden. Allmählich begannen sich auch große Musiker wie Enrico Caruso, Nellie Melba und Hermann Jadlowker für das Medium Schallplatte zu interessieren und verhalfen mit ihren Einspielungen den Plattenkonzernen zu beträchtlichen Gewinnen.
Besonders das zunächst eigenständige, später vom Konzern des schwedischen Schallplattenproduzenten Carl Lindström übernommene Label Odeon, tat sich mit technischen Innovationen hervor und brachte die ersten großformatigen Platten (25, 27 und 30 cm Durchmesser) sowie die ersten doppelseitigen Pressungen auf den Markt.
Der Erste Weltkrieg ließ die Schallplattenproduktion weltweit stark zurückgehen, was primär durch den vorübergehenden Zusammenbruch des internationalen Handelsnetzes für Rohschellack bedingt war. Nach Kriegsende erholte sich die Schallplattenindustrie zunächst nur langsam. Die weltweiten Wirtschaftskrisen der 1920er Jahre und auch die Entstehung der ersten Rundfunksender beeinträchtigten die Plattenabsätze weltweit erheblich. Ins Gegenteil verkehrte sich diese Entwicklung allerdings, als ab 1925 mehrere US-amerikanische, niederländische und deutsche Firmen annähernd gleichzeitig elektrische Aufnahmeverfahren präsentierten, die die alten akustisch-mechanischen Aufnahmeapparate binnen kurzer Zeit völlig verdrängten, die Kosten der Schallplattenaufnahme dramatisch reduzierten und die Klangqualität enorm verbesserten. Die Einführung der elektrischen Aufnahme ließ in Deutschland erneut eine große Zahl kurzlebiger kleiner Plattenfirmen entstehen, die technisch und musikalisch oft sehr experimentierfreudig waren. Das 1928 von dem Erfinderkollektiv Tri Ergon entwickelte Lichttonverfahren erlaubte erstmals das Schneiden und Nachbearbeiten von Aufnahmen. Erste elektrische Plattenspieler kamen auf den Markt. Die Musikbegeisterung der späten 1920er Jahre garantierte den Schallplattenkonzernen ausgezeichnete Umsätze.

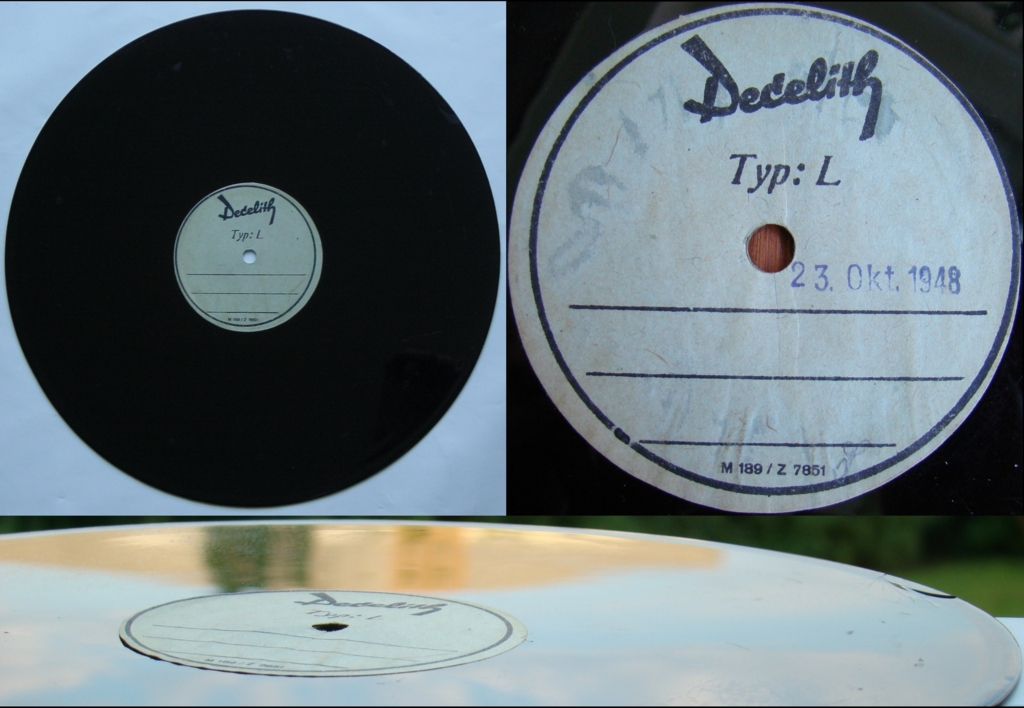
Rohling aus Decelith für eigene Tonaufnahmen, Ø 25 cm, vor 1948

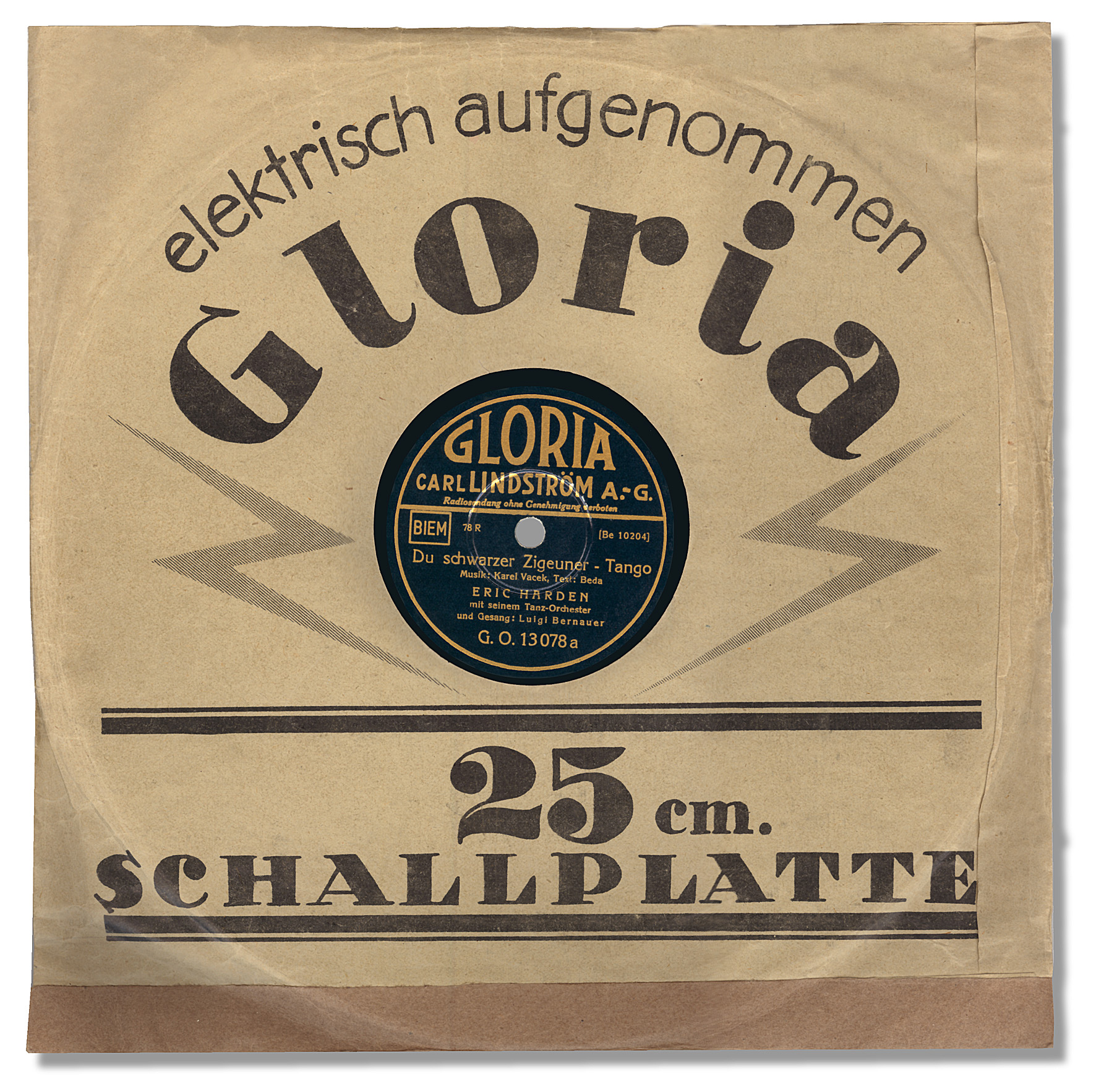
Schallplatte des seinerzeit größten europäischen Plattenproduzenten, der Carl Lindström AG, im damals üblichen Firmenlochcover, 1930er Jahre

Ein technischer Fortschritt in den frühen 1930er Jahren war die Einführung des Selbstschneidens von Grammophonplatten. Anfangs schnitt man in weiche Folien ohne Nachbehandlung, später in Decelith-Rohlinge mit den üblichen 78 Umdrehungen pro Minute. Die Haltbarkeit der geschnittenen Decelithscheibe wurde durch eine härtende Nachbehandlung der Oberflächenschicht verbessert, die aber ein nachträgliches Einsenden der fertigen Platte an den Hersteller der Rohlinge erforderte. Dieses Aufzeichnungsverfahren war noch bis zur Serienreife des Magnetophons in den frühen 1950er Jahren auch in professionellen Rundfunkstudios in Gebrauch.
Das Jahr 1933 brachte für die deutsche Schallplattenindustrie dramatische Veränderungen: Zahlreiche bis dahin in jüdischem Besitz gewesene Unternehmen wurden in den ersten Jahren der NS-Diktatur gegen den Willen der Eigentümer zwangsenteignet und teilweise aufgelöst. Diese staatskriminellen und nach dem Krieg großteils – soweit möglich – rückgängig gemachten oder finanziell kompensierten Aktivitäten wurden unter dem euphemistischen bzw. propagandistischen Begriff „Arisierung“ betrieben. Gegen viele prominente Plattenkünstler, wie die Comedian Harmonists, ergingen aus rassischen und politischen Gründen durch die Nürnberger Rassengesetze Berufsverbote. Die Einfuhr ausländischer Platten nach Deutschland war kaum noch möglich. Bis 1939 reduzierte sich die Zahl der auf dem deutschen Markt präsenten Schallplattenmarken daher beträchtlich. Da deutsche Plattenfirmen jedoch im Ausland Aufnahmen mit bekannten Künstlern machten, waren diese am Inlandsmarkt durchaus bekannt. Gerade die in den späten 1930er Jahren in Deutschland populär werdende Swing-Musik profitierte von dieser Praxis. Unabhängig von den Maßregelungen der Reichsmusikkammer gegen ausländische Musikströmungen leistete sich beispielsweise Telefunken mit Heinz Wehners „Telefunken-Swing-Orchester“ eine Swing-Kapelle amerikanischer Prägung. In der Ausgabe 12/1937 bezeichnete das amerikanische Jazz-Magazin Down Beat das Telefunken-Swing-Orchester „als beste Band im Nazireich“. Auch internationale Swing-Bands wie die von Teddy Stauffer und Fud Candrix wurden zunächst über ihre Platten bekannt, bevor sie beispielsweise Engagements im damals bekanntesten deutschen Jazz-Club, dem Berliner Delphi Filmpalast, bekamen.
Während des Zweiten Weltkriegs sollte ein groß angelegtes Altplatten-Verwertungssystem sichergestellt werden, tatsächlich brach ab etwa 1943 die deutsche Schallplattenproduktion trotzdem weitgehend zusammen. Nur für den Bedarf von Rundfunk und Lichtspieltheatern wurde bis zum Kriegsende weiter produziert.
Nach 1945 nahmen die Schallplattenfabriken, soweit unzerstört geblieben, ihre Arbeit bald wieder auf, wobei zunächst die Schellack-Technik beibehalten wurde. Im Westen Deutschlands entstanden viele neue Plattenmarken, die besonders den neu entstandenen Bedarf nach US-amerikanisch geprägtem Swing und Jazz zu decken versuchten. In der sowjetischen Besatzungszone wurde die Schallplattenfabrikation dagegen als einer der ersten Industriezweige komplett verstaatlicht. Es verblieb als einziger Schallplattenhersteller der VEB Lied der Zeit, später VEB Deutsche Schallplatten, mit den Labels Amiga, Eterna, Litera, Nova, Aurora und Schola.
In der Bundesrepublik und den meisten anderen westlichen Ländern wurde die Fertigung von Schellackplatten im Juli 1958 aufgegeben. Die DDR vollzog diesen Schritt im Jahr 1961.

### Entwicklung und Durchbruch der „Vinyl“-Schallplatte

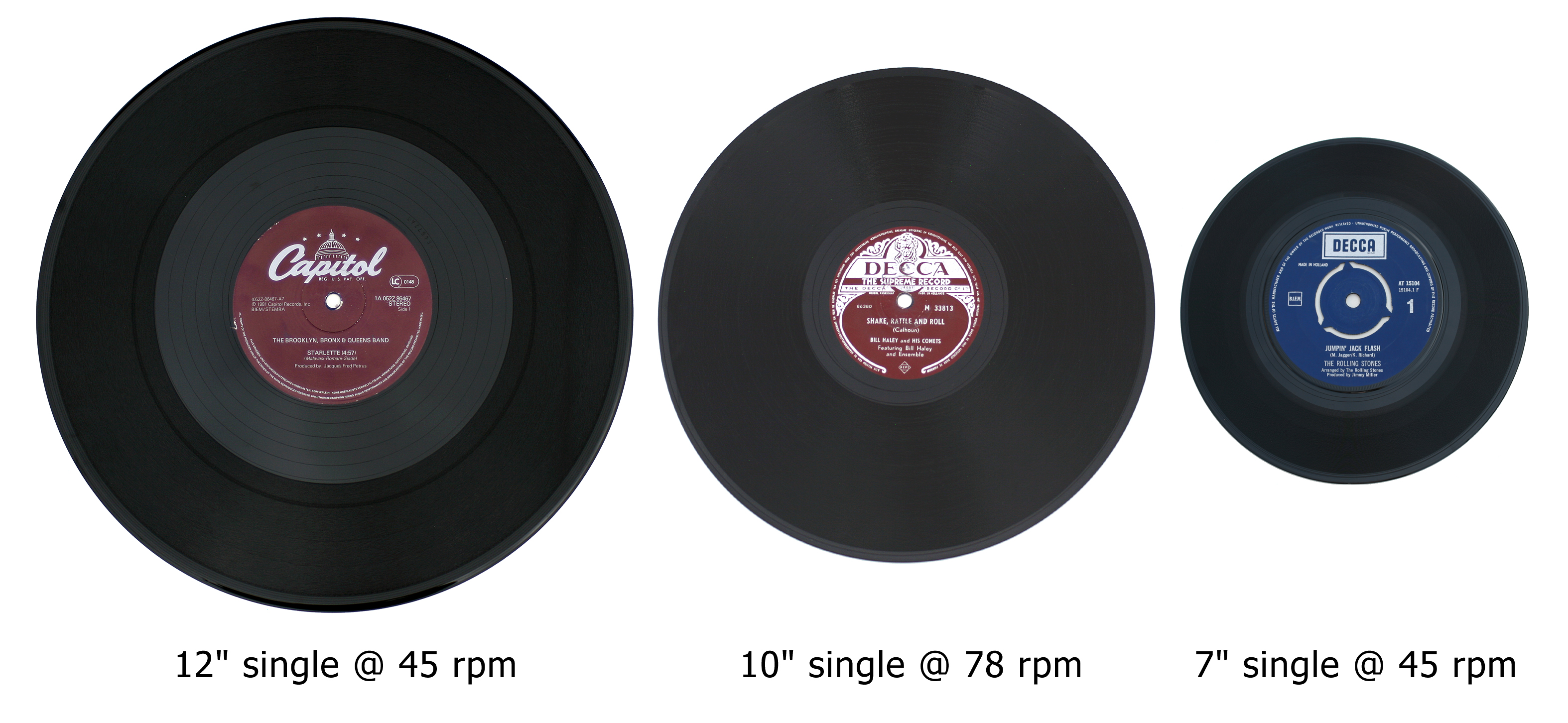
Größenvergleich (v. l. n. r.): 12-Zoll-Vinylschallplatte mit 45 Umdrehungen pro Minute, 10-Zoll-Schellackplatte mit 78 Umdrehungen pro Minute und 7-Zoll-Vinylschallplatte mit 45 Umdrehungen pro Minute

Bereits in den Anfängen der Schallplattenherstellung hatte es – etwa in Großbritannien durch Nicole Records – erfolglose Versuche gegeben, das teure Naturprodukt Schellack durch preiswertere synthetische Kunststoffe zu ersetzen. Dazu wurden unter anderem Tonträger aus Polyvinylchlorid (PVC) und Polystyrol erprobt. Man spricht bei Schallplatten meist vereinfachend von „Vinyl“ statt von PVC. Polystyrol hielt als günstiger herstellbare, jedoch kurzlebigere Alternative her.
RCA Victor brachte 1930 die erste langspielende Vinylschallplatte heraus, vermarktet als Program Transcription Discs. Diese revolutionäre Platte war gedacht für 33 1⁄3 Umdrehungen pro Minute, hatte einen Durchmesser von 30 cm und war nahezu unzerbrechlich. Roland Gelatt stellte in seinem Buch „The Fabulous Phonograph“ fest, dass RCA Victors frühe Einführung einer Langspielplatte ein kommerzieller Fehler war, vor allem wegen des Mangels an geeigneten Wiedergabegeräten.
Ende der 1930er Jahre wurde in den USA damit begonnen, voraufgezeichnete Radioprogramme und Werbespots in Vinyl zu pressen, da diese beim Versand nicht zerbrachen. Dieser Vorteil führte auch dazu, dass in den USA Schallplatten für Kinder in Vinyl gepresst wurden.
Mit der Schellackverknappung während des Zweiten Weltkriegs wurde die Verwendung von Vinyl forciert, z. B. bei den V-Discs der US-Armee. Das Material ermöglichte deutlich schmalere Rillen (Mikroschrift) als Schellack. Es wurden kleinere Abtastnadeln eingesetzt und es kam zu einer deutlichen Steigerung sowohl der Tonqualität als auch der Spieldauer. Man verwendete meist 33 1⁄3 Umdrehungen pro Minute, nur für kürzere Aufnahmen 78 Umdrehungen pro Minute. Somit hatte das Radio bereits ein der Vinyl-LP ähnliches Schallplattenformat in Verwendung, lange bevor die „Mikrorillenschallplatte“ der breiten Öffentlichkeit vorgestellt wurde.
Auch wenn die Vinylschallplatte bis dahin keinen kommerziellen Erfolg hatte, war man sich ihrer Vorteile (geringere Störgeräusche, bessere Haltbarkeit, längere Laufzeit) durchaus bewusst.
Ende der 1940er Jahre brachten zwei Elektrogerätehersteller zunächst abweichende Formate heraus: Am 21. Juni 1948 stellte Columbia Records die longplaying microgroove record als 12-Zoll-(30 cm)-Langspielplatte mit 33 1⁄3 Umdrehungen pro Minute, kleinem Mittelloch (7 mm) und feineren, enger platzierten Rillen und einer Spieldauer von 22,5 Minuten vor, die von Peter Carl Goldmark seit 1939 entwickelt worden war (abgekürzt LP).

Single von Philips des deutschen Nummer-eins-Hits The River Kwai March – Colonel Bogey mit Mittelkreuz im Firmenlochcover, 1958

Im Jahr 1949 folgte RCA Victor mit der 7-Zoll-(17,5 cm)-Schallplatte mit 45 Umdrehungen pro Minute und großem Mittelloch (1 1⁄2″ bzw. 38,1 mm). Die Entscheidung für dieses Format rührte von der Überlegung her, dass sich fast alle Musikstücke sinnvoll in Sätze von ungefähr 5 Minuten unterteilen lassen. Um mit der LP vergleichbare Gesamtspielzeiten zu erreichen, wurden für dieses Format automatische Plattenwechsler angeboten. Der Verkauf sollte, wie  in ähnlicher Form bereits bei den Schellacks üblich, in einer buchartigen Verpackung mit mehreren Einzelschallplatten erfolgen, daher stammt die heute noch verwendete Bezeichnung „Album“. Gemeinsam war beiden Formaten die Verwendung von PVC als Plattenmaterial und die Mikrorille. Beide Formate wurden zunächst in Konkurrenz zueinander vermarktet. Damalige Plattenspieler beherrschten jeweils nur eines der beiden Formate, so dass Konsumenten sich entscheiden mussten, was zu Unsicherheit unter den Kunden führte. Es handelte sich um ein klassisches Beispiel für einen sogenannten Formatkrieg, der auch als „Schlacht der Geschwindigkeiten“ („Battle of the Speeds“) bekannt wurde.

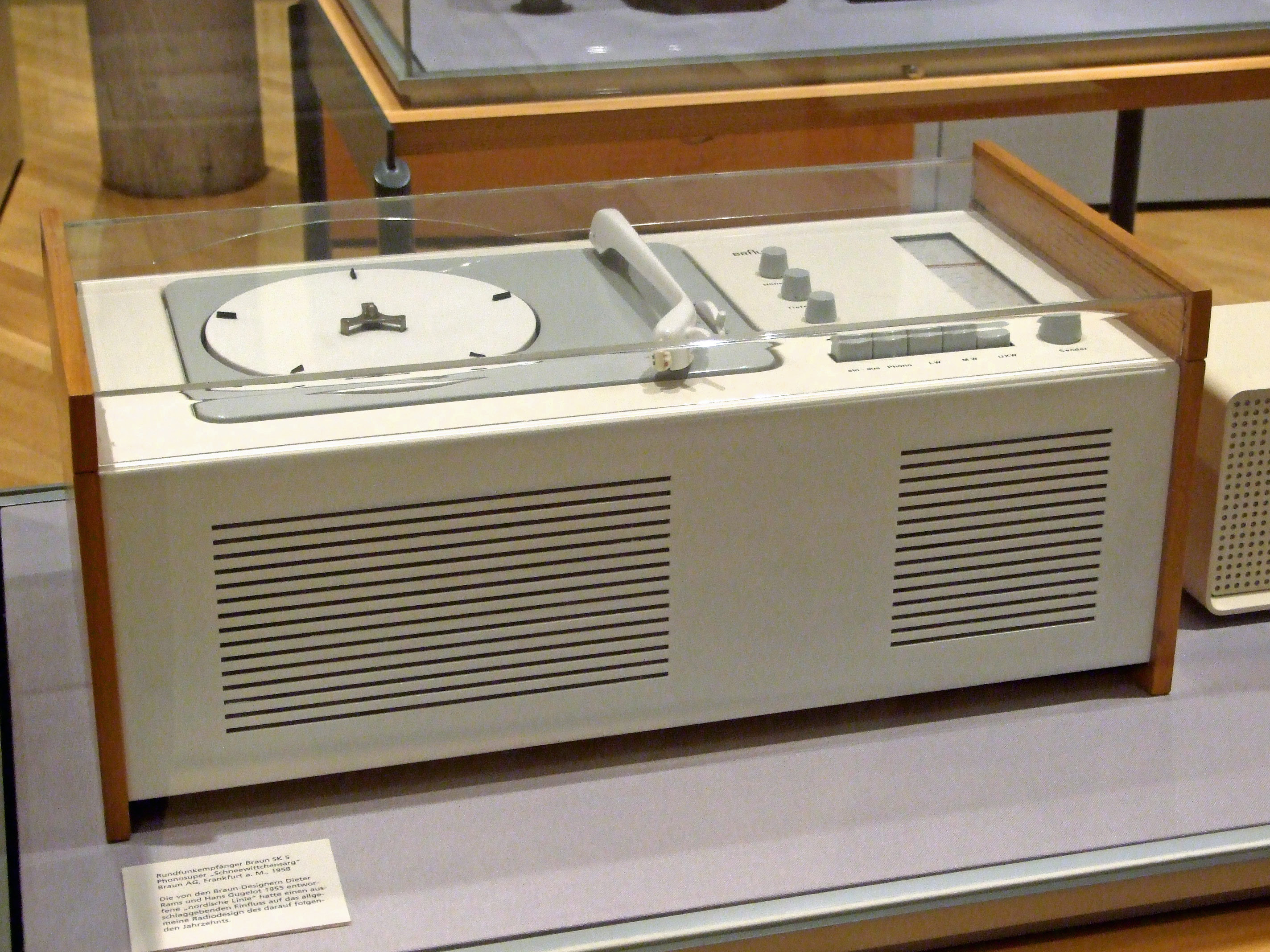
Radio-Phono-Kombination Braun SK 5 mit den Geschwindigkeiten,, 45 und 78 Umdrehungen pro Minute, 1958

Erst seit etwa Mitte der 1950er Jahre wurden Plattenspieler üblich, die die drei wesentlichen bis dahin üblichen Geschwindigkeiten (33 1⁄3, 45 und 78 Umdrehungen pro Minute) beherrschten und mit Hilfe von Adaptern Platten beider oben erwähnter Mittellochgrößen abspielen konnten. Etliche Plattenspieler besaßen zusätzlich die Geschwindigkeit 16 2⁄3 Umdrehungen pro Minute (die Hälfte von 33 1⁄3 Umdrehungen pro Minute), die Mitte der 1950er Jahre aufkam und für Sprachschallplatten Verwendung fand. Letztlich fand dieses Format aber kaum Verbreitung, gegenüber Schallplatten mit 33 1⁄3 Umdrehungen pro Minute brachte es kaum Kostenersparnis und der Vorteil der längeren Laufzeit ging zu Lasten der Tonqualität. Anfang der 1970er Jahre konnte man davon ausgehen, dass nur eine verschwindend kleine Minderheit Bedarf für die Geschwindigkeiten 16 2⁄3 und 78 Umdrehungen pro Minute hatte, die danach auf den Markt gebrachten Plattenspieler boten diese Geschwindigkeiten kaum noch an.
Der einzige Bereich, in dem eine mit 16 2⁄3 Umdrehungen pro Minute laufende Schallplatte erhebliche Vorteile bringen konnte, waren in Pkw eingebaute Plattenspieler, bei denen die Verwendung von Schallplatten mit 30 cm Durchmesser aus Platzgründen nicht möglich war, dagegen 17 cm große Schallplatten maximal 8 Minuten laufen (mit 33 1⁄3 Umdrehungen pro Minute). Peter Carl Goldmark entwickelte für Chrysler-Automobile die Highway Hi-Fi 16 2⁄3-Schallplatte, aber auch das konnte der Geschwindigkeit 16 2⁄3 Umdrehungen pro Minute nicht zum Erfolg verhelfen.
Columbias 33 1⁄3-Platten wurden für Langspielplatten verwendet, während sich die 45er Platten als Singles einen eigenen Markt eröffneten. So wurden die ursprünglich absichtlich inkompatibel gestalteten Konkurrenzformate zu Varianten ein und desselben Formats, als das sie heute noch wahrgenommen werden. Mischformate in vielen Varianten sind seitdem dazugekommen. Die Entzerrung nach RIAA („RIAA-Kurve“) wurde ebenfalls erst Mitte der 1950er Jahre standardisiert.
Nach diesen Formatbereinigungen, die hauptsächlich in den USA stattfanden, war die Vinylplatte bereit, den Schallplatten-Weltmarkt zu erobern. Schellackplatten wurden parallel dazu allmählich aus dem Angebot genommen. 1958 wurden in Westdeutschland die Restbestände an Schellackplatten zu Schleuderpreisen verkauft. In Westeuropa und Nordamerika waren sie ab etwa 1960 aus den Läden verschwunden. Bis Ende der 1960er Jahre wurden sie aber in manchen Entwicklungsländern noch produziert. Bekannt sind zum Beispiel Schellack-Pressungen von Beatles-Platten aus Indien und von den Philippinen aus jener Zeit.

### Technische Weiterentwicklung der Vinylschallplatte

#### Zweikanaltechnik

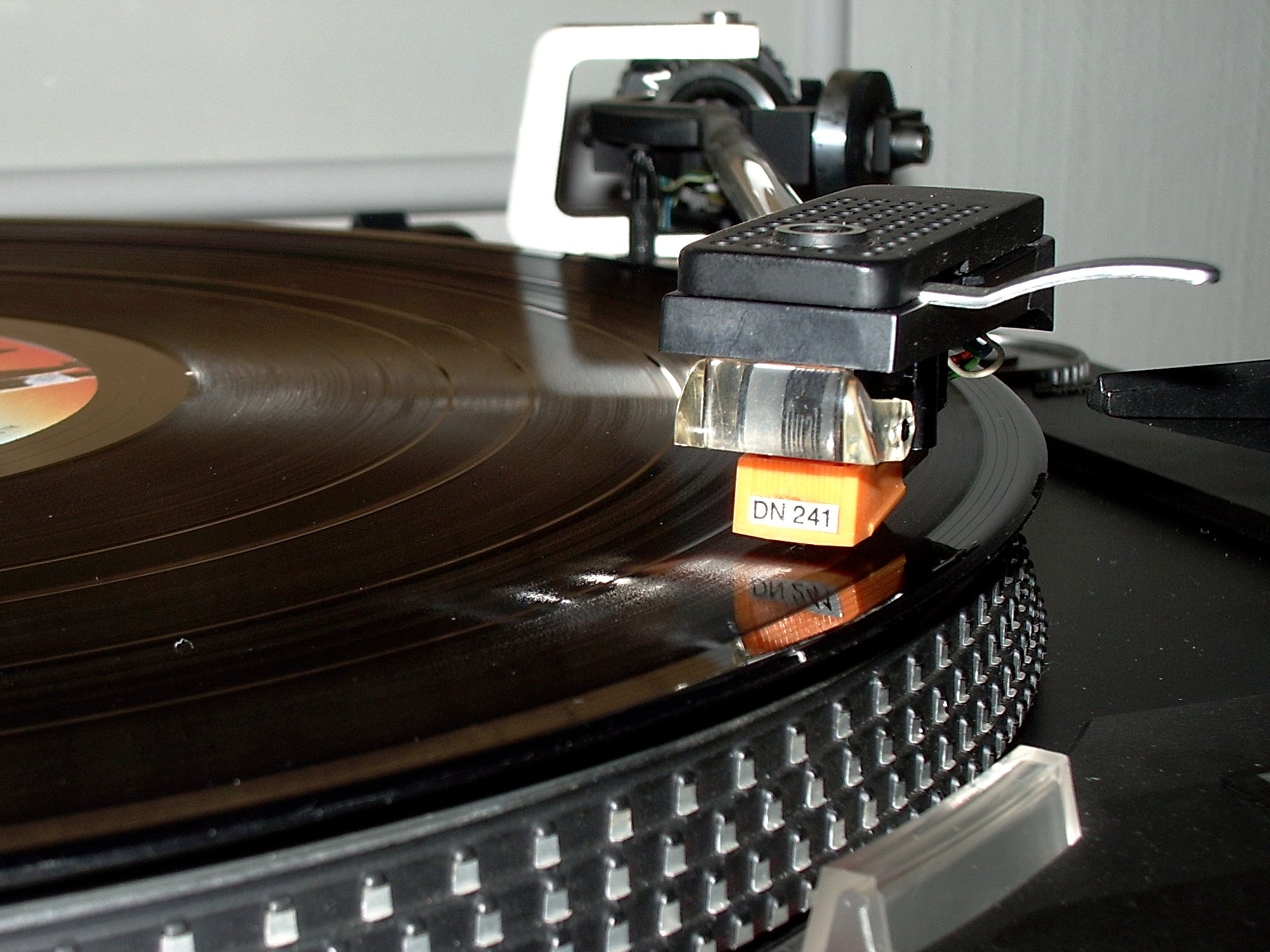
Stereo-Plattenspieler von Dual mit Tonabnehmer auf einer 12-Zoll-Langspielplatte und Markierungen zur Justierung der Umdrehungsgeschwindigkeit

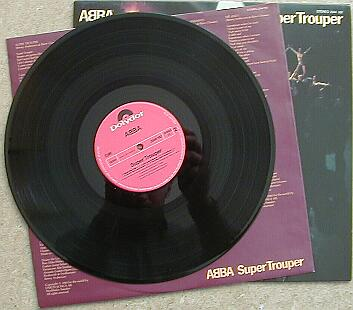
Das Album Super Trouper von ABBA (1980) mit Hülle und Inlay. Auf dem Inlay sind die Liedtexte abgedruckt.

Bereits am 14. Dezember 1931 erfand der Ingenieur Alan Dower Blumlein das bis heute benutzte Verfahren für die Aufnahme und Wiedergabe von zwei Kanälen in einer Rille. Die kommerzielle Einführung der Stereo-Schallplatte fand allerdings erst 1958 durch Mercury Records statt. Anfangs konkurrierten für kurze Zeit zwei Systeme miteinander. Statt nur die reine Seitwärtsbewegung auszuwerten, setzte das „+“-System die Information des zweiten Kanals zusätzlich in eine Tiefenbewegung um, was eine Vereinigung der Patente von Berliner und Edison bedeutete. Das „×“-System, nach dem Blumlein-Verfahren, setzte dagegen die Tonsignale beider Kanäle in jeweils 45° gegen die Senkrechte geneigte Schwingungen um. Damit war es im Gegensatz zum Konkurrenzsystem vollkompatibel zur Monoaufzeichnung.
Die Stereo-Kanaltrennung erfolgt beim Blumlein-Verfahren durch die 90-Grad-Anordnung der einzelnen, jeweils unter 45° zur Rille ausgerichteten Bewegungsmöglichkeiten der Nadel. Dadurch ist es möglich, im Tonabnehmer induktiv die Projektion dieser Bewegungen in Bezug auf die jeweilige Achse in getrennten Magnetsystemen zu erfassen. Da die Nadelbewegungen der einzelnen Kanäle um 90° versetzt sind, sind die Kanäle voneinander entkoppelt. Monoaufnahmen in Seitenschrift führen zu gleichphasigen Signalen in beiden Tonabnehmerspulen. Umgekehrt führt nur der Summenanteil beider Kanäle einer Stereorille zu einem Ausgangssignal in einem Mono-Tonabnehmer. Dadurch ist sowohl Auf- als auch Abwärtskompatibilität zur Monotechnik gegeben.

#### CX-Kodierung
Um 1980 stellte CBS Laboratories ein Kompandersystem für Langspielplatten vor, das den nutzbaren Dynamikbereich auf etwa 85 dB (Praxiswert) bzw. 100 dB (unter Laborbedingungen) erweiterte. In Deutschland wurde das CX-System vor allem von Telefunken vermarktet. Der Name steht für „Compatible Expansion“; das Adjektiv „kompatibel“ weist darauf hin, dass ein Abspielen auch ohne Dekoder grundsätzlich möglich ist. Ohne Dekoder klingen CX-kodierte Schallplatten jedoch unnatürlich grell und in Pausen tritt das Rauschen stärker hervor.
Nadelgeräusche wie Knistern und Rumpeln werden von dem System wirkungsvoll reduziert, während andererseits Kratzer infolge der Kontrastwirkung überdeutlich hervortreten.
Um die klanglichen Vorteile ausspielen zu können, erfordern CX-kodierte Schallplatten entweder einen externen CX-Dekoder zwischen Plattenspieler und Audioverstärker oder einen der angebotenen Plattenspieler mit eingebautem CX-Dekoder. Elektronikzeitschriften veröffentlichten auch Anleitungen zum Selbstbau von Dekodern.
Ein bedeutender Nachteil des CX-Systems liegt darin, dass der Dekoder auf das jeweilige Abtastsystem und seine Parameter abgestimmt sein muss, um optimal arbeiten zu können, selbst die Verstellung der Auflagekraft des Tonabnehmers erfordert einen erneuten Abgleich des Dekoders. Anwender ohne die benötigten Messgeräte müssen das einer Fachwerkstatt überlassen. Anbieter von CX-Dekodern waren Telefunken, Phase Linear, CM Labs, Kort und Phoenix Systems. Das Label CBS brachte von 1980 bis 1982 etwa 50 CX-kodierte LPs auf den Markt.
Aufgrund der systembedingten Umständlichkeiten und des zeitgleichen Aufkommens der Audio-CD konnte sich das CX-System bei Schallplatten nicht durchsetzen. 1982 wurde es jedoch – in einer technisch leicht modifizierten Form – zum Standardverfahren für den analogen Zweikanal-Ton der Laserdisc, deren PAL-Version zwar nur von 1982 bis 1985 mit CX-Ton, die NTSC-Version jedoch von 1982 bis 2007 mit CX-Ton produziert wurde – insgesamt mehr als 50000 verschiedene CX-kodierte Titel. Alle seit 1982 gebauten Laserdisc-Player enthalten daher standardmäßig einen CX-Decoder.

### Marktentwicklung seit den 1980er Jahren
Mit der Einführung der Audio-CD gingen ab Mitte der 1980er Jahre die Verkäufe und Produktionszahlen von Schallplatten immer rascher zurück. 1989 wurden in Westdeutschland erstmalig mehr CDs als Schallplatten verkauft. Anfang der 1990er verkündeten die wichtigsten Konzerne der Phonoindustrie gemeinsam den „Tod der Schallplatte“. Fortan wurde nur noch auf die Audio-CD gesetzt, beziehungsweise später auf Weiterentwicklungen wie SACD und DVD-Audio, welche sich jedoch nicht durchsetzen konnten.
2010 begann in Deutschland eine Trendwende (2010 wurden 0,6 Millionen Schallplatten verkauft; 2021 waren es 4,5 Millionen Stück). Entfiel im Jahr 2009 weniger als 1 % des Umsatzes auf dem deutschen Markt für Musikmedien auf Schallplatten, waren es im ersten Halbjahr 2022 6,2 %.
| \| Jahr \| Langspielplatte \| Compact Disc (ohne CD-Single) \| \| ---- \| ------------------- \| ----------------------------- \| \| 1984 \| 71,1 Mio. Stück \| 003,0 Mio. Stück \| \| 1985 \| 74,0 Mio. Stück \| 006,8 Mio. Stück \| \| 1986 \| 68,8 Mio. Stück \| 013,3 Mio. Stück \| \| 1987 \| 66,3 Mio. Stück \| 022,8 Mio. Stück \| \| 1988 \| 57,6 Mio. Stück \| 039,2 Mio. Stück \| \| 1989 \| 48,3 Mio. Stück \| 056,9 Mio. Stück[9] \| \| 1990 \| 44,7 Mio. Stück \| 076,2 Mio. Stück \| \| 1991 \| 23,8 Mio. Stück \| 104,2 Mio. Stück[9] \| \| 1992 \| 05,1 Mio. Stück \| 131,8 Mio. Stück[9] \| \| 1993 \| 01,6 Mio. Stück \| 152,7 Mio. Stück[9] \| \| 1994 \| 00,7 Mio. Stück \| 166,2 Mio. Stück[9] \| \| \| \| \| \| 2001 \| 00,6 Mio. Stück \| 133,7 Mio. Stück \| \| \| \| \| \| 2010 \| 00,6 Mio. Stück \| 098,7 Mio. Stück \| \| 2011 \| 00,7 Mio. Stück \| 096,9 Mio. Stück \| \| 2012 \| 01,0 Mio. Stück \| 092,8 Mio. Stück[10] \| \| 2013 \| 01,4 Mio. Stück \| 088,0 Mio. Stück[11] \| \| 2014 \| 01,7 Mio. Stück \| 087,0 Mio. Stück[12][13] \| \| 2015 \| 02,1 Mio. Stück \| 084,0 Mio. Stück[14] \| \| 2016 \| 03,1 Mio. Stück \| 074,0 Mio. Stück[15] \| \| 2017 \| 03,3 Mio. Stück \| 062,8 Mio. Stück[16] \| \| 2018 \| 03,1 Mio. Stück \| 051,2 Mio. Stück[17] \| \| 2019 \| 03,4 Mio. Stück \| 040,0 Mio. Stück[18] \| \| 2020 \| 04,2 Mio. Stück[19] \| 032,2 Mio. Stück[20] \| \| 2021 \| 04,5 Mio. Stück[21] \| 025,1 Mio. Stück[22] \| \| 2022 \| 04,3 Mio. Stück[23] \| 017,5 Mio. Stück[23] \| | Absatzzahlen Langspielplatten versus CDs in Deutschland 1984–2021 |                               |
| Jahr | Langspielplatte                                                   | Compact Disc (ohne CD-Single) |
| 1984 | 71,1 Mio. Stück                                                   | 003,0 Mio. Stück              |
| 1985 | 74,0 Mio. Stück                                                   | 006,8 Mio. Stück              |
| 1986 | 68,8 Mio. Stück                                                   | 013,3 Mio. Stück              |
| 1987 | 66,3 Mio. Stück                                                   | 022,8 Mio. Stück              |
| 1988 | 57,6 Mio. Stück                                                   | 039,2 Mio. Stück              |
| 1989 | 48,3 Mio. Stück                                                   | 056,9 Mio. Stück              |
| 1990 | 44,7 Mio. Stück                                                   | 076,2 Mio. Stück              |
| 1991 | 23,8 Mio. Stück                                                   | 104,2 Mio. Stück              |
| 1992 | 05,1 Mio. Stück                                                   | 131,8 Mio. Stück              |
| 1993 | 01,6 Mio. Stück                                                   | 152,7 Mio. Stück              |
| 1994 | 00,7 Mio. Stück                                                   | 166,2 Mio. Stück              |
| |                                                                   |                               |
| 2001 | 00,6 Mio. Stück                                                   | 133,7 Mio. Stück              |
| |                                                                   |                               |
| 2010 | 00,6 Mio. Stück                                                   | 098,7 Mio. Stück              |
| 2011 | 00,7 Mio. Stück                                                   | 096,9 Mio. Stück              |
| 2012 | 01,0 Mio. Stück                                                   | 092,8 Mio. Stück              |
| 2013 | 01,4 Mio. Stück                                                   | 088,0 Mio. Stück              |
| 2014 | 01,7 Mio. Stück                                                   | 087,0 Mio. Stück              |
| 2015 | 02,1 Mio. Stück                                                   | 084,0 Mio. Stück              |
| 2016 | 03,1 Mio. Stück                                                   | 074,0 Mio. Stück              |
| 2017 | 03,3 Mio. Stück                                                   | 062,8 Mio. Stück              |
| 2018 | 03,1 Mio. Stück                                                   | 051,2 Mio. Stück              |
| 2019 | 03,4 Mio. Stück                                                   | 040,0 Mio. Stück              |
| 2020 | 04,2 Mio. Stück                                                   | 032,2 Mio. Stück              |
| 2021 | 04,5 Mio. Stück                                                   | 025,1 Mio. Stück              |
| 2022 | 04,3 Mio. Stück                                                   | 017,5 Mio. Stück              |

Quelle: Bundesverband der Phonographischen Wirtschaft / Bundesverband Musikindustrie. Daten für 1990 ab Juli mit den neuen Bundesländern
Nach Angaben der Recording Industry Association of America wurden in den Vereinigten Staaten im Jahr 2022 erstmals seit 1987 wieder mehr Schallplatten als CDs verkauft. Der Umsatz durch den Verkauf von Schallplatten hatte den von CDs bereits im Jahr 2020 übertroffen.

## Wiedergabequalität
Die Wiedergabe von Schallplatten ist unter anderem durch folgende mögliche Fehler und Störgeräusche gekennzeichnet:
- Lineare Verzerrungen, d. h. Abweichungen vom ideal geraden Frequenzgang:
  - durch unzureichende Abtastsysteme (u. a. z. B. durch mechanische und elektrische Eigenresonanzen)
  - durch nicht geeigneten Entzerrerverstärker: er muss zur Schneidkennlinie und zum Abtastsystem passen
  - Auf den Innenspuren ist die Wellenlänge bei 20 kHz und 331⁄3 min−1 bereits im Bereich des Nadelradius. Große Amplituden sind dort bereits unterhalb der Hörgrenze nicht mehr wiederzugeben
- Nichtlineare Verzerrungen führen zu zusätzlichen Harmonischen und Intermodulation:
  - Prinzipielle Verzerrungen, auch geometrische Verzerrungen genannt:
    - Die Nadel kann wegen ihres endlichen Spitzenradius der Spur nicht getreu folgen[27]

  - Vermeidbare nichtlineare Verzerrungen:
    - Die Nadel hebt durch zu geringen Auflagedruck, zu harte Nadelaufhängung oder nicht ausreichend kompensierte Skatingkraft ab.
    - Nichtlineare Kennlinie des Abtastsystems, typisch bei großen Amplituden elektromagnetischer Abtastsysteme
- Zu geringe Übersprechdämpfung:
  - durch nicht rechtwinkligen Schnitt oder verzogene Platte
  - durch nicht rechtwinklig gefertigtes Abtastsystem
  - durch nicht senkrecht aufliegendes (verdrehtes) Abtastsystem
- Knacken, Knistern, Rauschen
  - durch Schmutz und Kratzer auf der Platte oder durch verunreinigten Platten-Rohstoff
  - durch elektrostatische Entladung der durch Reibungselektrizität aufgeladenen Platte
- Rumpeln (Rumpel-Geräuschspannungsabstand: gehörrichtige Bewertung im Frequenzbereich 15 bis 315 Hz), hervorgerufen durch Vibrationen (Trittschall), Unwuchten oder Ungenauigkeiten im Antriebssystem oder (bei magnetischen und elektrodynamischen Abtastsystemen) auch durch magnetische Verunreinigungen im Plattenteller
- Gleichlaufschwankungen, verursacht durch nicht konzentrisches Mittelloch der Platte oder unzureichenden Gleichlauf des Plattentellers; unterschieden werden kurzzeitige Schwankungen und die Langzeitdrift

Wiedergabequalitäts-Bestwerte, die mit speziellen Messmitteln (Messschallplatten, Bewertungsfilter) bestimmt werden können:
Gleichlauf:
Die Fertigungsfehler der Platte sind oft nicht besser als ±0,06 % und <0,075 % können vom Abspielgerät erwartet werden. Laien können 0,25 % Gleichlaufschwankungen im Rhythmus der Plattendrehzahl hören. Hifi-Norm DIN 45500: <0,2 %
Übersprechdämpfung:
25 bis 30 dB im mittleren Frequenzbereich können erreicht werden.
Rumpeln:
Die HiFi-Norm DIN 45500 fordert >35 dB Rumpel-Fremdspannungsabstand und >55 dB Rumpel-Geräuschspannungsabstand.
Frequenzgang:
±2 dB Pegelabweichungen bei Frequenzen zwischen 40 Hz und 12,5 kHz können erreicht werden; die höchste Wiedergabefrequenz sollte deutlich über 20 kHz liegen.
Nichtlineare Verzerrungen:
Intermodulation <0,5 % kann erreicht werden.
Schallplatte versus Audio-CD:
Die Audio-CD verwendet 16 Bit Samplingtiefe und erreicht damit theoretisch einen Dynamikumfang von 96 dB, was besser als der praktisch erreichbare Störabstand bei einer Schallplattenwiedergabe ist (typ. 50 dB) und den gesamten Hörbarkeitsbereich abbilden kann.
Im Vergleich zur Audio-CD ist bei Schallplatten ein recht großer Aufwand bezüglich der Wiedergabekette nötig, um die physikalischen Unzulänglichkeiten der analogen LP möglichst klein zu halten: Laufwerk, Kombination Tonabnehmer-Tonarm, Abtastnadelschliff und Phonovorstufe sind hier die markantesten Komponenten, die die Klangqualität beeinflussen.
Bei einer Audio-CD unterliegt die Abtastung keinerlei Limitierungen bezüglich geometrischer Unzulänglichkeiten und Gleichlauf. Auch entfällt unter anderem das bei der Schallplatte unvermeidliche Rillen-Grundgeräusch (Rumpeln, Grundrauschen), welches vor allem bei klassischer Musik Einbußen in der Dynamik verursacht.
Unterschiede zwischen Schallplatte und CD bestehen auch in der Langzeithaltbarkeit sowie in der Auswirkung von Fehlern des Tonträgers: Während es bei einer zerkratzten Schallplatte zu den bekannten Toneinbußen und eventuellem Hängenbleiben bzw. Springen über die Tonrille kommt, machen sich Fehler bei der CD erst mit Tonausfällen bemerkbar, falls die fehlenden Informationen von der internen Fehlerkorrektur des CD-Spielers nicht rekonstruiert werden können.
Im Vergleich mit dem kleineren CD-Booklet bringt die Plattenhülle die Gestaltung der Hülle deutlicher zum Ausdruck, zudem liegen beispielsweise Gesamtaufnahmen von Opern usw. oft regelrechte Bücher als „Beiheft“ bei.
Unter DJs, insbesondere in den Bereichen House, Techno, Hip-Hop, Drum and Bass u. ä. ist die Schallplatte nach wie vor beliebt, weil sie sich aufgrund ihrer Technik gut zum Zusammenführen einzelner Tracks (Musikstücke) eignet. Dabei wird die Schallplatte mittels zweier spezieller Plattenspieler mit stufenlos einstellbarer Abspielgeschwindigkeit in die anderen Tracks gemischt (mixen) oder zur Erzeugung spezieller Klangeffekte von Hand abwechselnd in und gegen die Abspielrichtung bewegt (scratchen).
Diese Vorliebe der DJs für die auch kurz „Vinyl“ genannten Schallplatten hat zur Entwicklung von neuen Systemen („Final Scratch“, „Rane Serato Scratch Live“) geführt, mit denen digitale Aufzeichnungen mit gewöhnlichen Plattenspielern gesteuert werden können. Dazu werden spezielle Schallplatten benutzt, auf denen statt des Tonsignals ein Timecode aufgezeichnet wurde. Eine externe Soundkarte (die oft gleichzeitig als Dongle dient) digitalisiert diesen Timecode, mit dem dann eine Software die Abspielgeschwindigkeit und -richtung eines digitalen Musikstücks steuert.
Die erste Schallplatten-CD, die aus einer Seite CD und einer Seite Vinyl bestand, kam 2007 mit der Single Deathcar der Band Fightstar auf den Markt.
Neben der mechanischen Abtastung mit Nadeln kann eine Schallplatte berührungslos optisch mittels Laserplattenspieler oder softwaregestützter „Abtastung“ eines hochauflösenden optischen Digitalisats in einem Computer gelesen werden.

## Technische Daten
Die Schallspeicherung erfolgt mechanisch durch Aufzeichnen des Schalls in einer spiralförmigen Rille und gehört zu den Nadeltonverfahren. Zur Wiedergabe können unterschiedliche mechanische oder elektrische Tonabnehmersysteme verwendet werden. Die technischen Eigenschaften der Schallplatte in der heute verwendeten Form sind in der DIN-Norm DIN IEC 98 festgelegt (frühere Normen: DIN 45536, DIN 45537, DIN 45546 und DIN 45547).

### Formate

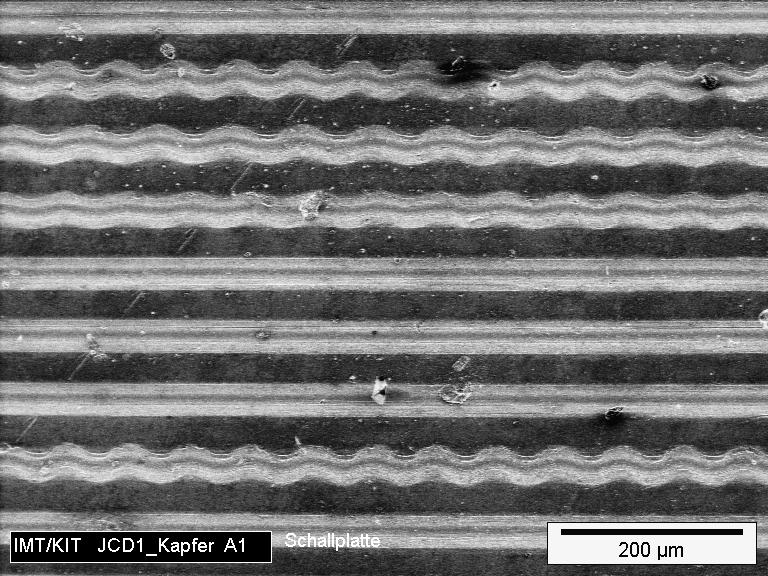
Langspielplatte unter dem Rasterelektronenmikroskop

Die technische Ausführung der Schallplatte wurde während ihrer Entwicklung ständig verändert, um Spieldauer, Frequenzgang und Haltbarkeit zu verbessern. Die Formate wurden von Anfang an in Zentimetern festgelegt, die englischen Inch-Bezeichnungen sind nur grobe Näherungen; man beachte:
- tatsächlicher Durchmesser 17,5 cm: englische Bezeichnung: „7 inch“ (2,8 mm Abweichung)
- tatsächlicher Durchmesser 25,0 cm: englische Bezeichnung: „10 inch“ (4 mm Abweichung)
- tatsächlicher Durchmesser 30,0 cm: englische Bezeichnung: „12 inch“ (4,8 mm Abweichung)

Neben diversen Sonderformaten konnten sich einige Formate als Standard etablieren. Die folgenden sind bei gegenwärtigen Veröffentlichungen anzutreffen:
- Single: Durchmesser: 17,5 cm; Mittelloch 1 1⁄2″ bzw. 38,1 mm, auch 7 mm; Abspieldrehzahl: meistens 45 Umdrehungen pro Minute, selten auch 33 1⁄3 Umdrehungen pro Minute; Spieldauer (bei 45 Umdrehungen pro Minute) etwa 4–5 Minuten pro Seite.
- 10″-Single: Durchmesser: 25,0 cm; Mittelloch: 7 mm; Abspieldrehzahl: meistens 45 Umdrehungen pro Minute, in den 1950er bis 1970er Jahren häufig auch 33 1⁄3 oder 78 Umdrehungen pro Minute (Schellackplatte, etwa 3 Minuten pro Seite). Das 10″-Singleformat wird nur noch sehr selten für neue Veröffentlichungen gewählt.
- Maxi-Single (Twelve-Inch): Durchmesser: 30,0 cm; Mittelloch: 7 mm; Abspieldrehzahl: meist 45 Umdrehungen pro Minute, weniger auch mit 33 1⁄3 Umdrehungen pro Minute, sehr selten Kombinationen beider Geschwindigkeiten auf einer Schallplatte (A- und B-Seite, z. B. Yello); Spieldauer bis etwa 16 Minuten pro Seite. Schellackplatten mit 78 Umdrehungen pro Minute dieses Durchmessers hatten etwa 5 Minuten Spieldauer pro Seite.
- Extended Play (EP): Durchmesser: 17,5 cm oder 30,0 cm; Mittellöcher wie Single oder Maxi-Single; Abspieldrehzahl: 45 oder 33 1⁄3 Umdrehungen pro Minute; Spieldauer 5–8 (30 cm: bis 15) Minuten pro Seite. Die EP stellt ein Zwischenformat zwischen Single und Langspielplatte dar.
- Long Play/Langspielplatte (LP): Durchmesser: 30,0 cm, früher auch 25,0 cm (Medium Play, MP); Mittelloch: 7 mm; Abspieldrehzahl: 33 1⁄3 Umdrehungen pro Minute, selten auch 45 Umdrehungen pro Minute; Spieldauer etwa 20–25 Minuten pro Seite (MP etwa 15 Minuten pro Seite). Kurzzeitig wurden auch Langspielplatten mit 16 2⁄3 Umdrehungen pro Minute hergestellt, die bis zu 60 Minuten Spielzeit pro Seite erreichten. Diese Platten waren aufgrund ihrer eingeschränkten Tonqualität nur für Sprachaufnahmen, etwa Hörspiele gedacht, konnten sich aber nicht durchsetzen, da nur wenige Plattenspieler die zugehörige Einstellung aufwiesen. Ihre Herstellung endete rasch, sodass sie sehr selten sind. Langspielplatten für besondere Verwendungszwecke (Wiedergabe von vorproduzierten Rundfunksendungen usw.) wurden, insbesondere in den USA, auch mit einem Durchmesser von 16″ (40,64 cm) und einer Drehzahl von 33 1⁄3 Umdrehungen pro Minute hergestellt, ihre Spieldauer betrug um 30 Minuten pro Seite.
Die Rillenlaufgeschwindigkeit einer 30-cm-Langspielplatte beträgt außen am Anfang der modulierten Rille bei 29,2 cm Durchmesser 50 cm/s und innen am Ende der modulierten Rille bei 11,5 cm Durchmesser nur noch 20 cm/s. Damit ist auch die nach innen hin hörbar abnehmende Klangqualität einer Schallplatte zu erklären.
- Zwischenformate: Durchmesser: 2″, 4″, 5″, 6″, 8″, 9″, 11″ sind bekannt, jedoch sehr selten.

Die angegebenen Spielzeiten sind lediglich grobe Richtwerte, da die tatsächliche Spielzeit unter anderem von der Aussteuerung des Schneidstichels und den tieffrequenten Anteilen, besonders im S-Signal (Tiefenschrift) bei der Plattenherstellung abhängt, welche die Packungsdichte der Abspielrille beeinflussen.

### Plattenschriftarten
Es gibt drei wesentliche Gravurverfahren, von denen zwei noch heute verwendet werden. Die Größe der Rille ist im Laufe der Jahre immer weiter verringert worden. Hatten Schellackplatten eine Rillenbreite von 120 µm (Normalrille), ist die heute allgemein verwendete Mikrorille unmoduliert 40 µm breit; der Rillengrund hat einen Radius von 8 μm. Der Rillenabstand beträgt hier bei linearem Vorschub ohne Verwendung von Füllschrift etwa 70 µm.

#### Tiefenschrift (Vertikalschnitt)
Bei der von Edison und Pathé verwendeten Tiefenschrift wird die Information durch die Eintauchtiefe des Schneidstichels in die Schallplatte eingeprägt. Die Tiefe ist direkt proportional zur Amplitude des aufgezeichneten Signales. Die maximale aufzuzeichnende Amplitude ist gering, da die Eintauchtiefe nicht beliebig groß werden kann. Um hohe Frequenzen wiedergeben zu können, muss die Nadel den Vertiefungen der Rille zudem sehr schnell folgen. Um das zu erreichen, muss die Auflagekraft des Tonabnehmers vergrößert werden, was jedoch zu einem erhöhten Plattenverschleiß führt.

#### Seitenschrift (Horizontalschnitt)
Bei der 1888 von Emil Berliner eingeführten Seitenschrift ist die Information in der horizontalen Auslenkung der Rille eingeprägt. Der Vorteil gegenüber der Tiefenschrift ist ein größerer Dynamikbereich und die einfachere Herstellung von Kopien. Auch ist im Gegensatz zur Tiefenschrift das Knistern deutlich reduziert. Die Seitenschrift wurde bei Grammophonen und frühen Plattenspielern verwendet. Sie ist nur für einen Kanal geeignet und lenkte bei Grammophonen über eine Stahlnadel direkt eine in einen Trichter mündende Membran aus. Beim Abspielen einer Mono-Schallplatte in Seitenschrift mit einem Stereo-Tonabnehmer wird auf beiden Wiedergabekanälen das Monosignal wiedergegeben.

#### Flankenschrift (V-Schnitt)

Prinzip der Flankenschrift

Die von Alan Blumlein bereits um 1930 entwickelte, aber erst 1957 von der EMI vermarktete Flankenschrift ermöglichte erstmals monokompatible Stereo-Aufzeichnungen. Die Schallinformation für den linken und rechten Kanal wird dabei in die 45°-Flanken der Rille eingeprägt. In der innenliegenden Flanke wird dabei der linke Kanal, in der außenliegenden Rillenflanke der rechte Kanal abgespeichert. Die Richtung der Auslenkung des Schneidstichels ist beim linken und rechten Kanal gegenphasig, so dass ein Monosignal, das mit einem Stereoschneidkopf aufgezeichnet wird, eine Seitenschrift erzeugt. Dadurch ist die Abwärtskompatibilität zu Mono-Systemen gewährleistet: Wenn eine Stereo-Schallplatte auf einem Mono-Abspielgerät wiedergegeben wird, wird lediglich die horizontale Auslenkung der Rille wiedergegeben. Diese entspricht der Summe (L + R) beider Kanäle.

#### Rheinsches Füllschriftverfahren
Das Füllschriftverfahren wurde 1949 von Eduard Rhein erfunden und bezeichnet keine eigene neue Plattenschriftart, sondern vielmehr die aussteuerungsabhängige Steuerung des Rillenabstandes auf dem Tonträger. Es wurde entwickelt, um die Spieldauer weiter zu erhöhen. Da die seitliche Auslenkung der aufgezeichneten Rille von der Lautstärke des Tonmaterials abhängt, kann der Rillenabstand bei leisen Passagen verringert werden. In der Praxis wird dazu das aufzuzeichnende Material zeitlich vor dem Schneidkopf abgehört. Der Rillenvorschub wird dann durch die Lautstärke bei der folgenden Umdrehung beeinflusst. Die durch die Verwendung der Füllschrift anstelle des konstanten Rillenabstandes gewonnene zusätzliche Spieldauer ist programmabhängig. Bei Sprache ist sie am größten, bei Musik kann die Spieldauer bis zum 1,7-fachen betragen. Das Wort „Füllschrift“ war sehr werbewirksam, weil es auch einen „volleren“ Klang suggerierte.

### Abtastung
Je nach Größe der Rille müssen Abtastnadeln mit verschiedenen Verrundungsradien verwendet werden; angegeben sind die Größen von sphärischen Abtastnadeln:
- Normalrille: 65 µm
- Mikrorille: 25 µm
- Stereorille: 15 µm

Die Normalrille entspricht einer Schellackplatte (78 Umdrehungen pro Minute), die Mikrorille einer Mono-Platte der 1950er und 1960er Jahre, die Stereorille einer bis heute üblichen Stereo-Platte. Für die letztere werden heute allerdings meistens modernere Nadelschliffe mit kleineren und differenzierten Verrundungsradien verwendet.

### Spieldauer
Die Spieldauer einer LP-Seite mit 33 1⁄3 Umdrehungen pro Minute ist durch die technischen Vorgaben und die gewünschte Klangqualität begrenzt. Ohne Klangverlust sind Spielzeiten bis zu 25 Minuten möglich. Spielzeiten bis zu etwa 28 Minuten je Seite kommen im Pop- und Rockbereich jedoch durchaus vor, in Einzelfällen auch über 30 Minuten (UFO 2 – Flying – One Hour Space Rock). Je „lauter“ man den Inhalt eingraviert, desto weniger Spielzeit steht zur Verfügung. Auch ein hoher Bassanteil wirkt sich hier nachteilig aus, da er größere Auslenkungen beansprucht. Um eine möglichst hohe Tonqualität zu erreichen, vermeidet man es, zu weit nach innen zu schneiden. Insbesondere bei Klassikplatten ist das auffällig. Letztlich ist es so möglich, sehr unterschiedliche Schwerpunkte bei der Optimierung zu setzen bzw. entsprechende technische „Philosophien“ zu vertreten. Den Lautstärkeunterschied nimmt man besonders gut zwischen Hit-Samplern und Alben wahr. Ein Musiktitel auf einem Album ist bei unveränderter Lautstärkeeinstellung des Verstärkers erheblich lauter als derselbe Titel auf einer Hit-Kompilation, auf die pro Seite zehn Titel gepresst werden. Noch größer ist der Dynamikunterschied bei zeitgenössischen Techno-, Bigbeat-, Trance- und Goa-Schallplatten, die grundsätzlich in LP-Größe gepresst werden, aber nur einen Titel pro Seite enthalten. Diese nur für DJs produzierten Clubtitel sind besonders laut aufgenommen, weil entsprechend viel Platz für die Rille auf der Schallplatte zur Verfügung steht.
Der französische Hersteller MDR (Magnetic Disc Recording) trieb die technisch mögliche Spieldauer in den frühen 1970er Jahren auf die Spitze und brachte unter dem Label-Namen Trimicron LPs heraus, die eine Laufzeit von bis zu 58 Minuten pro Seite aufwiesen. Deren Klangqualität war entsprechend minderwertig, denn diese Länge ließ sich nur durch einen extrem engen Rillenabstand und einen unüblich niedrigen Pegel erreichen. Diese Tonträger ließen sich zudem nur mit besonders sorgfältig eingestellten Abspielgeräten und unter Verwendung fabrikneuer Abtastnadeln benutzen.

### Lebensdauer
Eine Vinyl-Schallplatte hat bei entsprechender Pflege und richtiger Lagerung eine nahezu unbegrenzte Haltbarkeit; beim Abspielen mit einer Nadel tritt allerdings mechanischer Verschleiß auf, der die Lebensdauer einer Schallplatte verkürzt und die Klangqualität beeinträchtigt – das kann nur durch optische Abtastung vermieden werden, etwa mit einem Laserplattenspieler (siehe oben).

## Herstellung

### Industrielle Pressung

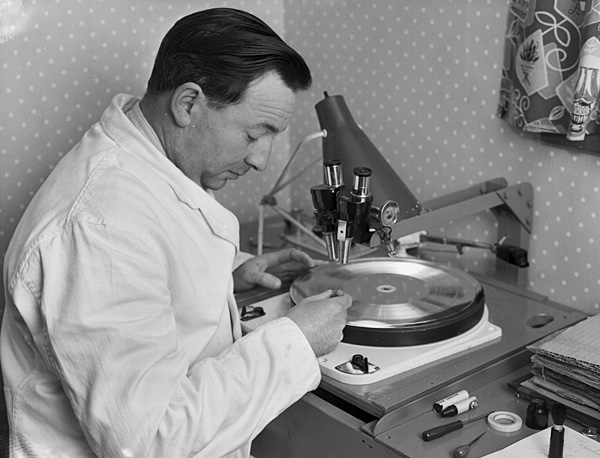
Der Mutterstecher kontrolliert eine Aufnahme

Für die Herstellung einer Schallplatte in großer Stückzahl wird das gemasterte Programmmaterial zunächst mit einem beheizten Schneidstichel in den Lack einer beschichteten Folie geschnitten. Dabei werden nach einer genormten Kennlinie die höherfrequenten Schallanteile angehoben (Pre-Emphasis) und die tieferen abgeschwächt; bei der Wiedergabe wird der Frequenzgang umgekehrt entzerrt. Diese Lackplatte wird zunächst mit Silber beschichtet, damit sie elektrisch leitend ist, und dann galvanisch verkupfert oder vernickelt. Diese Metallschicht bildet ein etwa 0,5 mm dickes Negativ, den „Vater“. Von diesem werden in einem weiteren galvanischen Verfahren mehrere Positive, „Mütter“, abgezogen. Diese werden zur Kontrolle der Aufnahme vom Mutterstecher abgespielt und gegebenenfalls nachbearbeitet. Die eigentlichen Pressmatrizen („Söhne“) werden wiederum durch einen galvanischen Prozess aus den Mutterplatten gefertigt. Um die Haltbarkeit der Pressmatrizen für größere Stückzahlen zu erhöhen, werden diese verchromt. Dieser Vorgang muss für beide Seiten der Schallplatte wiederholt werden.

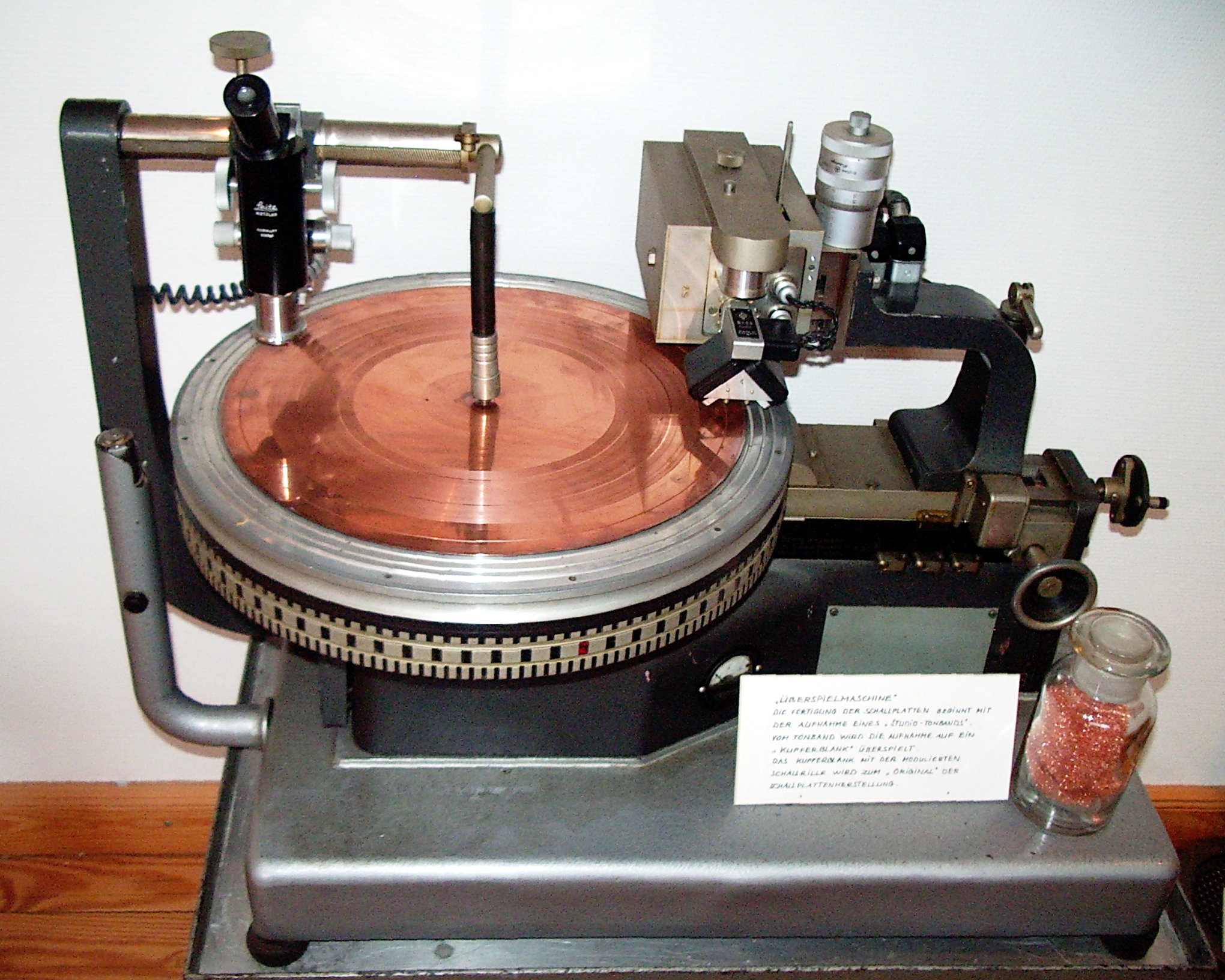
Kupferfolien-Schneidemaschine der Georg Neumann GmbH zum Herstellen für Matrizen nach dem DMM-Verfahren von Teldec

Um den Umweg über „Väter“ und „Mütter“ zu vermeiden, wurde zu Beginn der 1980er Jahre von Teldec das sogenannte DMM-Verfahren („Direct Metal Mastering“) entwickelt. Hier erfolgt der Schnitt direkt in eine auf einer Edelstahlplatte aufgebrachte Kupferschicht, von der dann unmittelbar die „Söhne“ erstellt werden. Dem Vorteil geringerer Verzerrungen stehen die Nachteile geringerer Rillentiefe (Haltbarkeit) und -auslenkung (Wiedergabepegel) gegenüber.
Als Rohstoff für die gepressten Schallplatten wird Polyvinylchlorid (PVC) verwendet, dem etwa 20 % Polyvinylacetat (PVAc) und weitere Additive zugesetzt werden. Der eigentliche Rohstoff ist milchig-transparent und kann durch Zusatz von Farbstoffen eingefärbt werden. Die früher notwendige Beimischung von Ruß ist heute nicht mehr erforderlich. Es gibt keine erheblichen qualitativen Unterschiede zwischen schwarzen und farbigen Pressungen, auch variiert die genaue Zusammensetzung des Materials zwischen unterschiedlichen Presswerken.
Bei der Herstellung einer Schallplatte (sogenannte audiophile Pressung) kann kein wiederaufbereitetes Vinyl, sondern nur reines, frisches PVC-Rohmaterial („Virgin Vinyl“) verwendet werden, da beim Recycling das Labelpapier nicht völlig entfernt werden kann und diese Papierreste zu Pressfehlern oder erhöhtem Knistern führen können.
Der Pressvorgang einer Schallplatte dauert etwa 30 Sekunden. Eine dosierte Menge Rohmaterial (150–180 g) wird zusammen mit den Etiketten zwischen die beiden Pressmatrizen gebracht und bei einem Druck von etwa 8·106 Pa (etwa 80 kg/cm²) und einer Temperatur von etwa 150 °C gepresst. Nach einer kurzen Abkühlphase, in der die Matrizen mit Wasser gekühlt werden, wird die Presse geöffnet und die Schallplatte entnommen. Die Fertigung kann auch teilautomatisiert erfolgen: Nach dem Öffnen der Presse wird die Schallplatte mittels eines Halterings und eines Stanztellers auf den Schneideteller gelegt. Dieser erzeugt zur Fixierung ein Vakuum und wird danach in Rotation versetzt. Ein am Außenrand des Schneidetellers angebrachtes Messer trennt dabei den beim Pressvorgang entstandenen Quetschgrat ab. Anschließend wird die Schallplatte mittels eines Transportarms vom Teller entnommen und bis zum Verpacken auf einer Spindel zwischengelagert, dabei wird die Schallplatte etwa 10 Sekunden von der Umgebungsluft gekühlt. Währenddessen produziert der Extruder wiederum einen Presskuchen, und der Vorgang beginnt von neuem.

### Spritzguss
Für die Herstellung von kleinen Formaten (7″-Singles und kleineren Sonderformaten) in großer Auflage kann auch ein Spritzgussverfahren angewendet werden. Dazu wird heißes Kunststoffmaterial in flüssiger Form zwischen die Matrizen gebracht. Das Material kühlt in der Hohlform ab und erstarrt.
Diese Platten haben kein Papieretikett, stattdessen enthält die Matrize die Beschriftung in erhabener Form, so dass auf der Platte die Beschriftung etwas vertieft ist. In einem weiteren Vorgang wird der Mittelteil der Platte eingefärbt, damit er sich von den vertieften schwarzen Schriftzeichen optisch abhebt. Zumindest ein Teil dieser Platten ist leichter zerbrechlich als übliche gepresste Vinylplatten.
Eine Weiterentwicklung des Spritzgusses ist der Pressspritzguss, der auch in der CD-Herstellung verwendet wird. So entwickelte die niederländische Firma Green Vinyl Records seit 2014 ein Verfahren, bei dem ein PET-Kunststoff als Ausgangsmaterial verwendet wird. Erste mit diesem Verfahren hergestellte Schallplatten kamen 2021 auf den Markt. Der ökologische Vorteil ergibt sich durch die bessere Recyclingfähigkeit von PET gegenüber PVC, Energieeinsparungen bei der Herstellung sowie einem geringeren Materialaufwand, weil das "Label" ohne Verwendung von Papier direkt auf die Scheibe gedruckt wird.

### Einzelschnitt
Für sehr kleine Stückzahlen wird das Tonmaterial direkt mit einem Schneidstichel in einen Rohling (Dubplate) eingeschnitten. Ursprünglich gab es nur Lack-Dubplates; sie bestehen aus einer dünnen Aluminiumplatte, die mit Polyvinylacetat (PVAc) beschichtet ist, in welches das Audiomaterial geschnitten wird. Lack-Dubplates haben nur eine begrenzte Lebensdauer.
Zur Fertigung von Vinyl-Dubplates werden Rohlinge aus einem PVC-PVAc-Gemisch auf einem sogenannten Vinyl-Cutter geschnitten. Das Ergebnis ist eine echte, langlebige Vinyl-Schallplatte, die sich bei fachgerechter Herstellung nicht von gepresstem, handelsüblichem Vinyl unterscheidet. Die Herstellung solcher Einzelstücke ist insbesondere für Produzenten und DJs interessant, die selbstproduzierte Stücke schnellstmöglich auf Veranstaltungen ausprobieren möchten oder nicht auf Schallplatte erschienene Titel zum Turntablism verwenden wollen.

## Sonderformen

### Vertikalschriftplatten
Ab etwa 1900 nutzten verschiedene Hersteller, darunter vor allem der französische Konzern Pathé, das sogenannte Vertikalschriftformat. Die Aufzeichnung erfolgte hier nicht durch seitliche Ausschläge, sondern durch eine Auf-und-Ab-Bewegung. Als Tonabnehmer fungierte keine Nadel, die die Tiefenunterschiede der Rille schnell zerstört hätte, sondern eine winzige, beweglich gelagerte Saphirkugel, die sich rollend durch die Rille bewegte. Systeme dieser Art blieben besonders in Frankreich und den USA bis in die 1920er Jahre populär.

### Ungewöhnliche Plattendurchmesser

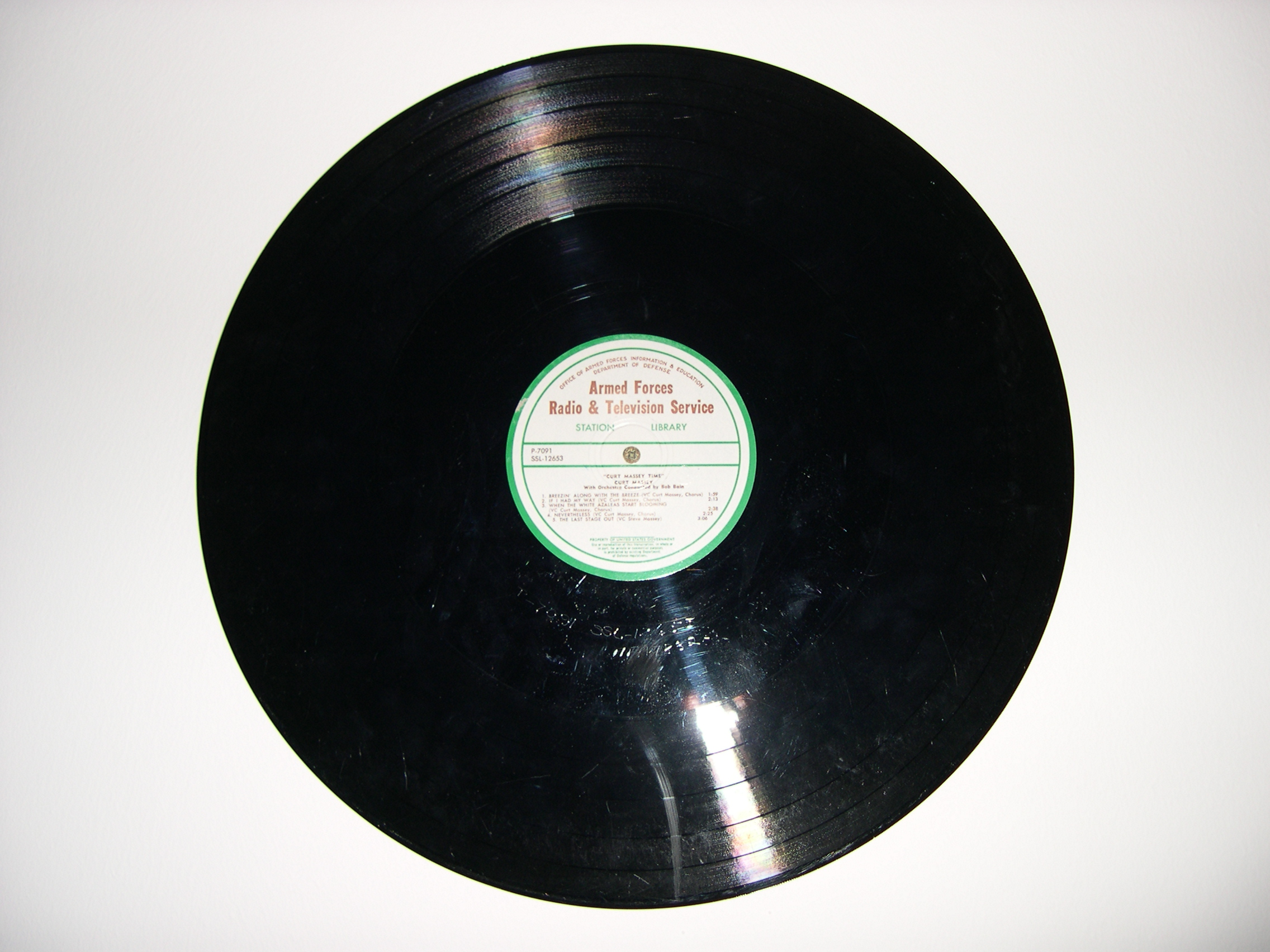
Aufzeichnung einer Sendung von AFN auf einer 16″-(40-cm)-LP

Neben den Standard-Plattenformaten mit 25 und 30 cm Durchmesser gab es in der Schellack-Ära eine Vielzahl anderer kommerziell verwendeter Plattendurchmesser. Die kleinsten Serienplatten der Schellack-Ära waren, sieht man von Werbe- und Spielzeugplatten ab, die amerikanischen Durium-Junior-Pressungen aus dem Jahre 1930 mit einem Durchmesser von 10,2 cm (4″). Als die größten Serienplatten gelten die gewaltigen Pathé Concert-Pressungen aus der Zeit vor 1914, die einen Durchmesser von 50 cm aufwiesen. In den USA wurden während und nach dem Zweiten Weltkrieg Rundfunksendungen auf Schallplatten mit 16″ (40 cm) [seltener 12″ (30 cm)] aufgezeichnet und zu den in aller Welt stationierten Truppen geschickt. Anfangs aus Schellack, hatten diese sogenannten V-Disc eine für damalige Verhältnisse erstaunlich hohe Tonqualität; sie sind heute gesuchte Sammlerstücke. Rundfunkanstalten verwendeten auch in den 1960er und 1970er Jahren noch zum Teil Platten mit 16″ (40 cm) Durchmesser, die auch entsprechend dimensionierte Abspielgeräte erforderten.
Sehr selten gibt es auch Platten mit normal großem Außendurchmesser, aber mehr als normal großem Labeldurchmesser innen. Der Rillenring von außen nach innen wird dadurch effektiv schmaler, und eine so geschnittene LP wird dadurch de facto zur EP. Ein Beispiel liefert die deutsche Kinderschallplatte Der Froschkönig (zudem auf farbiges Vinyl gepresst).

### Ungewöhnliche Materialien

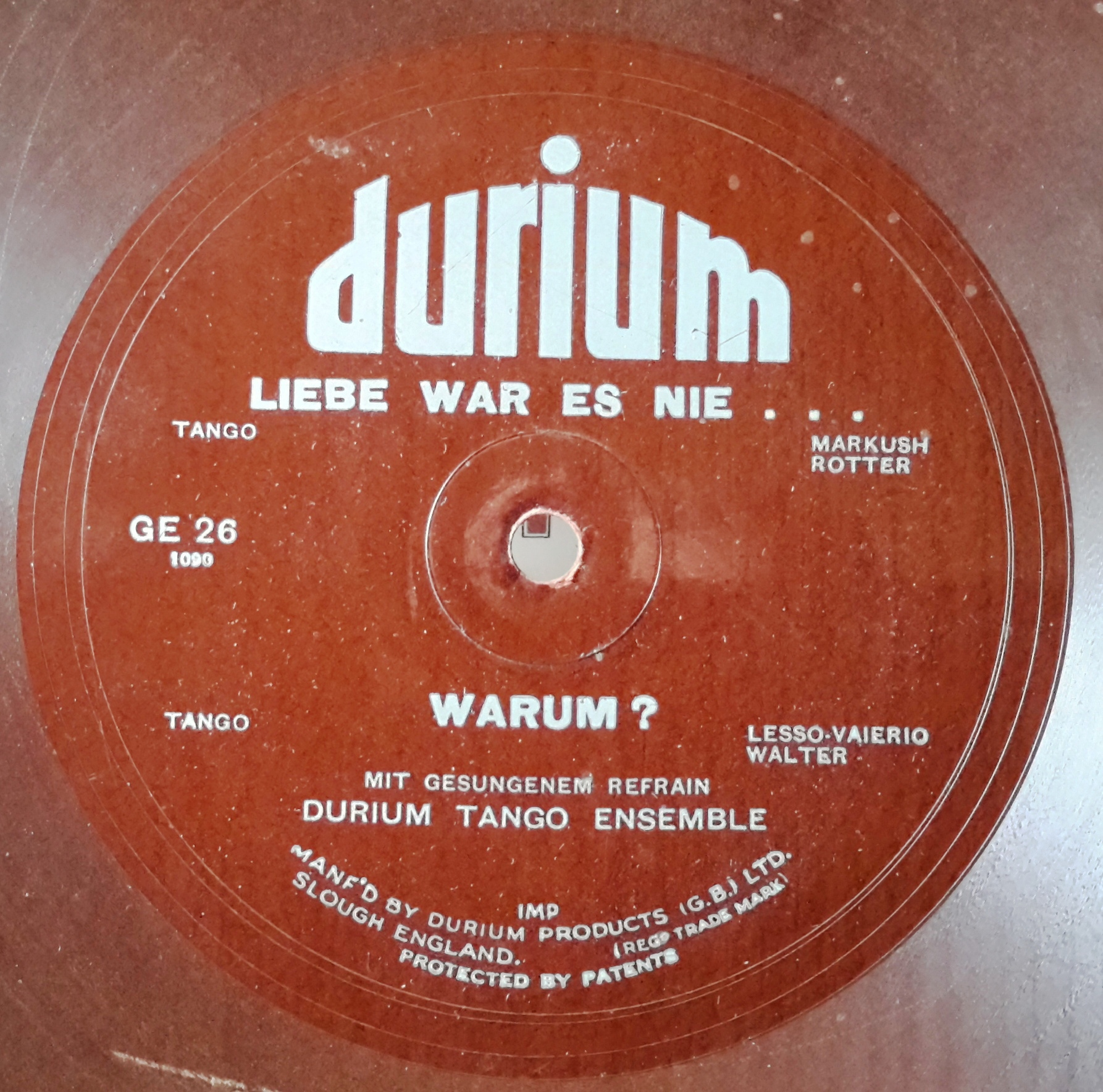
Durium-Platte aus Pappe mit zwei Titeln auf der einseitigen Kunststoff-Auflage (1930er Jahre), englisches Produkt mit deutschen Tango-Schlagern

Im Verlauf der ersten 70 Jahre der Schallplattenherstellung gab es immer wieder Versuche, den teuren, schwer zu beschaffenden Rohstoff Schellack durch andere, billigere Materialien zu ersetzen. Die britische Firma Nicole Records präsentierte kurz nach 1900 Schallplatten aus einem mit Zelluloid beschichteten Fasermaterial. Wenig später erschienen bei Zonophone in Berlin die ersten „klingenden Postkarten“ mit aufgeklebten Schallfolien aus Zelluloid. Die Stahlnadeln der Grammophone zerstörten diese Tonträger allerdings sehr schnell, weil dem verwendeten Zelluloid die nötige Abriebfestigkeit fehlte. Später, nachdem sich die Mikrorille allgemein durchgesetzt hatte, vertrieb Qualiton „klingende“ Postkarten, sogenannte Tonpostkarten, für 45 Umdrehungen pro Minute (oder 33 1⁄3 Umdrehungen pro Minute), im Umschlag, um Beschädigungen beim Versand und Staubeinwirkung bei der Lagerung zu vermeiden. Abspielbare Postkarten werden noch heute in kleinen Auflagen hergestellt.
Die Berliner Firma Auto-Record brachte 1905 eine Pappeplatte mit Zelluloidtonträgerschicht auf den Markt. Auch der britische Neophone-Konzern fertigte um 1906 vorübergehend Platten aus Pappe, die mit einem wachsartigen Trägermaterial überzogen waren und nicht hitzebeständig waren. In den 1920er Jahren produzierte das in Berlin ansässige Unternehmen Metallophon Schallplatten aus lackiertem Stahlblech. Vor allem in der Studiotechnik wurden in den 1940er Jahren Schallplatten aus beschichtetem Glas eingesetzt. Um 1910 präsentierte der Süßwarenhersteller Stollwerck aus Schokolade gepresste Schallplatten, die bekannte Kinderlieder enthielten, nur wenige Male abspielbar waren und anschließend verzehrt werden konnten.
Während des Kalten Krieges wurden in der Sowjetunion illegale Aufnahmen teilweise auf gebrauchte Röntgenbilder geschnitten und auf dem Schwarzmarkt gehandelt. Der Vorteil des Trägermaterials lag in seiner allgemeinen Verfügbarkeit und seiner Flexibilität. Die flexiblen Scheiben konnten besser unter der Kleidung versteckt werden als übliche Platten. Die Qualität der Aufnahmen war naturgemäß sehr schlecht. Aufgrund der Herkunft der Folien wurden diese Tonträger umgangssprachlich als Rock auf den Knochen (рок на костях), Rippen (ребра) oder einfach Knochen (кости) bezeichnet.
Die deutsche Bundesanstalt für Materialforschung und -prüfung stellte Ende 2015 zu Werbezwecken eine aus ultrahochfestem Beton bestehende Schallplatte vor. Es sollte die filigrane Formbarkeit des Materials demonstriert werden.
Seit 2021 sind Schallplatten aus PET auf dem Markt, die im Pressspritzguss-Verfahren hergestellt werden.
2022 wurden die ersten Schallplatten aus biologisch abbaubarem Kunststoff auf Zuckerrohr-Basis der englischen Firma Evolution Music veröffentlicht (Handelsname: Evovinyl). Bei diesem Verfahren kommen herkömmliche Pressen zum Einsatz, wie sie auch für die Herstellung von PVC-Schallplatten verwendet werden. Durch die geringeren benötigten Temperaturen soll eine Energieeinsparung von bis zu 30 Prozent möglich sein.

### Ungewöhnliche Formen und Farben

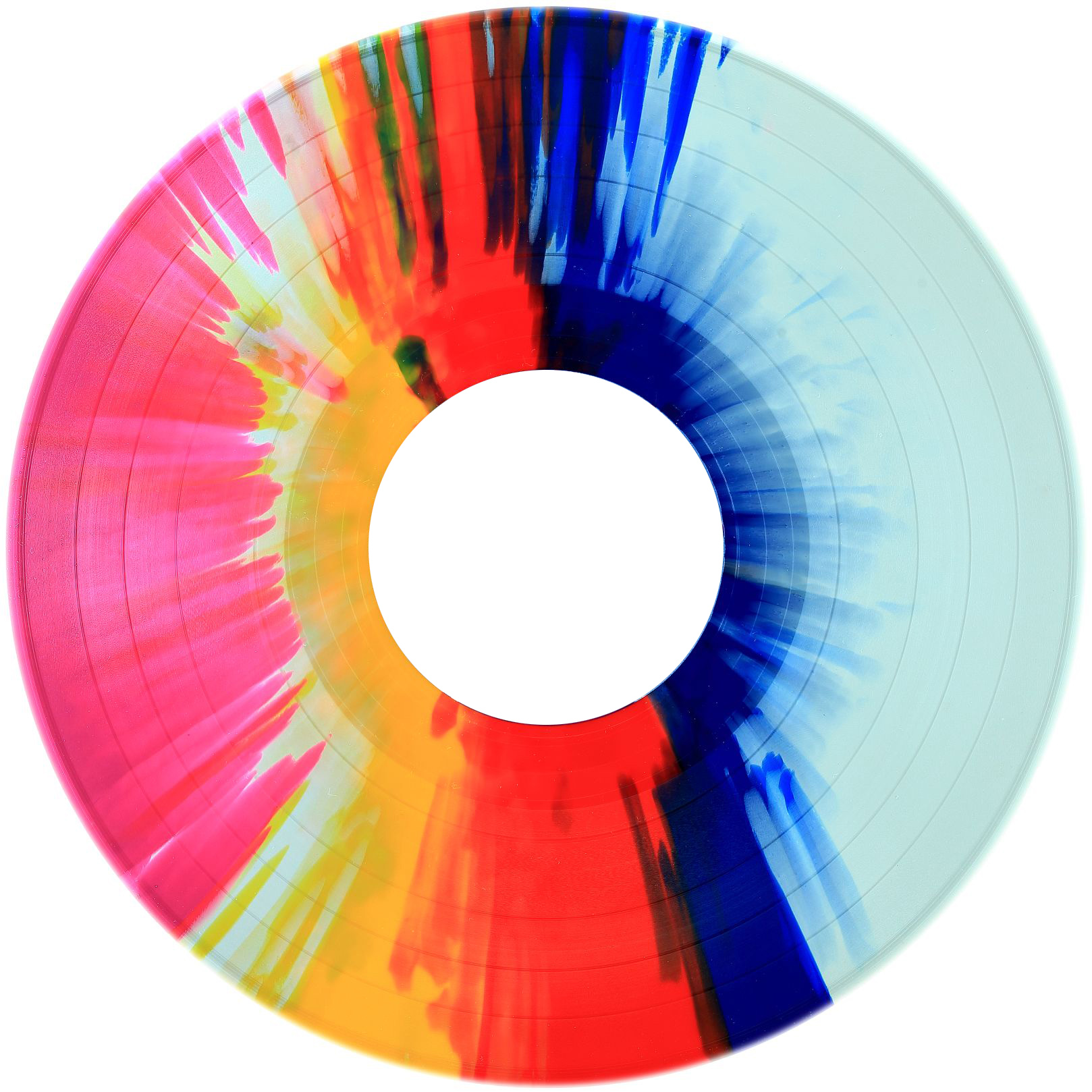
Schallplatte aus buntem Kunststoff
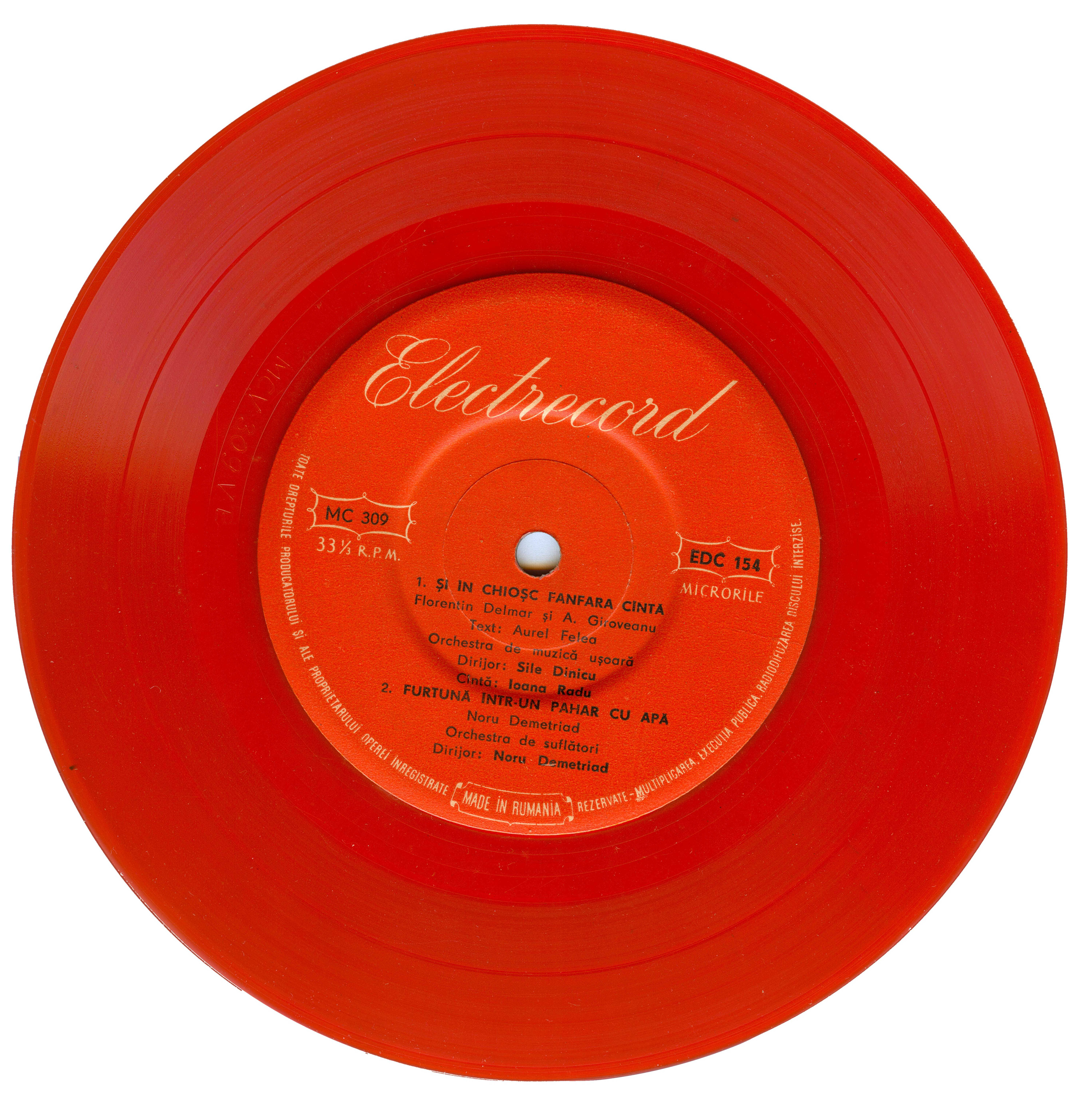
Rote Schallplatte
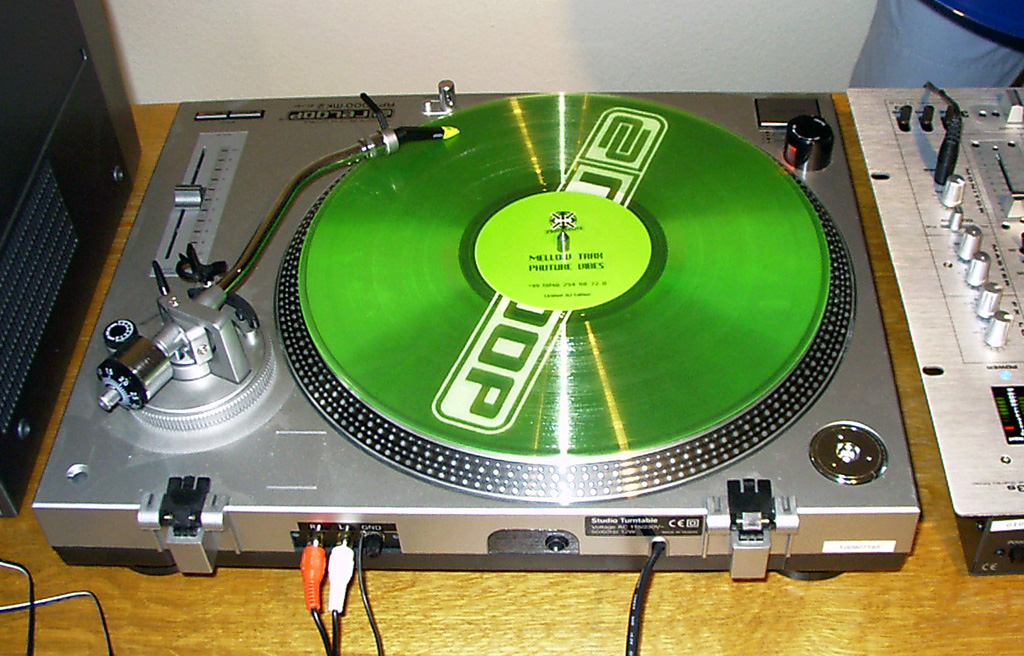
Transparente Maxi-Single auf bedruckter Rutschfolie
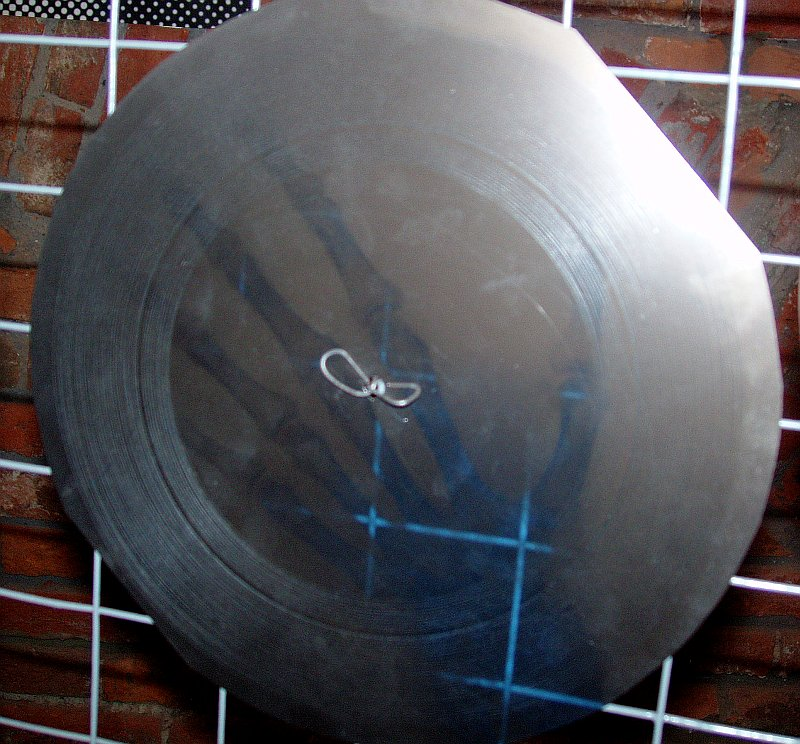
Schallplatte aus einem Röntgenfilm: „Musik auf Rippen“

Vor allem im Bereich der Rockmusik, dem Rap und der elektronischen Musik werden Schallplatten angefertigt, die sich durch ihr Aussehen von der Standardplatte abheben. So sind z. B. die sogenannten Picture Discs recht verbreitet, bei denen transparentes Material um ein gedrucktes Bild herum gepresst wird. Ebenfalls gebräuchlich ist gefärbtes und/oder transparentes PVC. Diese Platten erscheinen oft in einer limitierten Auflage und können einen großen Sammlerwert haben. Eine weitere Variante sind die sogenannten Shape vinyls. Anders als gewöhnliche Schallplatten sind sie nicht rund, sondern können die ausgefallensten Formen haben (was sich jedoch nur auf den äußeren Umriss bezieht – die Schallaufzeichnung erfolgt in der üblichen Spiralform). Genutzt wird diese Ausgefallenheit als Kombination von Foto und Form: Ein Foto (Konterfei des Stars, Gitarre, Herz, Ganzkörper- oder Bandfotos usw.) wird nicht auf die runde Schallplattenform verkleinert, sondern das Foto sozusagen aus der Schallplatte ausgesägt. Die Umrisse bilden das Abspielmedium, der Maximalbereich im Inkreis der Platte enthält die Rillen.

### Umgekehrte Spiralrichtung („inside out cut“)
Während die Nadel bei „normalen“ Schallplatten von außen nach innen wandert, gibt es auch Formate, die von innen nach außen abgespielt werden. Am bekanntesten in der Schallplattengeschichte sind die Tiefenschrift-Platten des französischen Unternehmens „Pathé Frères“ aus der Zeit vor dem Ersten Weltkrieg. Aber auch die von den Reichssendern während der NS-Zeit für den internen Gebrauch und gegenseitigen Austausch produzierten Platten gehörten teilweise dazu. Plattenteller drehen sich normgemäß – von oben betrachtet – nach rechts, also im Uhrzeigersinn, die ruhigstehende Nadel also relativ zur sich bewegenden Platte linksherum. Die normale Rille führt linksherum von außen nach innen. Die Rille einer Platte mit sogenanntem „inside out cut“ führt jedoch als Spirale linksherum betrachtet nach außen und im Betrieb die Nadel ebenso. Nahe dem äußeren Rand muss jedenfalls die Rille einen Abschlusskreis bilden, denn Plattenspieler schalten hier nicht ab.
Die Umkehrung der Spiralrichtung kann auch aus rein klanglichen Gründen von Vorteil sein: Eine niedrigere Laufgeschwindigkeit verursacht weniger Laufgeräusche, während eine höhere Laufgeschwindigkeit lauteres und dynamischeres Material sicherer wiedergeben kann. So können beispielsweise Musikstücke optimal untergebracht werden, welche leise beginnen und laut enden, ohne die Nachteile der sonst üblichen Laufrichtung von außen nach innen in Kauf nehmen bzw. durch entsprechende klangliche Veränderungen kompensieren zu müssen.

### Frühe Langspielformate
Die ersten Versuche mit Mikrorillen-Formaten, die eine längere Spieldauer der Schallplatte ermöglichen sollten, unternahm der britische Tontechnik-Pionier Michaelis bereits im Jahre 1906. Sein Unternehmen Neophone produzierte 25-cm-Platten mit einer Laufzeit von etwa 12 Minuten. 1926 präsentierte Thomas Alva Edison als eine seiner letzten Erfindungen eine Langspielplatte mit extremer Mikrorille (siehe Diamond Disc), die bei 80 Umdrehungen pro Minute und 24 cm Durchmesser eine Laufzeit von mehr als 20 Minuten pro Seite aufwies. Die Platte konnte nur mit einem speziellen Diamant-Abnehmer wiedergegeben werden und war einen halben Zentimeter dick, um jegliche Flexibilität zu beseitigen. Die Empfindlichkeit der Mikrorillen, deren Wände schon durch normales Berühren der Platte beschädigt werden konnten, verhinderte jeden kommerziellen Erfolg des Systems, das nur einige Monate lang auf dem Markt blieb. Die erste kommerziell bespielte Langspielplatte mit 33 1⁄3 Umdrehungen pro Minute kam am 17. September 1931 auf den Markt.

### Platten mit atypischen Mittellöchern

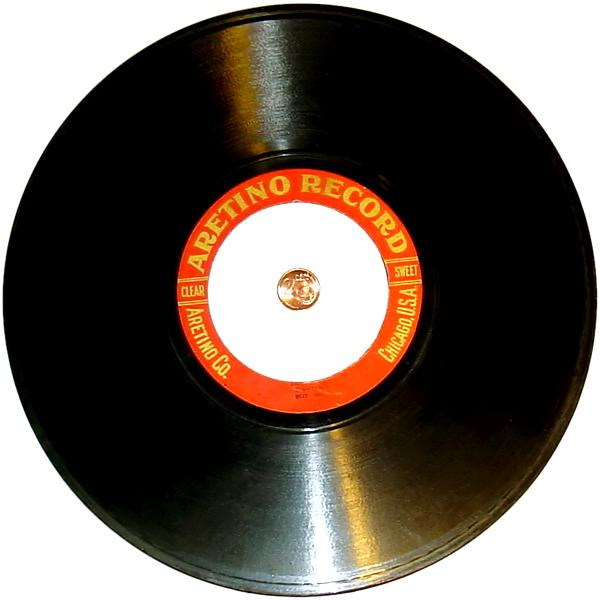
Aretino-Schellackplatte, etwa 1907–1914, eine 2-cent-Münze zum Größenvergleich in der Mitte

Ein besonders in den USA vor 1914 verbreitetes Phänomen waren Schallplatten mit besonders großen Mittellöchern. Plattenhersteller wie Aretino und Busy Bee versuchten auf diesem Gebiet eigene Standards zu setzen. Hintergrund waren keine technischen Überlegungen, sondern bloße Vermarktungsstrategien. Ungewöhnlich kleine Mittellöcher, die aus einer vom westlichen Standard abweichenden Industrienorm resultierten, waren dagegen ein Merkmal sowjetischer Schallplatten aus den 1920er und 1930er Jahren.
Ende der 1950er Jahre brachte Seeburg, ein US-amerikanischer Hersteller von Musikboxen, einen speziellen Plattenwechsler heraus und ein Schallplattenformat, das 22 cm Durchmesser, Mittellöcher von 5 cm und eine Geschwindigkeit von 16 2⁄3 Umdrehungen pro Minute hat. Dieser war für Untermalungsmusik gedacht.

### Platten mit konstanter Abtastgeschwindigkeit
Der Weg, den die Nadel beim Abspielvorgang auf der Platte pro Umdrehung zurücklegt, wird durch den schneckenförmigen Verlauf der Schallrille mit zunehmender Abspieldauer kleiner. Da bei konventionellen Platten die Drehzahl des Plattentellers konstant bleibt, sinkt so die Geschwindigkeit der Nadel relativ zur Plattenoberfläche vom äußeren Rand der Platte bis zum inneren kontinuierlich ab. Diese Veränderung ist unter bestimmten Umständen akustisch wahrnehmbar. Um das Phänomen zu beseitigen, wurde seit den 1920er Jahren mit Platten experimentiert, die durch permanente Anpassung der Drehzahl eine konstante Lineargeschwindigkeit aufwiesen. Jedoch musste jedes Abspielgerät mit einer speziellen Vorrichtung ausgerüstet und justiert werden. Eine dieser Vorrichtungen war in den USA der sogenannte World Disc Record Controller. Durchgesetzt haben sich solche Systeme nicht.
Bei digitalen optischen Medien wie der mit Puls-Pausen-Längen codierten Laserdisc und später auch der Compact Disc sowie deren Nachfolgern sind entsprechende Techniken einfacher zu implementieren, weil eine dynamische Zwischenspeicherung den Gleichlauf von der Platte entkoppelt. Siehe dazu CLV.

### Platten mit mehreren Rillen
In den frühen 1930er Jahren gab es Schallplatten mit vier Rillen: „Die Serie für die gute Hausmusik“. Am Anfang jeder Seite befand sich eine Rille mit dem Kammerton A, nach dem man seine eigenen Instrumente stimmen konnte, erst nach erneutem Aufsetzen des Tonabnehmerarmes begann mit der zweiten Rille der Titel zum Mitspielen und -singen.
In der Frühphase des Selbstschneidens von Schallplatten waren mehrere Sektionen üblich, jede mit einer Rille, bis zur vollständigen Füllung, um Rohlinge zu sparen. Jede Sektion besaß an ihrem Ende eine eigene Auslaufrille, und man musste den Tonabnehmer per Hand am Beginn der nächsten Sektion aufsetzen, wenn man die Wiedergabe fortsetzen wollte.
Multi-Groove
Vereinzelt wurden Schallplatten mit zwei oder mehr ineinander verschränkten, parallel laufenden Rillen veröffentlicht. So ist es vom Zufall abhängig, in welcher Rille der Tonarm aufsetzt, sodass der Hörer zunächst nicht weiß, welche Musik er zu hören bekommen wird. Allgemein bekannt wurde diese Technik 1979 mit einer Sonderpressung der Hit-Single Pop-Muzik von Robin Scott, die auf derselben Seite auch das Stück M-Factor enthielt und laut Werbetext auf dem Plattencover als „The First ‚Double Groove‘ Disk“ vermarktet wurde. Jedoch hatte die Komikergruppe Monty Python bereits 1973 die „three-sided“ LP Matching Tie and Handkerchief veröffentlicht, die zusätzlich für Verwirrung sorgte, weil beide Plattenseiten mit identischen Labels versehen waren (Vorder- und Rückseite konnten aber bei genauem Hinsehen an der eingeprägten Matrizen-Nummer unterschieden werden). 1975 kam die Platte Wim Thoelke präsentiert: Der große Preis – Die volkstümliche Schlager-Starparade heraus (Sternmusik im Ariola-Vertrieb, 88909XT). Der erste Titel auf der A-Seite ist ein mit Musik unterlegtes und von Wim Thoelke kommentiertes Autorennen, bei dem je nach getroffener Einlaufrille einer von drei Wagen gewinnt. Beliebt waren Multi-Groove-Schallplatten vor allem bei der Veröffentlichung desselben Songs in verschiedenen Versionen, wegen des höheren Platzbedarfs meist als 12″-Single herausgebracht. 2009 wurde die Dreifach-A-Single HimmelblauPerfektBreit der Band Die Ärzte auf einer 12″-Vinylschallplatte mit Dreifachspirale auf den Markt gebracht.

### Schallplatten als digitale Datenträger

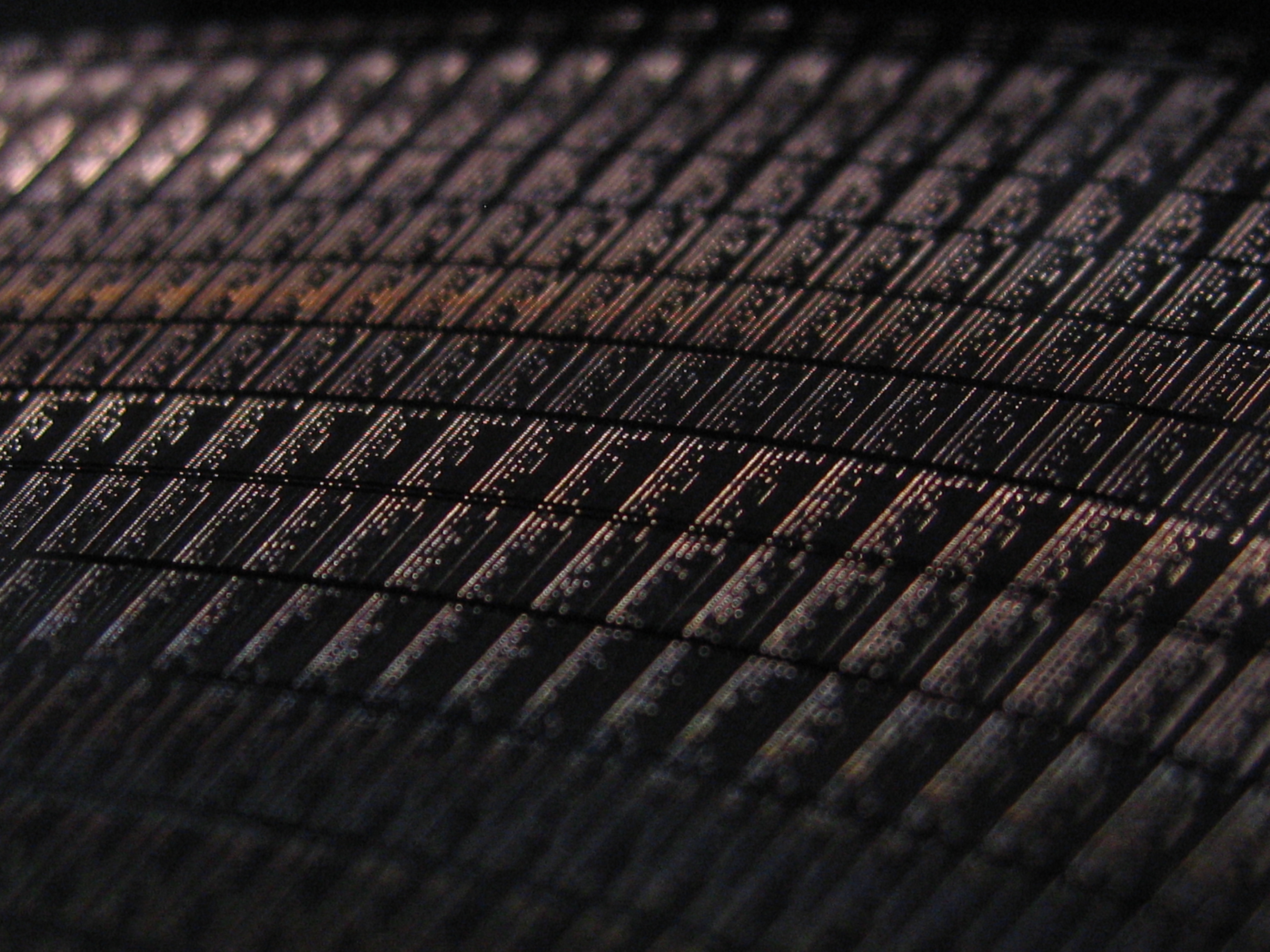
Vergrößerung einer Timecode-Schallplatte

Einseitig bespielte Werbeflexi der Servas Schuhfabriken, 1960er Jahre

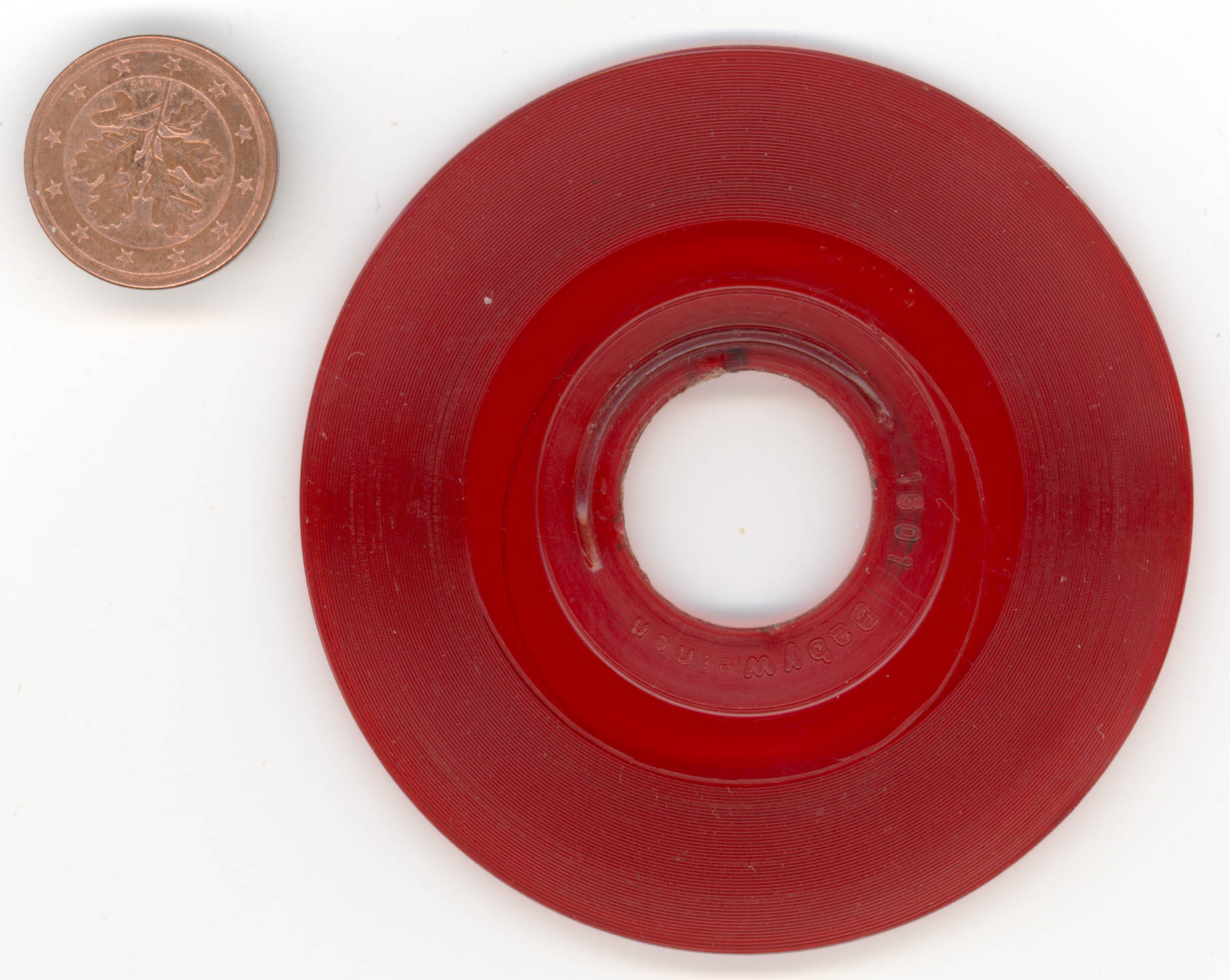
Miniatur-Schallplatte für sprechende Puppen im Größenvergleich zu einem 1-Cent-Stück

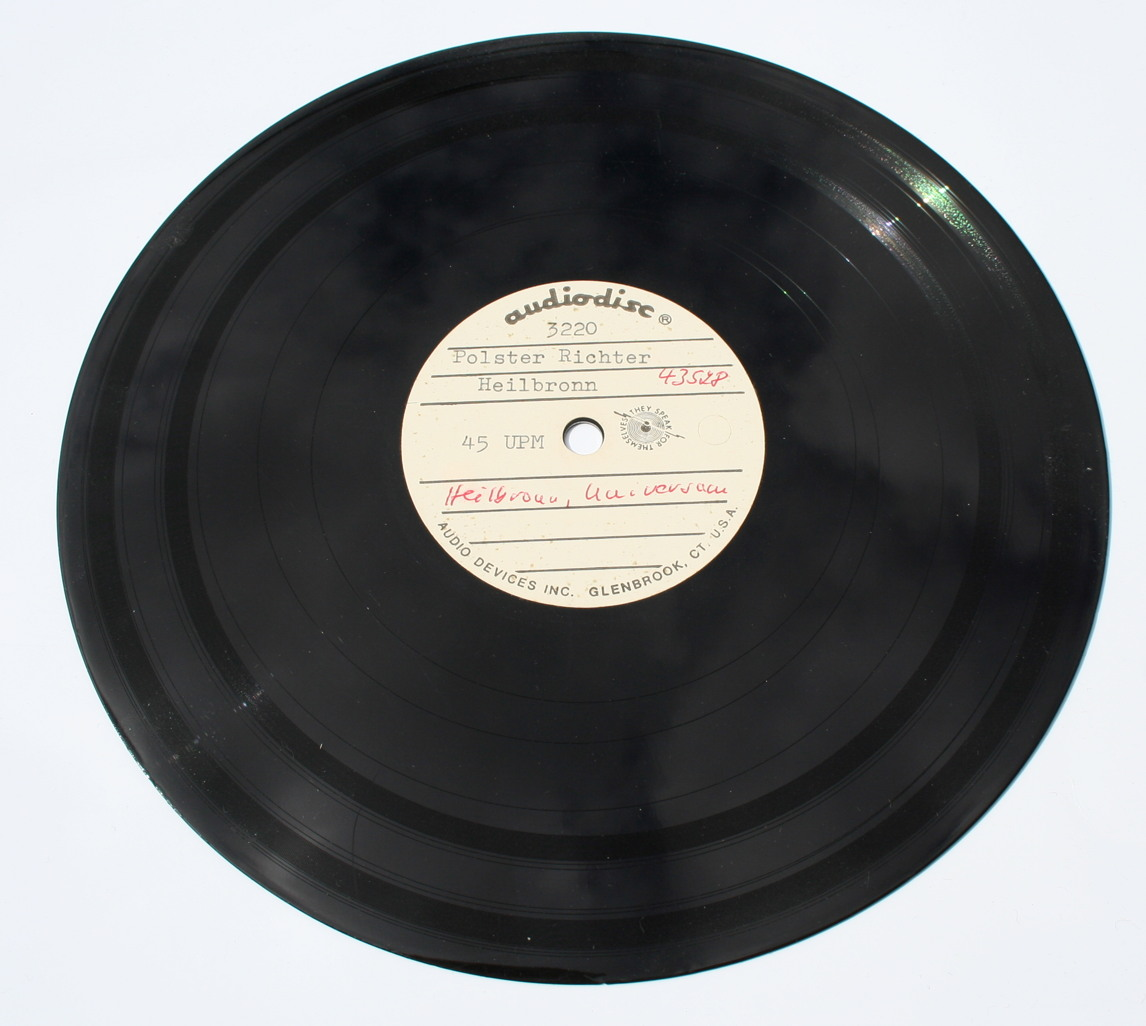
Schallplatte mit Musik und Text zum Werbe-Dia im Kino

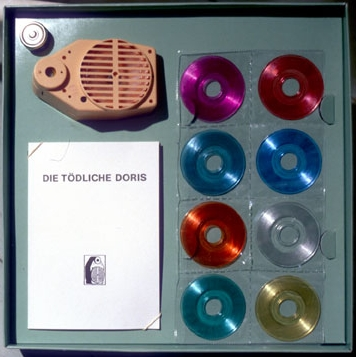
„Chöre und Soli“, Die Tödliche Doris, 1984

Jeder Audio-Träger kann nach Modulation (digital-zu-analoge Umwandlung mit einem Digital-Analog-Umsetzer) auch zur Speicherung digitaler Inhalte zweckentfremdet werden. Zur Rückgewinnung der Daten benötigt man einen Demodulator. Diese Verfahren fanden besonders in der Ära der Heimcomputer bzw. Kleincomputer in den 1980er Jahren großen Anklang, wobei dafür nur selten eine Schallplatte genutzt wurde. Das Standardmedium war die ebenfalls für Tonaufzeichnung konstruierte Magnetband- bzw. Audiokassette (in meist als Datasette bezeichneten Laufwerken, die technisch gesehen Kassettenrekorder waren), die allerdings im Laufe der 1980er von den deutlich schnelleren und komfortableren Diskettenlaufwerken abgelöst wurden.
Die einzige in größerer Stückzahl produzierte Datenschallplatte war eine Pressung des DDR-Jugendradios DT64, die häufig benutzte Software für die Kleincomputer KC 85, HC 900, Z1013 u. a. enthielt. Sie wurde zusammen mit einem Buch vertrieben.
Auch die deutsche Band Welle: Erdball presste 2005 auf ihrer ersten Vinyl-Veröffentlichung Horizonterweiterungen ein Programm für den Heimcomputer Commodore 64. Nach Umkopieren auf eine Magnetbandkassette konnte man es über eine Datasette auf dem C64 ausführen.
Ein weiteres Beispiel liefert die Synthpop-Band Information Society mit ihrem Album Love & Peace Inc., die aus Spaß auf diese Weise einen kurzen Text hinterlegte. Dessen Decodierung wurde allerdings dem Anwender überlassen.

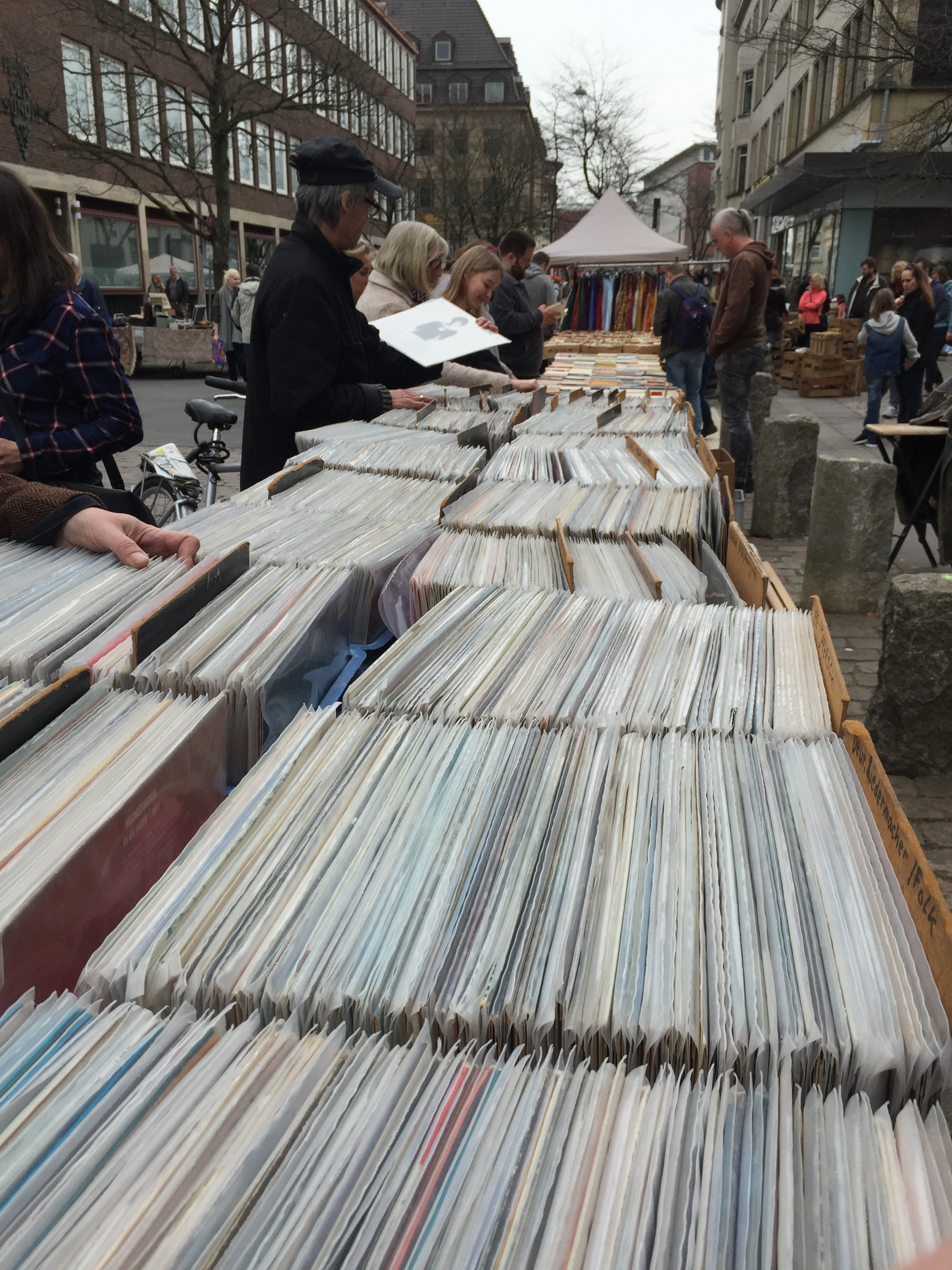
Schallplatten sind auf Flohmärkten nach wie vor beliebt

Digitale Vinylsysteme verwenden Timecode-Platten, die keine Musik enthalten, sondern ein digitales Zeitsignal, das von einer Software ausgewertet wird. Die Technik erlaubt es, jederzeit die Geschwindigkeit und die Position des Tonarms auf der Platte zu bestimmen und quasi verzögerungsfrei auszuwerten. Die Timecode-Vinyl kann so zum Steuern von digitalen Musikdateien (zum Beispiel im MP3-Format) genutzt werden. Der Plattenspieler dient dabei als Steuerinterface.

### Vinylvideo
Der Wiener Künstler Gebhard Sengmüller stellte Ende der 1990er Jahre gemeinsam mit dem Physiker Martin Diamant ein System vor, mit dem es möglich war, Videofilme auf gewöhnlichen Langspielplatten zu speichern. Die Videobilder wurden dabei in analoger Form auf die Platten gepresst. Da eine Schallplatte, bedingt durch die maximale speicherbare Frequenz von knapp 20 kHz, nur eine sehr geringe Bandbreite zuließ, musste das Videosignal sehr stark komprimiert und dann in ein Tonsignal umgewandelt werden, das dann auf die Schallplatte gepresst werden konnte. Das resultierende Bild war aus diesem Grund nur schwarzweiß, die Bildfrequenz war gegenüber einem gewöhnlichen Fernsehbild stark reduziert und die Auflösung lag weit unter der von VHS. Zusätzlich kam es, bedingt durch die fehleranfällige analoge Speicherung, zu vielen Bildstörungen, wie Flimmern und Zittern. Aufgrund dieser technischen Einschränkungen erinnerten die so wiedergegebenen Filme qualitativ eher an die Anfangszeit der Fernsehgeschichte.
Zur Wiedergabe konnte jeder gewöhnliche Plattenspieler verwendet werden, wobei ein zusätzliches Gerät benötigt wurde, das die analogen Signale mit Hilfe digitaler Technik dekodierte und wieder in ein standardisiertes PAL oder NTSC-Videosignal umwandelte.
Das Projekt war rein als Experiment und technische Spielerei gedacht, um eine Lücke in der Geschichte der Videoaufzeichnung zu schließen, zumal zu jener Zeit bereits eine Vielzahl an sehr hochwertigen Videosystemen auf dem Markt existierte. Entsprechend wurde Vinylvideo im 1950er-Jahre-Stil beworben.
Es wurde nur eine sehr geringe Stückzahl an Decodern gefertigt und insgesamt waren nur wenige dutzend Titel erhältlich, wobei es sich großteils um Kurzfilme von Independentkünstlern handelte.

### Flexible Disc (Flexidisc)
Die flexible Disc (Flexidisc, Schallfolie oder Flexi) ist eine Schallplatte aus sehr biegsamem Material. Meist sind es Folien aus Polyethylen oder ähnlichen Kunststoffen. Flexis werden zum Beispiel als Beilage in Fanzines oder Kinderzeitschriften verwendet. Zum Abspielen ist als Unterlage eine normale Platte mit kleinem Mittelloch notwendig. Aus technischen Gründen sind sie oft nur einseitig bespielt. Die Tonqualität ist schlechter als bei Vinyl-Schallplatten.

### VinylDisc
Eine Kombination aus analoger Schallplatte und CD bzw. DVD wird seit Herbst 2007 exklusiv von der deutschen Firma optimal media GmbH gefertigt und vermarktet. Die geschützte VinylDisc hat die Größe einer CD und enthält auf der silbernen Unterseite digitale Informationen sowie auf der schwarzen Oberseite eine Schallplattenrille für die Wiedergabe auf analogen Plattenspielern mit einer Spielzeit von bis zu 3 Minuten bei 33 1⁄3 Umdrehungen pro Minute. Die Zentrierung auf dem Plattenteller erfolgt mittels eines beigefügten Adapters. Die Vinylseite kann mit bis zu drei Farben im CD-Siebdruck bedruckt werden. Dabei wird die Oberfläche zusätzlich mattiert, um das Aussehen eines herkömmlichen Schallplatten-Etikettes zu simulieren. Hauptverwendungszweck ist die Promotion neuer Musiktitel (analoger Part), wobei auf dem digitalen Part zusätzlich Informationen, Videoclips oder Computerspiele untergebracht werden können.
Die eigentliche Idee stammt von dem kleinen Label Squoodge-Records aus Österreich. Es veröffentlichte bereits im Januar 2007 die erste Kleinserie einer VinylDisc im sogenannten DigitalVinylTrash-Club, ohne sich das Format rechtlich schützen zu lassen.

### Werbung im Kino
Bis in die 1970er Jahre war es im Kino üblich, Werbe-Dias (vereinzelt Kleinbilddias, aber meist im Mittelformat) vor dem Hauptfilm zu zeigen. Musik und Texte zu einzelnen Dias wurden auf Schallplatten bereitgestellt. Der Vorführer musste zu jedem Dia manuell die passende Werbesingle abspielen.

### Sprechpuppen
In Sprechpuppen für Kinder wurden sehr kleine auswechselbare Schallplatten eingesetzt, die nach dem Grammophon-Prinzip abgespielt wurden, sogenannte Miniphon-Platten. Auch in andere Spielzeuge wurden kleine Schallplatten zur Tonwiedergabe eingebaut („Lachsack“). Eine musikalische Verwendung fanden diese Platten im Werk „Chöre und Soli“ der deutschen Band Die Tödliche Doris.

### Voyager Golden Records
Die Voyager Golden Records sind Datenplatten mit Bild- und Audio-Informationen, die an Bord der beiden 1977 gestarteten interstellaren Raumsonden Voyager 1 und Voyager 2 angebracht sind. Sie sind vergoldete Scheiben aus Kupfer mit einem Durchmesser von 30 cm, die Grußbotschaften, Geräusche und Musik enthalten, außerdem analog gespeicherte Bilder.

## Pressgewicht
Es werden Pressungen unterschiedlicher Gewichte angeboten, bei Langspielplatten beispielsweise 120, 130, 140, 150, 180, 200 Gramm usw., jeweils ohne Innenhülle und Cover gewogen. In den 1970er und 1980er Jahren waren 120–140 g üblich, heute werden oft 180 g gewählt. Mit dem höheren Gewicht soll der Eindruck eines besseren Klanges verbunden werden. Dafür gibt es jedoch keinen technischen Grund: Die Schneidtiefe der Rillen liegt so deutlich unterhalb der halben Dicke auch sehr dünner Platten, dass die zusätzliche Materialstärke keinen Gewinn bringen kann. Auch der eigentlich naheliegende Gedanke, eine massereichere Platte neige weniger zur thermischen Verformung (Höhenschlag) als eine leichte, entspricht nicht den Tatsachen. Tatsächlich halten 180-Gramm-Platten wegen ihrer Masse sogar schwerer die Form als die üblichen 130-g-Platten. Es handelt sich bei 180-g-Vinyl also um einen reinen Marketing-Gag für besonders hochpreisige Produkte. In Blindtests zeigte sich, dass die Hörer das Klangbild der „dünnen“ Erstausgaben aus den Siebzigern und Achtzigern gegenüber den schweren 180-g-Pressungen bevorzugten. Entscheidend für den Klang ist nicht das Gewicht der Platte, sondern ihr Zustand, die Aufbereitung der Mutterbänder, die Sorgfalt der Ton- und der Schneidingenieure sowie die Qualität des PVC-Materials.

## Maßnahmen zur Pflege
Neuere Schallplatten bestehen aus dem Nichtleiter Polyvinylchlorid samt Zusätzen und ziehen somit durch elektrostatische Aufladung des Materials Staub und Schmutz an. Außerdem reibt die Platte in der Innenhülle, wenn sie aus ihr herausgezogen wird. Es wurde daher eine Vielzahl von Methoden entwickelt, statischer Aufladung entgegenzuwirken und die Rillen der Platten sauber zu halten.
- Die Antistatik-Auflage wird auf den Plattenteller gelegt und soll durch ihr elektrisch leitfähiges Material die Aufladung reduzieren.
- Das Antistatik-Tuch ist ein chemisch imprägniertes Tuch mit manchmal leicht klebriger Oberfläche, mit dem die Platten vor dem Abspielen entstaubt werden.
- Mit Antistatik-Spray wird die Oberfläche der Platte besprüht.
- Zur Entladung mit Piezoelektrizität brachte die Firma Polydor in den 1980er Jahren einen batterielosen Stab in den Handel, der durch Hin- und Herbewegen des Oberteiles einen Piezo-Kristall zur Abgabe von Funken an der Unterseite anregte. Den Stab bewegte man über die Oberfläche der Platten und neutralisierte durch das erzeugte „Gewitter“ einen Teil der statischen Aufladung.

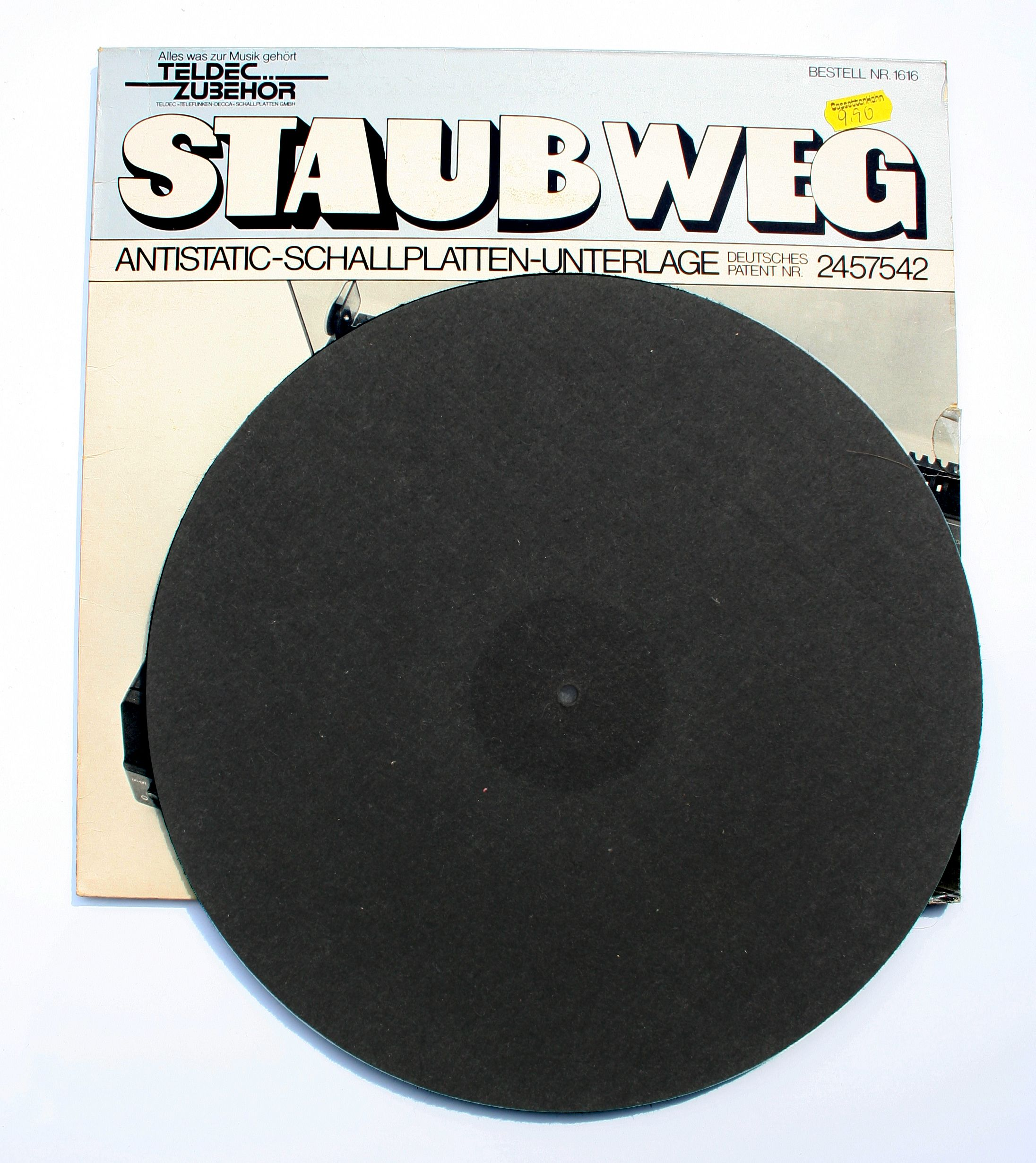
Antistatik-Matte
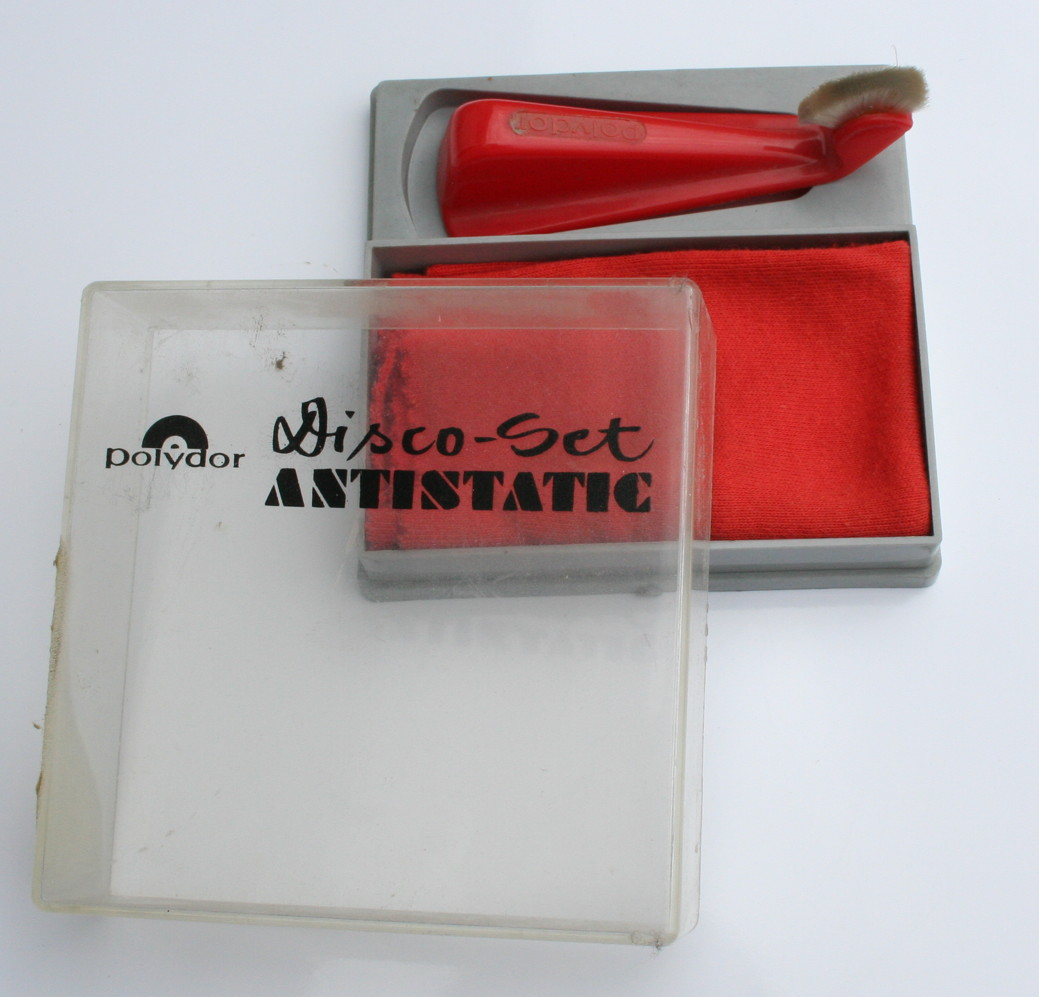
Antistatik-Tuch und Bürste für Schallplattenoberfläche und Nadel
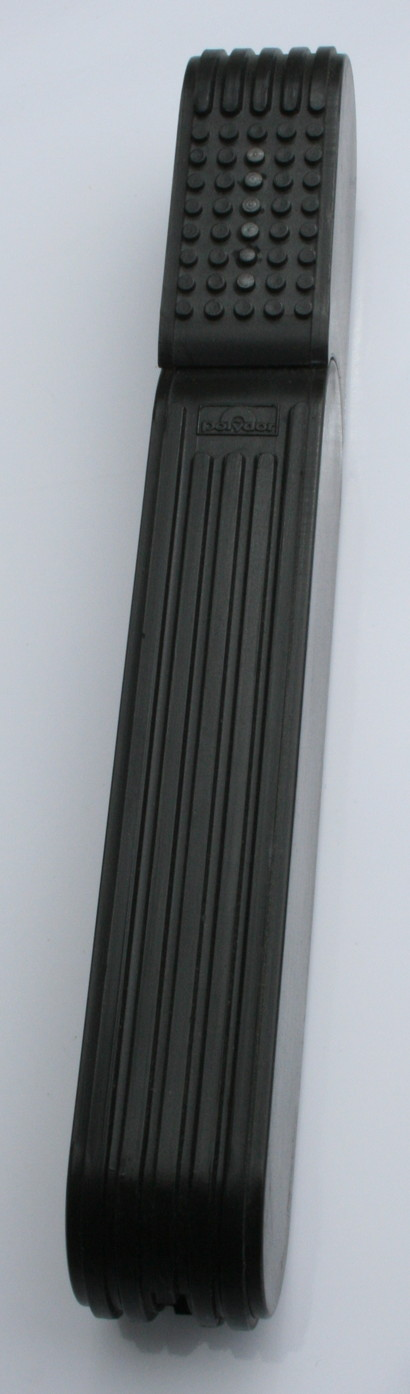
Piezo-Stab der Firma Polydor
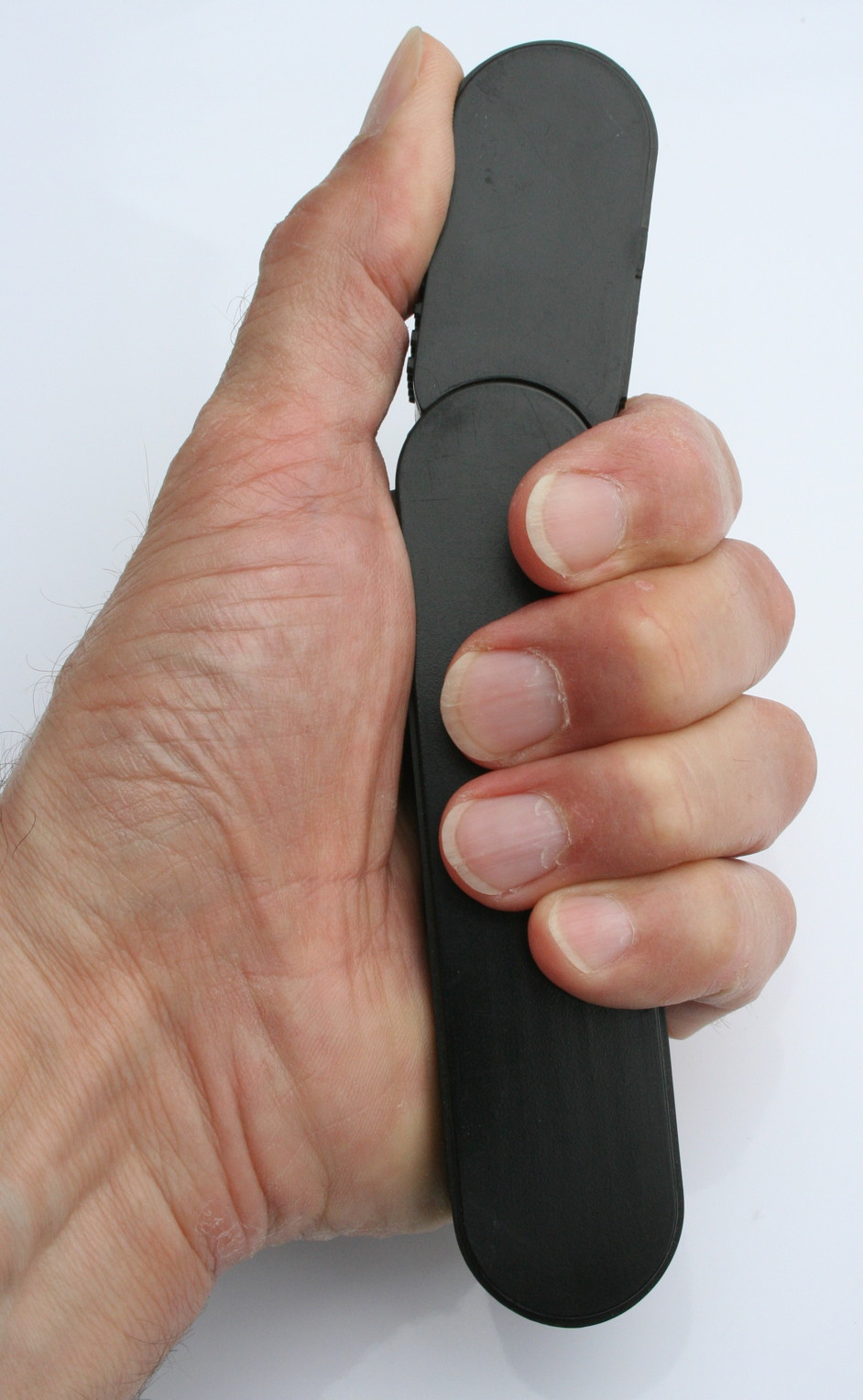
Piezo-Stab im Einsatz

- Discofilm (Markenname) ist eine Flüssigkeit, die mit einem Schwamm oder einer drehbaren Vorrichtung auf die Schallplatte aufgebracht wird und auch in die Tiefe der feinen Rille eindringt. Nach der Trocknung, bildet sich ein zusammenhängender Film, an dem auch Schmutz und Festkörper aus den Rillen anhaften. Er wird nach einigen Stunden im Ganzen samt anhaftendem Schmutz abgezogen (Adhäsionsreinigung).
- War eine Schallplatte durch statische Aufladung stark verschmutzt, wurde sie in einer wässrigen Tensidlösung gewaschen. Hinterher war es zwingend notwendig, die Platte mit destilliertem Wasser nachzuspülen, um die Reste des Reinigungsmittels und das kalkhaltige Wasser zu entfernen.
- Anfang der 1980er Jahre kamen Schallplattenbürsten mit extrem dünnen, leitfähigen Kohlenstofffaserborsten auf den Markt. Durch den Körperkontakt mit dem Bürstengehäuse konnten statische Aufladungen abgeleitet werden.
- Die Firma Maxell brachte gegen Mitte der 80er Jahre ein System auf den Markt, bei dem ein kleines Gerät auf der Platte rotierte, an dessen Unterseite eine breite Bürste aus sehr weichen leitfähigen Kohlenstofffasern den Schmutz aus den Rillen bürstete.
- In (nach wie vor erhältlichen) Schallplatten-Waschmaschinen wird die Platte in einem geschlossenen System nass gereinigt, teilweise zusätzlich auch mit Ultraschall; anschließend werden die Rillen durch starken Sog einer Vakuumpumpe von Schmutz und Reinigungslösung befreit. Bei einigen Waschmaschinen wird die Reinigungsflüssigkeit  durch Abstreifer entfernt und die Restfeuchte mittels eines Gebläses abgetrocknet.

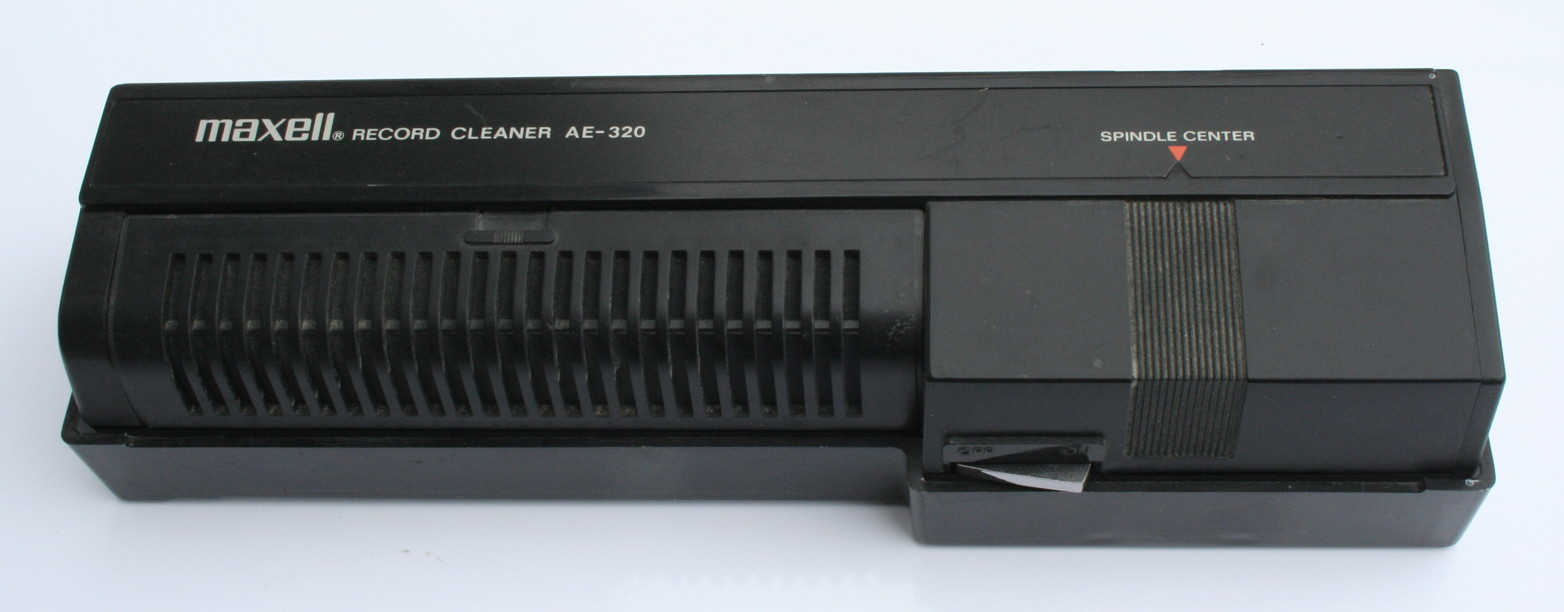
Schallplattenreiniger der Firma Maxell
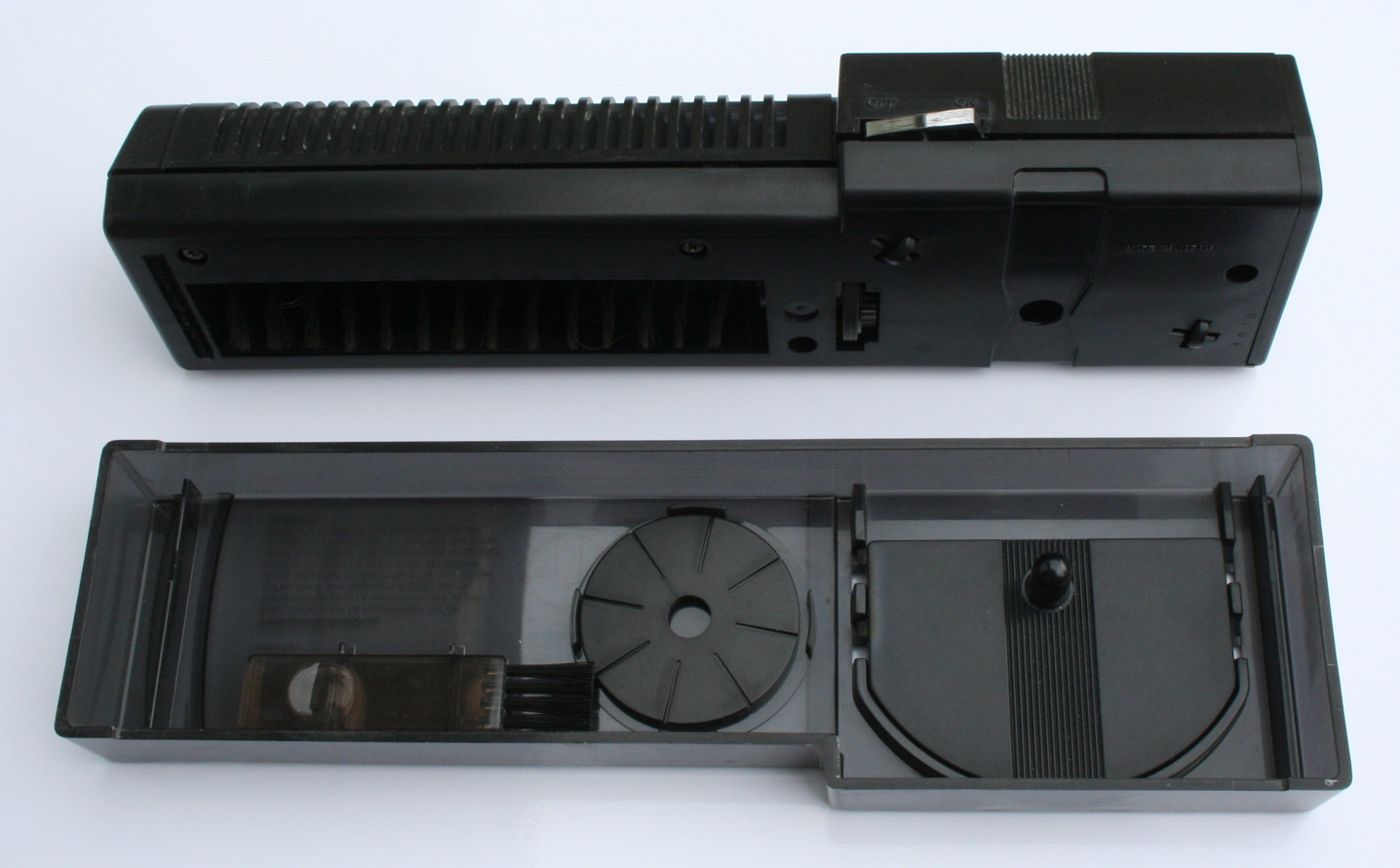
Schallplattenreiniger, die Einzelteile befinden sich im Fuß
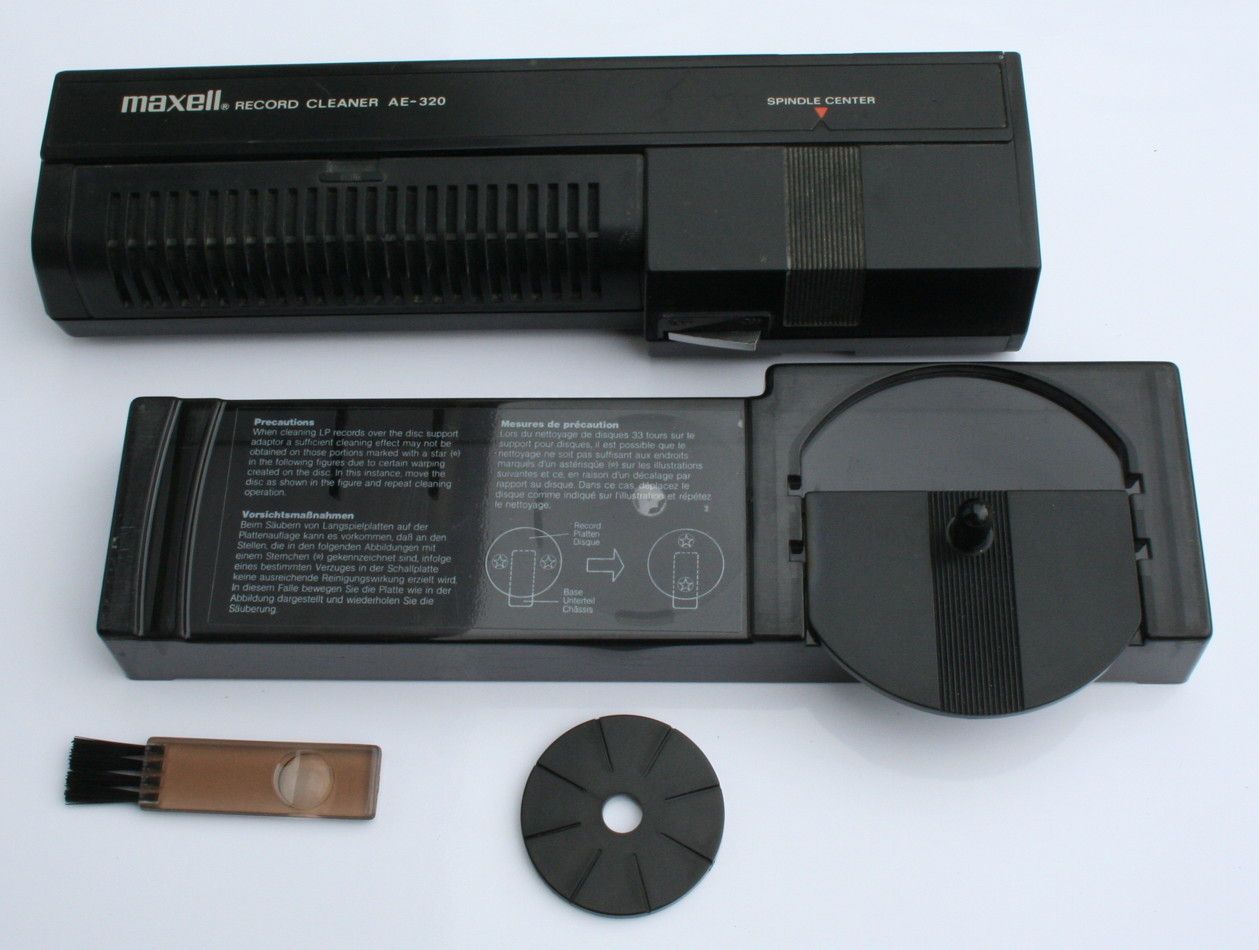
Schallplattenreiniger aufgebaut
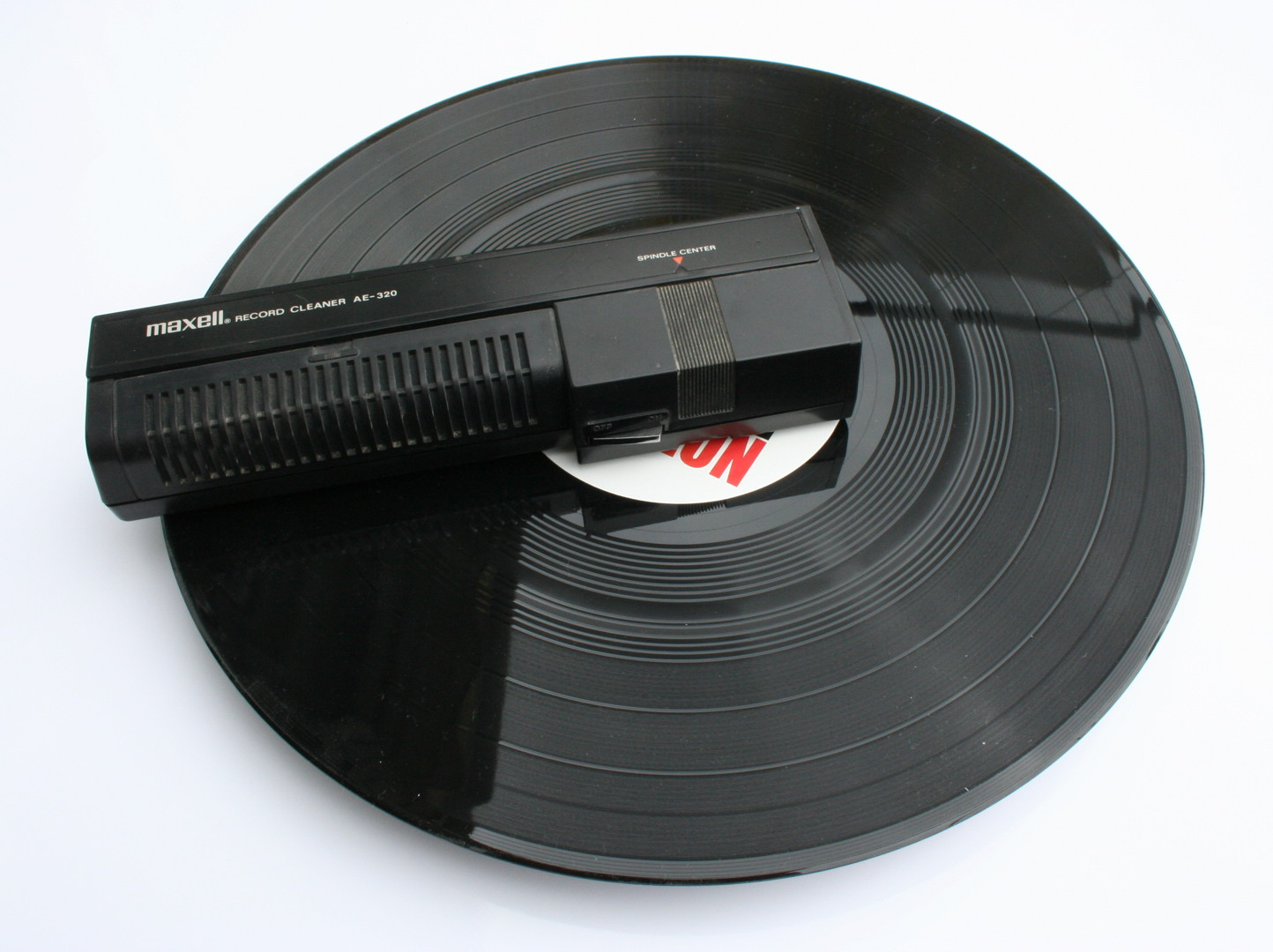
Schallplattenreiniger im Einsatz
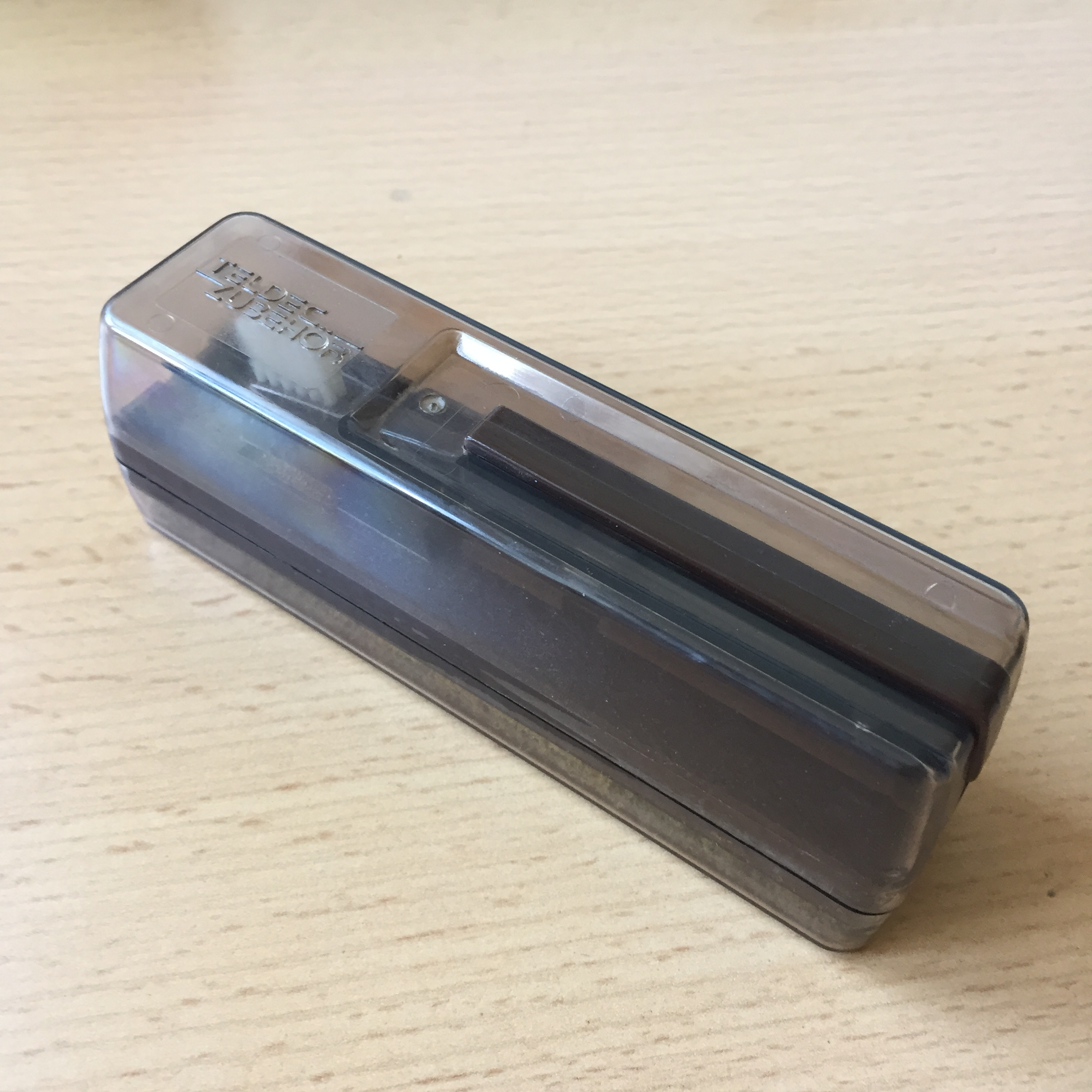
Pflegeset von Teldec für Tonabnehmer und Schallplatte
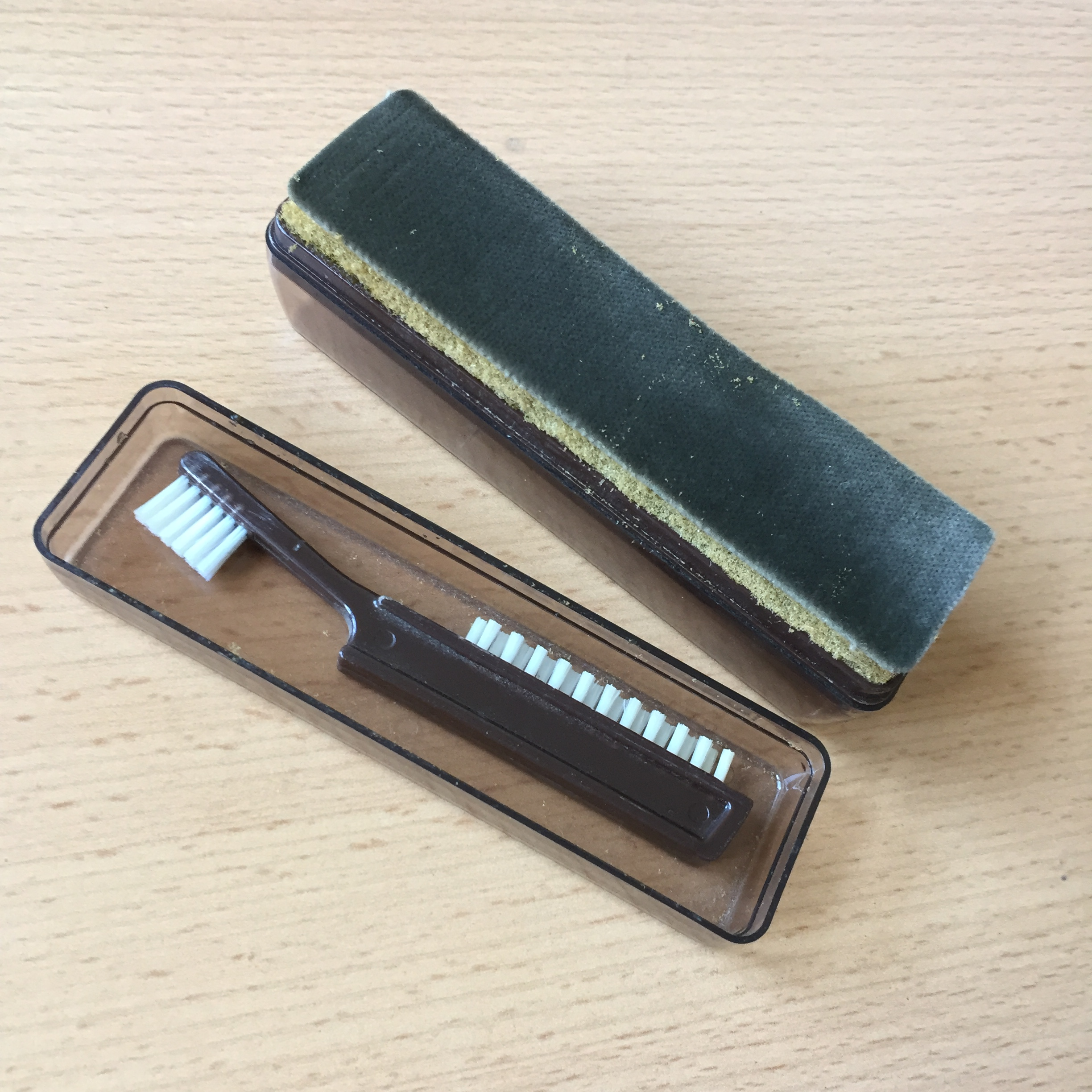
Detailansicht: grobe und feine Bürsten

## Nassabspielen von Schallplatten

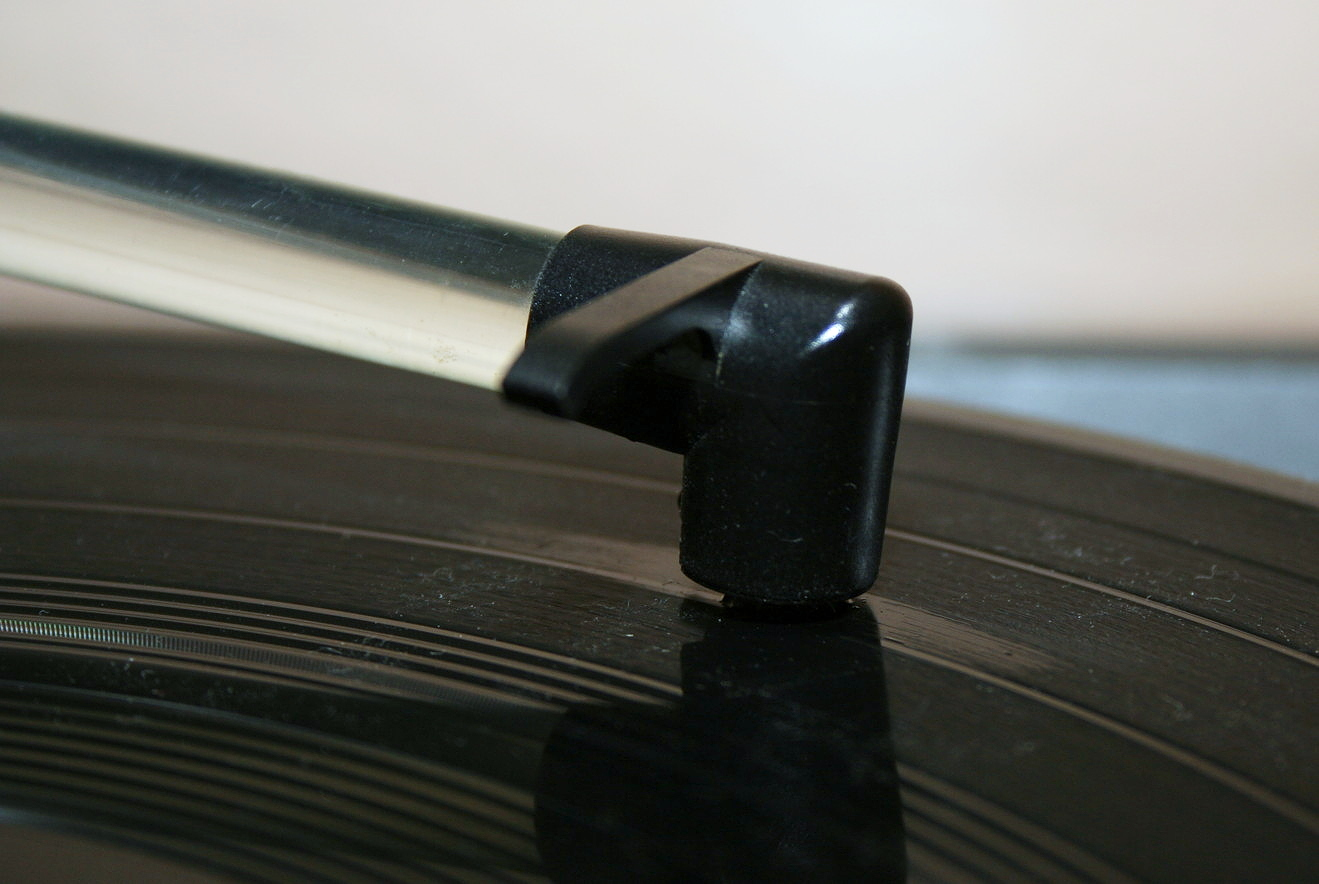
Reinigungsarm beim Nassabspielen auf der Platte. Über das transparente Rohr wird die Flüssigkeit zugeführt.
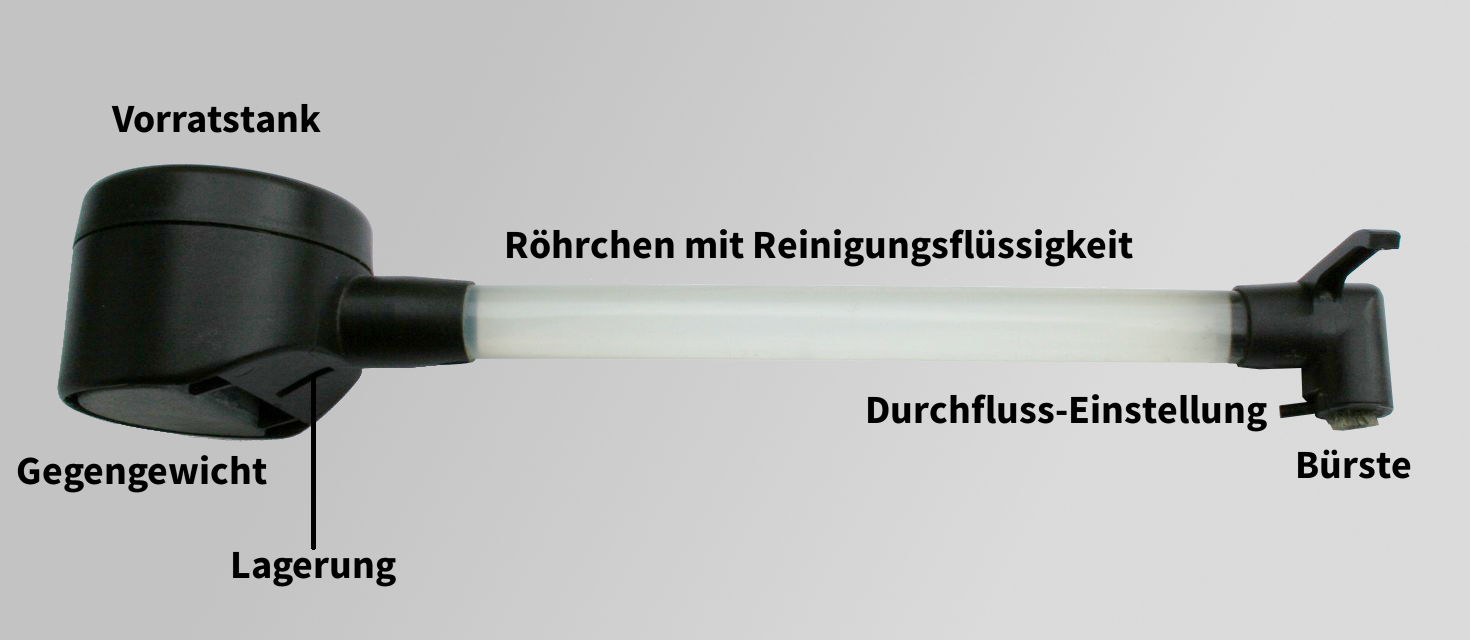
Aufbau des Reinigungsarms

Beim Nassabspielen läuft außer dem Tonarm noch ein zusätzlicher Reinigungsarm auf der rotierenden Platte, an dessen Unterseite sich eine kleine Bürste befindet, die die Rillenflanken mit einem Gemisch aus destilliertem Wasser und Isopropanol benetzt. Das reinigt die Flanken und schwemmt verbleibende Staubpartikel auf, so dass sie sich beim Abtasten nicht störend bemerkbar machen. Nach dem Verdunsten des Flüssigkeitsfilmes verbleiben jedoch geringe Rückstände in der Rillenflanke, und die verbliebenen Staubpartikel haften jetzt fester an der Oberfläche als zuvor. Daher sollten einmal nass abgespielte Schallplatten auch künftig nur nass abgespielt werden.
Außerdem muss beim Nassabspielen die Umdrehungsgeschwindigkeit des Plattentellers neu eingestellt werden, da die zusätzliche Bürste die Platte beim Drehen leicht abbremst.